# آشپزی کشمیری

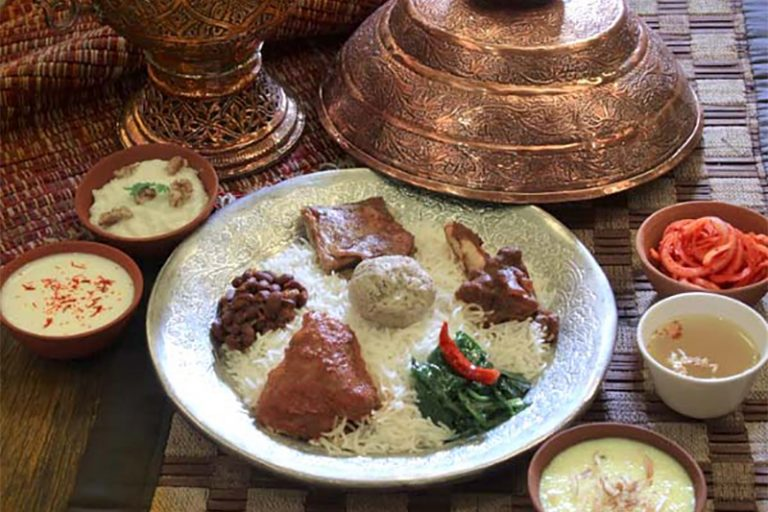
غذای سی و شش غذای کشمیری وازوان

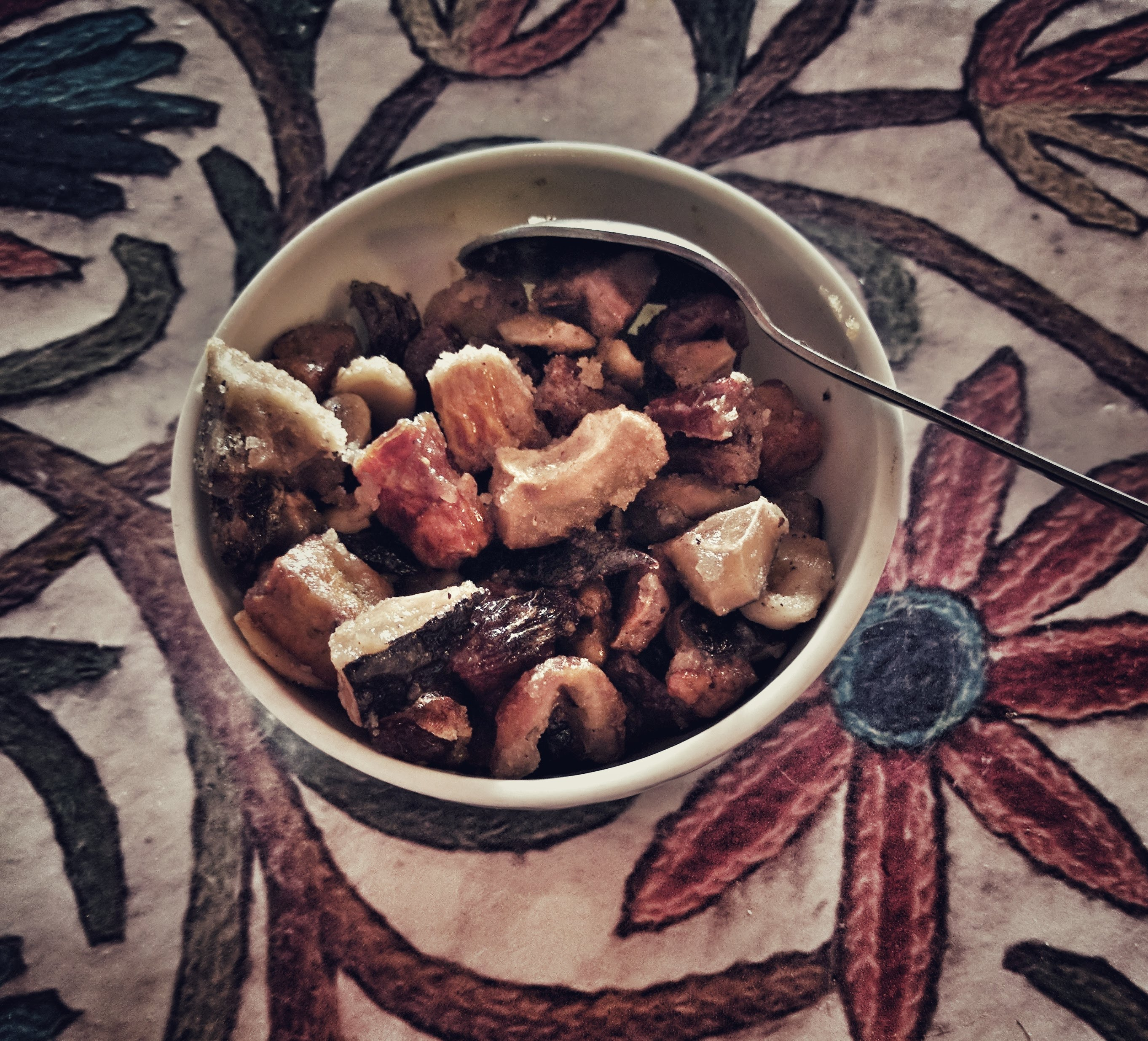
شوفتا، یک دسر کشمیری، در یک رستوران پاندیتی در دهلی نو. یکی از تفاوت‌های عمده بین پاندیت کشمیری و غذاهای مسلمان کشمیری استفاده از پیاز و سیر است.

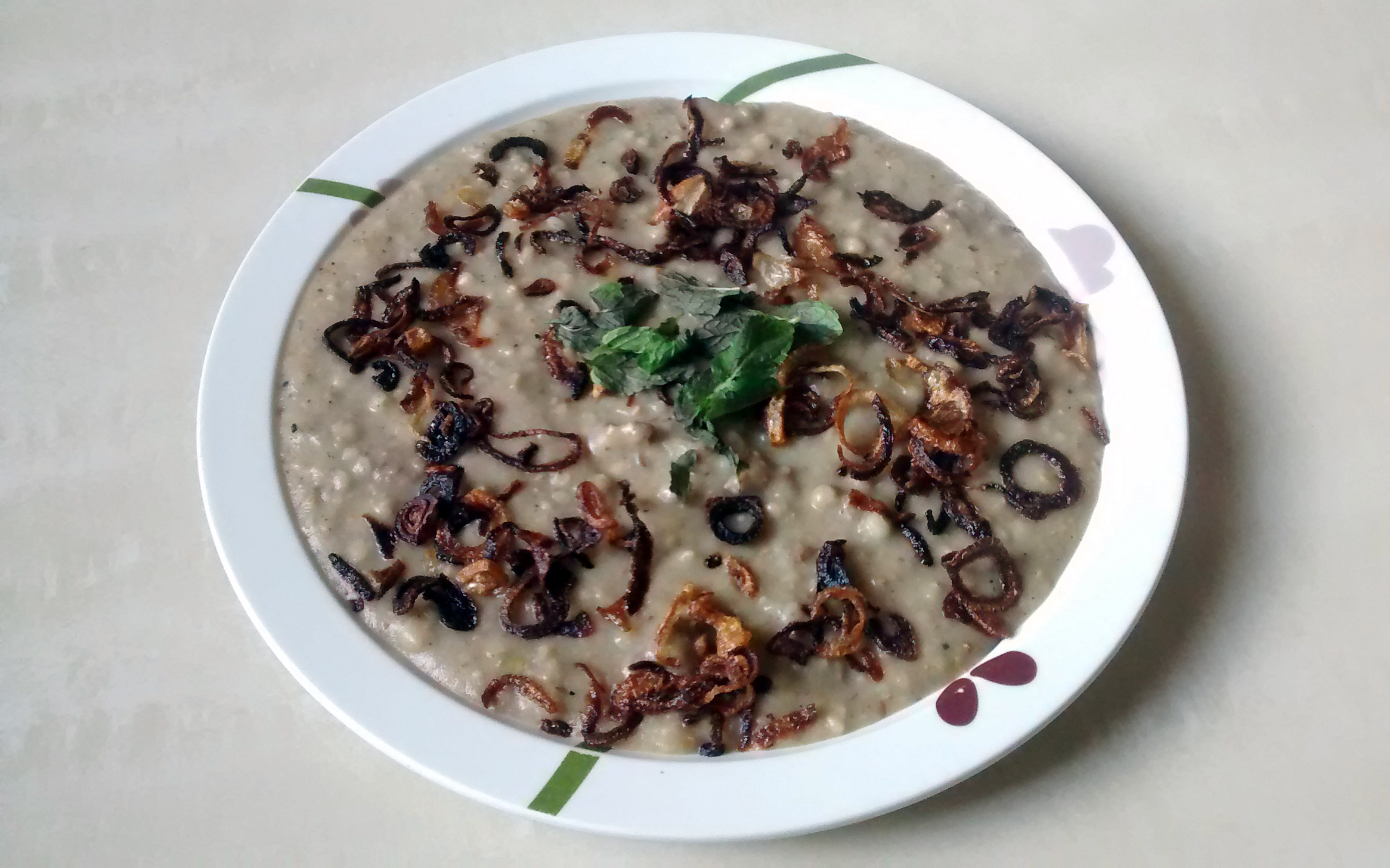
هاریسا یا هریسه، یک غذای اصلی گوشتی از کشمیر.

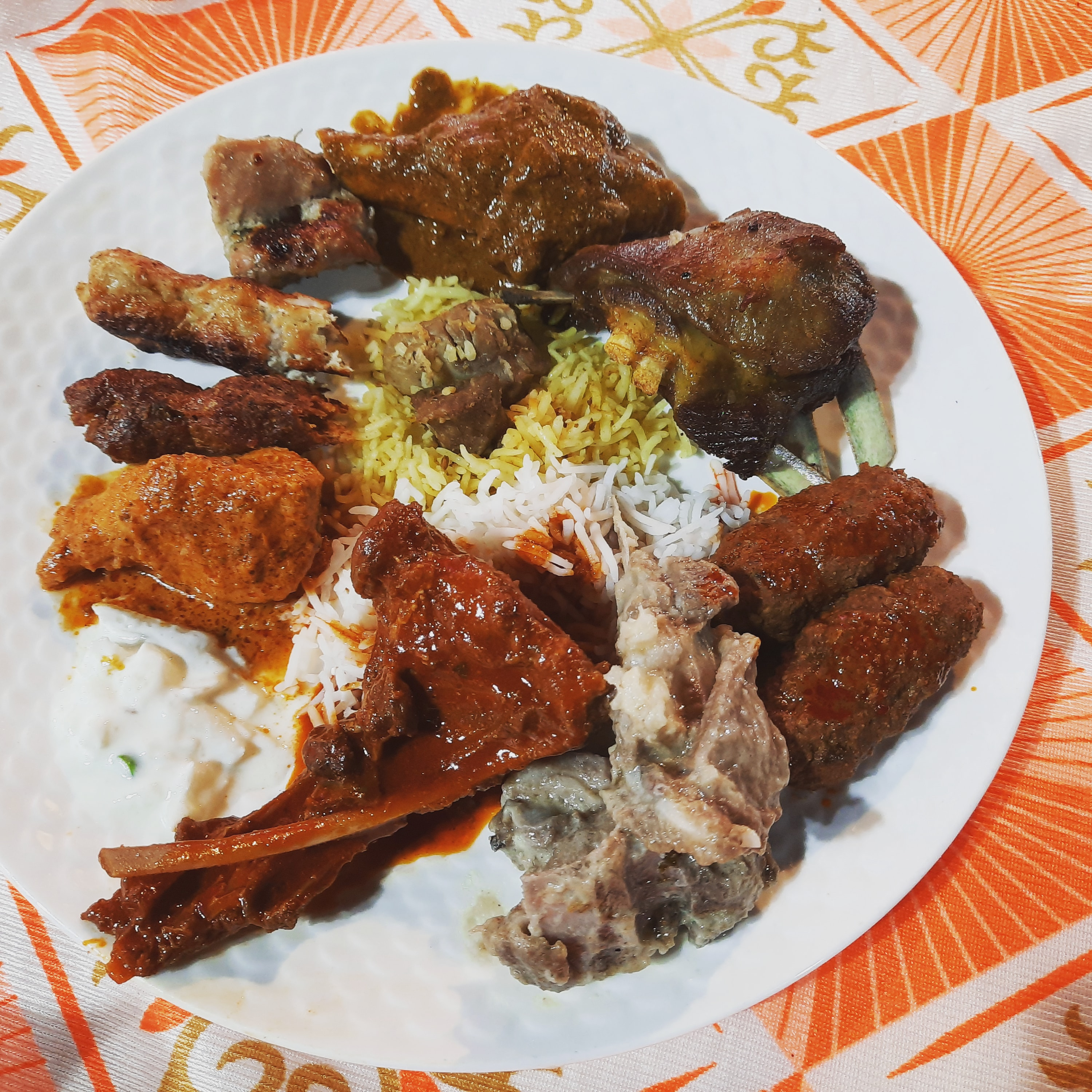
بشقاب پاندیت کشمیری.

آشپزی کشمیری غذاهای سنتی مردم بومی منطقه کشمیر است. این آشپزی تأثیرات بسیاری از مناطق همسایه خود در آسیای مرکزی و شبه قاره هند دارد. برنج از زمان‌های قدیم یکی از مواد غذایی اصلی در کشمیر بوده است. معادل عبارت «نان و کره» در کشمیری haakhbatte (سبزی و برنج) است.
غذاهای کشمیری معمولاً گوشتی هستند. این منطقه، سرانه، بالاترین مصرف‌کننده گوشت گوسفندی را در شبه قاره هند را دارد. در اکثر غذاهای کشمیری، نان بخشی از غذا نیست. نان معمولاً فقط با چای در صبح یا عصر مصرف می‌شود. یک وعده غذایی معمولی کشمیری شامل یک وعده سرپر برنج (حدود ۲۵۰ عدد g)، گوشت گوسفند (100 g) و سبزیجات (حدود ۱۰۰ عدد گرم، بیشتر سبزی‌ها) پخته شده در روغن، و ماست (۵۰ تا ۲۵۰). ز) است.
روش پخت سبزیجات، گوشت گوسفندی، پنیر خانگی (پنیر) و حبوبات مشابه پاندیت‌های کشمیری است، مگر در مسلمانان که از پیاز، سیر و موسیر به جای آسافوتیدا استفاده می‌کنند. گوشت بره یا گوسفند در آشپزی مسلمانان کشمیری رایج تر است، در حالی که در آشپزی کشمیری پاندیت‌ها بیشتر از گوشت بز استفاده می‌کنند. گل تاج خروس که در کشمیری «موال» نامیده می‌شود، برای تهیه رنگ قرمز خوراکی که در غذاهای خاص مورد استفاده قرار می‌گیرد، جوشانده می‌شود. آشپزی پاندیت‌ها از پودر فلفل قرمز کشمیری ملایم به عنوان ادویه و همچنین راتانجوت برای رنگ دادن به غذاهای خاصی مانند روغن جوش استفاده می‌کند. در آشپزی مسلمان کشمیری از فلفل به مقدار متوسط استفاده شده و از غذاهای گرم در وعده‌های غذایی پرهیز می‌شود. در آشپزی مسلمانان کشمیری، کاری سبزیجات با گوشتی که به‌طور سنتی به عنوان یک لذت گران‌قیمت در نظر گرفته می‌شود، رایج است. گوشت همراه با برنج، مقداری سبزی و سالاد در مناسبت‌های خاصی مانند عید فطر تهیه می‌شود.

## تاریخچه آشپزی کشمیری
از مهابهاراتا تا حمله ایران به کشمیر (که بخشی از گندهارا بود) توسط داریوش در سال ۵۱۶ قبل از میلاد، تا موریایی‌ها که سرینگارا را تأسیس کردند تا امپراتوری کوشانی تا حمله تیمور به کشمیر در سال ۱۳۹۸، فرهنگ و آشپزی کشمیری مربوط به آسیای مرکزی، ایرانیا و جموب آسیاست آشپزی آمیخته با نوآوری‌های محلی و در دسترس بودن مواد تشکیل دهنده است. واژه کباب ریشه عربی دارد، کورما ریشه ترکی داشته و روغن جوش، یاخائن، آب گوشت، ریسته و گشتابه از منابع فارسی سرچشمه می‌گیرد.

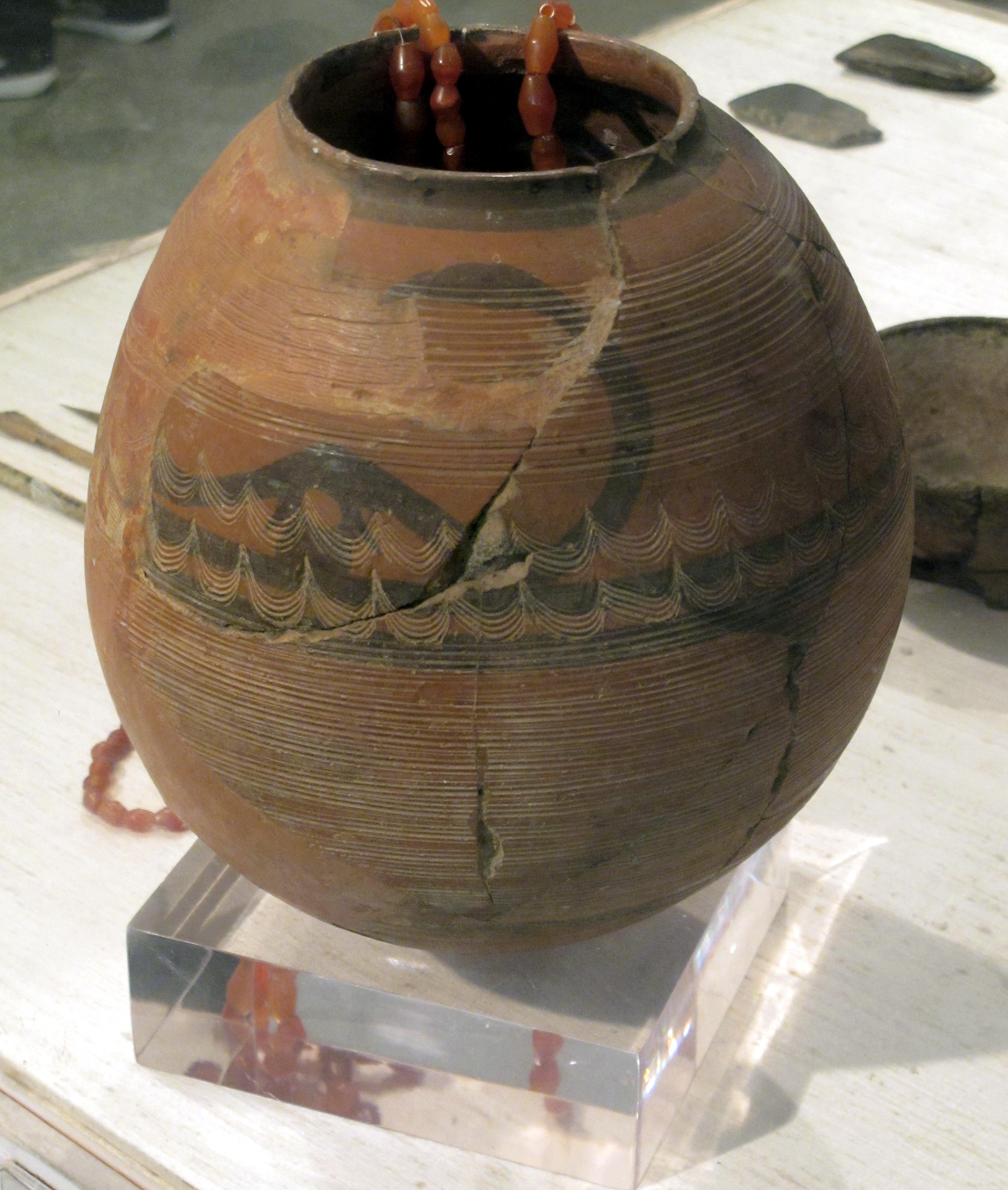
ظروف سفالی قرمز با نقش شاخ از برزهم.

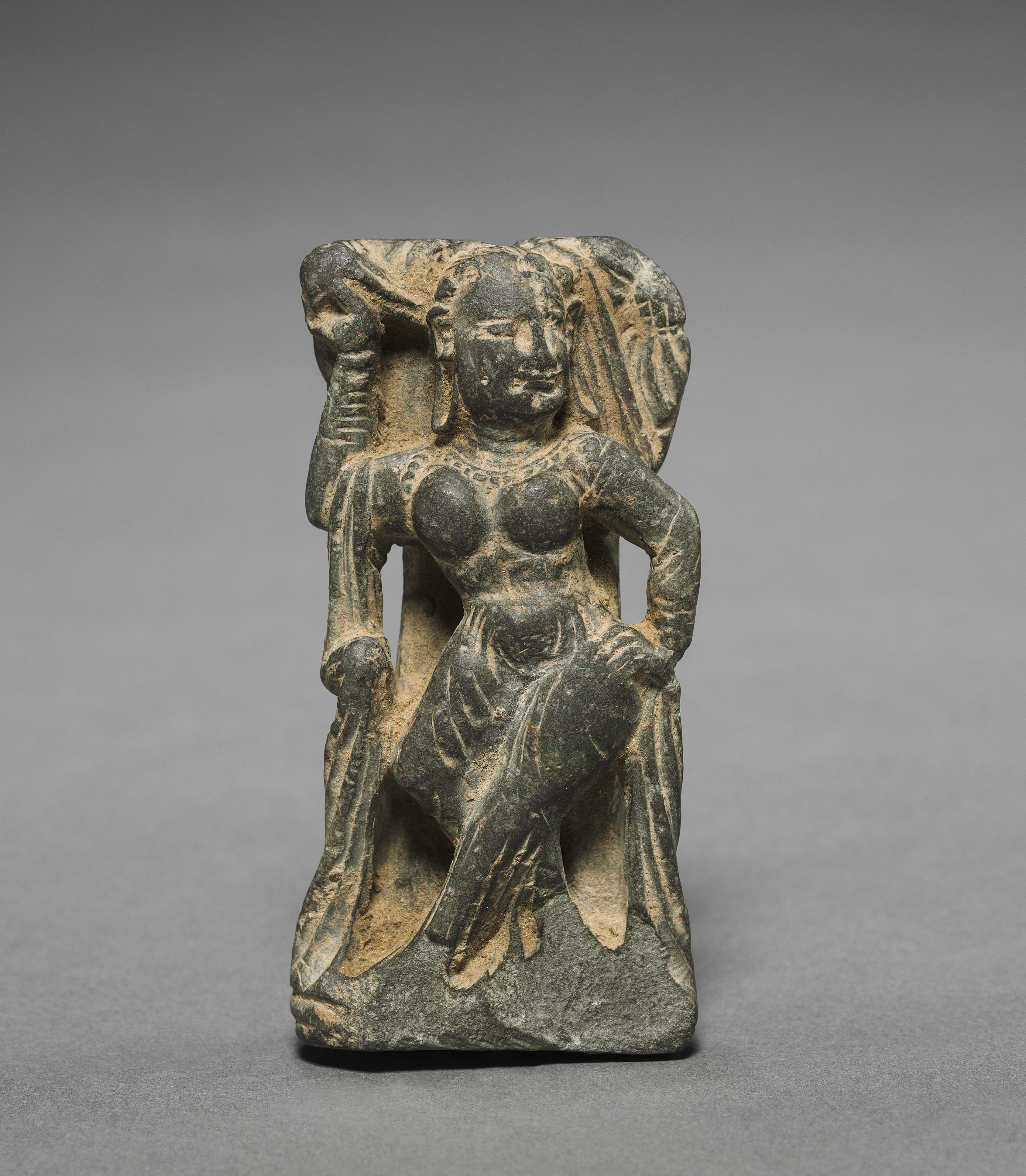
زن و درخت کشمیری (دهه ۳۰۰–۴۰۰)، خواص بارور او باعث میوه دهی درخت می‌شود.

### تاریخ اولیه
افسانه ای وجود دارد که قرن‌ها پیش دره کشمیر یک دریاچه کوهستانی وسیع بوده است. خاک حاوی بقایای ماهی‌های آب شیرین و صدف‌های فسیلی است و پوسته‌های سیاه شاه بلوط آبی را می‌توان در لایه‌های فرورفته در زمین در ارتفاع ۴۵۷ متری از سطح دره پیدا کرد.

### عصر پارینه سنگی
روند آمیختگی کشمیر با دنیای بیرون با ورود اشکال اولیه مار و آتش‌پرستی از ایران آغاز شد. از زمان پارینه‌سنگی، مارها را می‌پرستیدند و با ذخایری از حشرات در گورهایشان دفن می‌کردند تا زندگی آینده آنها را تأمین کند. علاوه بر این، آنها برای ابراز احترام به مارها و سایر حیوانات، دانه‌هایی را به زیارتگاه‌ها و قبرها می‌پاشیدند. سایت باستانی Bommai Sopore، که توسط دکتر ممتاز یاتو در سال ۲۰۰۵ کشف شد، دارای حکاکی سنگی ماقبل تاریخ است که اولین نمونه از نوع خود در کشمیر است. این حکاکی دوران پارینه سنگی فوقانی تعقیب و گریز و بازی درگیری‌های جمعیت ماقبل تاریخ را به تصویر می‌کشد. تحقیقات اخیر توسط باستان شناسان در دره اورا از پهالگام ابزارهای سنگی دوران پارینه سنگی را آشکار کرده است. از جمله تیغه‌های سنگی یک لبه که برای شکار حیوانات استفاده می‌شده است.

### فرهنگ نوسنگی
حتی قبل از فرهنگ مگالیتیک که به دنبال دوره نوسنگی بود، شواهدی از کشت گندم، جو و عدس وجود دارد. شواهد روشنی برای کشاورزی در قالب انبارهای بزرگ خانگی غلات و راش گندم و جو و همچنین ارزن پس از ۲۵۰۰ سال قبل از میلاد در قاسم باغ در کشمیر یافت شد. دره کشمیر دارای مکان‌های متعددی از به اصطلاح نوسنگی شمالی است که احتمالاً قدمت آن‌ها به ۳۰۰۰ سال قبل از میلاد می‌رسد، زمانی که آب و هوا گرم‌تر شد. کاوش‌ها در پثپوران تنگ نشان می‌دهد که شبکه ارتباطی گسترده‌تری با این جمعیت اولیه و زمان دیرینه‌تری از انتقال خوشه‌های ذرت و ارزن در سراسر کوه‌های آسیای داخلی وجود دارد. محدوده تاریخی بازگردانده شده از نمونه‌های عدس در پثپوران تانگ نشان داد که یکی از اولین محصول حبوبات قدیمی در منطقه (حدود ۲۷۰۰ سال قبل از میلاد) است. در حالی که این دره از نظر ارتفاعی با سایر مکان‌های کشاورزی و دامداری بین‌کوهی در آسیای مرکزی قابل مقایسه است، عرض جغرافیایی کمی پایین‌تر کشمیر، دره را به‌عنوان یک آستانه جغرافیایی معرفی می‌کند که در آن می‌توان محصولات را بدون برخورداری صفات لازم کشت کرد که امکان کشت آن‌ها را در مناطق مرتفع و شمالی‌تر فراهم می‌کرد.
طیف وسیعی از ابزارهای به دست آمده در سایت نوسنگی برزاهوم، در ناحیه سرینگر نشان می‌دهد که این مردان شکارچیان ماهری بوده‌اند که دانش ساخت و استفاده از ابزارهای کشت را داشته‌اند. کوره‌های سنگی در سطح زمین و در نزدیکی دهانه چاله‌ها کشف شده است. سازه‌های دوره دوم (نوسنگی سرامیکی) ظرفی با پایه توخالی و گلدانی کروی را نشان می‌دهند. دروگرهای مستطیلی با لبه برش منحنی نیز در منطقه بازیابی شده است. کشف نیزه، نشان دهنده ماهیگیری در آن مناطق است. رفتار هنرآفرینانه مردان نوسنگی در صحنه شکار با طرح نگاره انسان، سگ و خورشید مشاهده می‌شود. هاون و دسته که با مقطع مستطیلی از همان سنگ‌های آتشفشانی ساخته شده است که توسط کشمیری‌های فعلی استفاده می‌شود. وجود عدس بیانگر این است که مردم برزاهوم ارتباطات گسترده‌ای با آسیای مرکزی داشتند. دروگرها (سنگی و استخوانی) با دو سوراخ برای جابجایی آن نشان دهنده تماس با این مناطق با چین بوده است.
در سایت نوسنگی گوفکرال در ۴۱ کیلومتری جنوب غربی سرینگر، باستان شناسان تأیید کرده‌اند که شهرک نشینان در گوشت شکار و همچنین اهلی کردن حیوانات مشارکت داشته‌اند. حیواناتی که در آن زمان شناخته شده بودند عبارت بودند از: گوسفند وحشی، بز وحشی، گاو وحشی، گوزن قرمز، گرگ، بز کوهی هیمالیا و خرس. بو دادن غذا (هم گوشت و هم غلات) فقط در بیرون انجام می‌شد زیرا هیچ اجاق یا شومینه ای در داخل حفره‌های های مسکونی کشف نشد. از سوراخ‌کننده‌ها برای ایجاد برش‌ها و برای پاره کردن گوشت پس از کشته شدن و پوست کندن حیوان و از کاردک‌ها برای جدا کردن چربی از گوشت استفاده می‌شده است. در مرحله IB از اشغال نوسنگی، برخی از افزودنی‌های جدید شامل گوشت دام و نخود معمول بود. گوشت خوک (sus scrofa) و ماهی در اواخر دوره نوسنگی ظاهر شدند. استخوان‌های خرگوش (لپوس)، جوجه تیغی، جوندگان نیز کشف شد.
* * بر اساس کشف محصول گندم Emmer (Triticumdicoccum) در کانیسپور، در هفت کیلومتری شرق بارامولا، تماس هاراپاها با کشمیر نوسنگی پیشنهاد شده است. با مهاجرت آریایی‌ها به کشمیر در حدود قرن هشتم قبل از میلاد، آیین آتش‌پرستی از طریق اعمالی مانند نشان فالیک برنج پخته شده در بافت دینیفرهنگی ذاتی کشمیر جا افتاد. مراسم محلی وایوک دوباره به سبک ایرانی فرودین نزدیک است. در یک روز خاص از ماه، مسلمانان کشمیری از مردگان خود یاد می‌کنند، قبور آنها را زیارت می‌کنند و قرص‌های نان برنج توزیع می‌کنند.

### دوره هندویونانی و کوشانا
تالیس های خاکی در سمثان، شمال بیجبهارا از دوره هندویونانی (۲۰۰ قبل از میلاد قرن اول پس از میلاد) یافت شده است. هندس (ظروف فلزی)، بشقاب‌های مسطح، فنجان‌های پایه دار و کاسه‌های لبه دار به تعداد زیاد از سایت‌های حفاری شده هاروان، کنیسپور و سمثان گزارش شده است. در کانیسپور، دیگ‌های پخت و پز پیدا شده است. سکه‌های کوشانی در تعداد زیادی از دره کشمیر به دست آمده است و سکه‌های کانیشکا همچنان به تقلید از نقش ویما از قربانی کردن پادشاه در محراب ادامه می‌دهند.
دوره کوشان با یک الگوی کشت دوگانه مشخص می‌شود، که نشان‌دهنده تغییر در شیوه‌های کشاورزی مرتبط با بهبود جمعیت پس از کاهش پس از نوسنگی است. یافته‌های Vitis vinifera (انگور معمولی)، Emblica officinalis (انگور فرنگی هندی)، Ziziphus nummularia (عناب وحشی) ، Juglans regia (گردوی انگلیسی) و Prunus amygdalus (بادام) نشان می‌دهد که باغ‌داری و علوفه‌جویی نقش مهمی در رژیم غذایی این گیاه داشته‌اند. بقایای کوشان از کانیسپور برخلاف سمثان که گندم در آن بیشتر رایج است، جو غالب است.
تاریخ کوشانا به ما می‌گوید که درست از روزگار فرمانروایان کوشانا (قرن اول پس از میلاد ۴۵۰ پس از میلاد) تماس‌هایی بین رومیان و کشمیر وجود داشته است. کشمیر از طریق گیلگیت و دره یاسین در تاشکورغان به مسیر ابریشم جنوبی متصل می‌شد. اقلام اصلی صادراتی به رم زعفران و دولومیا کاستوس (کوتا) بود. کاستوس Dolomiaea در روم برای مقاصد از جمله برای معطر کردن غذا و چاشنی شراب مختلفی استفاده می‌شد.

### سلسله‌های هندو
ارتباطات نظامی بین پادشاهی کارکوتا در کشمیر و دربار تانگ (۶۱۸ پس از میلاد ۹۰۷ پس از میلاد) در چین وجود داشت. هنگامی که سلسله چینی تانگ با موفقیت نیروهای تبتی را شکست داد و در اکتبر ۷۲۲ پس از میلاد وارد پالور کوچک شد، کشمیر به علت تأمین منابع کشاورزی ضروری برای حفظ نیروهای چینی مستقر در دره گیلگیت اعتبار یافت.

### سلطان نشین کشمیر (۱۳۴۶-۱۵۸۰)

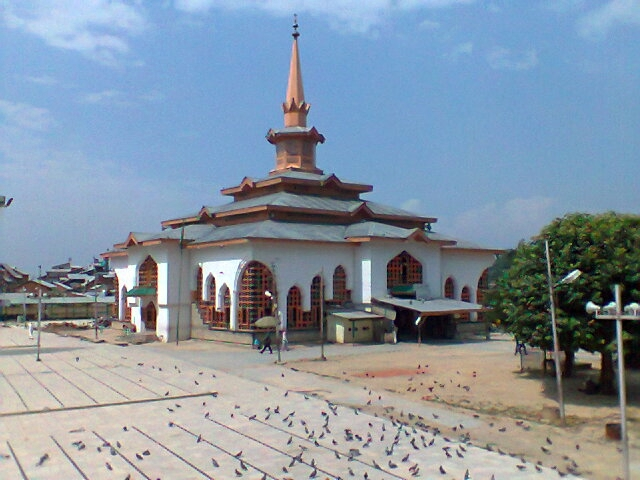
زیارتگاه قدیس صوفی کشمیری نوند رشی.

از آنجایی که اسلام مستقیماً از عربستان به کشمیر نرسید، طبیعتاً تأثیرات ترکیبی ایران و آسیای مرکزی را با خود همراه داشت. به‌طور مشابه، هندوهای کشمیری اقداماتی انجام می‌دادند که هندوهای ارتدکس هند را به وحشت می‌انداخت. آنها آبی را که یک مسلمان آورده بود نوشیدند، غذایی را خوردند که در قایق مسلمانان پخته شده بود و حتی به مادران مسلمان اجازه داده شد که به فرزندانشان غذا بدهند. از این رو، فرقه ریشی در پیروی از گیاهخواری، عدم آسیب رساندن به حیوانات و پرهیز از استفاده از سیر و پیاز در غذا با هندوئیسم یکی شد. بر اساس یک افسانه، بابا نورالدین رشی با رژیم غذایی حاوی برگ‌های خشک قاصدک زندگی می‌کرد و لاله دد به موعظه و گیاهخواری سخت گیرانه پرداخت.
علاوه بر این، زمانی که یوسف شاه چک، آخرین پادشاه مقتدر کشمیر، در سال ۱۵۸۶ با امپراتور اکبر معاهده ای امضا کرد که در آن حاکمیت نمادین او به رسمیت شناخته شد، یکی از شرایط این بود که ضرابخانه، زعفران و شکار در کنترل امپراتوری وی باقی بماند.

### مغول‌ها (میلادی ۱۵۸۰-۱۷۵۰)
در سری نگر، وعده‌های غذایی مردم فقیر از قیسی، شیر، گوشت گاو، پیاز، شراب، ترشی‌ها و سرکه تهیه می‌شد. برنج، ماهی و انواع سبزیجات در دوران مغول غذاهای اصلی بودند. کره و چربی‌ها به‌طور گسترده‌ای در آشپزی استفاده نمی‌شدند زیرا به دلیل محیط سرد، خطرناک تلقی می‌شدند. مردم جنوب کشمیر از آب رودخانه نمی‌نوشیدند. آن‌ها آب دریاچهٔ دال را می‌نوشیدند که گرم، خوشایند و به راحتی قابل هضم بود.
در سال‌های ۱۶۳۵–۳۶، در دوران سلطنت شاه‌جهان، درگیری شدیدی بین شیعیان و سنی‌ها در زمانی که گروهی از هر دو بخش در حال خوردن توت در مایسومه بودند بروز کرد و برخی متهم به استفاده از الفاظ ناشایست علیه محمد شدند. در سال ۱۶۴۱، سیلاب‌های بی‌سابقه و به دنبال آن قحطی، روستاها را ویران کرد. شاه‌جهان ۳۰٬۰۰۰ روپیه به سوبدار تربیت‌خان فرستاد تا بین بی‌خانمان‌ها در سری نگر توزیع شود و همچنین دستور داد که پنج مرکز در دره برای ارائه غذای رایگان به نیازمندان راه‌اندازی شود.

### حکومت سیک‌ها (۱۸۱۹-۱۸۴۶)
ذبح گاو جرم اعلام شد که مجازات آن اعدام بود و بسیاری از افراد متهم به کشتن گاوها، در ملاء عام به دار آویخته شدند. کشمیر به دلیل سیاست کوته بینانه حاکمان شاهد یک بحران شدید کشاورزی بود. حاکمان سیک نیمی از تولید شالی را به عنوان سهم دولت برمی‌داشتند. جمعیت کشمیر از ۸۰۰٬۰۰۰ نفر در سال‌های ۱۸۲۲–۱۸۲۳ به ۱۲۰٬۰۰۰ نفر در سال ۱۸۳۵ کاهش یافت.

### قانون دوگرا (۱۸۴۶-۱۹۴۷)
برنج نامرغوب و هاخ غذای اصلی را تشکیل می‌دادند. در جاهایی که کشت برنج به دلیل ناهمواری زمین و کمبود امکانات آبیاری محدود بود، گندم و ذرت به عنوان اقلام اصلی غذایی محسوب می‌شدند. در برخی مناطق کشمیر، مردم از محصولات آبزی مانند سینگهارا (آجیل آبی) تغذیه می‌کردند.
سیب‌های کشمیری در پشت باربرها در مدت ۱۲ روز به راولپندی در هند بریتانیا منتقل شدند.
قحطی ۱۸۷۸۱۸۷۹ مرگبار بود. همچنین، صید و خوردن ماهی توسط مردمی که در گرسنگی به سر می‌برند، با فرمانی در زمان سلطنت مهاراجه رانبیر سینگ غیرقانونی اعلام شد. اغلب هر کسی که گاوی را می‌کشت، در روغن می‌جوشانند و از یک قلاب که به یک تیرک در مکان‌های عمومی نصب شده بود، آویزان می‌شد. مردم هیچ حقی برای هدر دادن زمین نداشتند و تنها حقی که روستاییان داشتند این بود که می‌توانستند در چنین زمین‌هایی درخت بکارند و مالک درختان بودند و نه زمین به آن‌ها تعلق نداشت. شیر و کره اغلب توسط مقامات و بدون پرداخت هزینه از گوجرها (چراندگان عشایری) گرفته می‌شد.

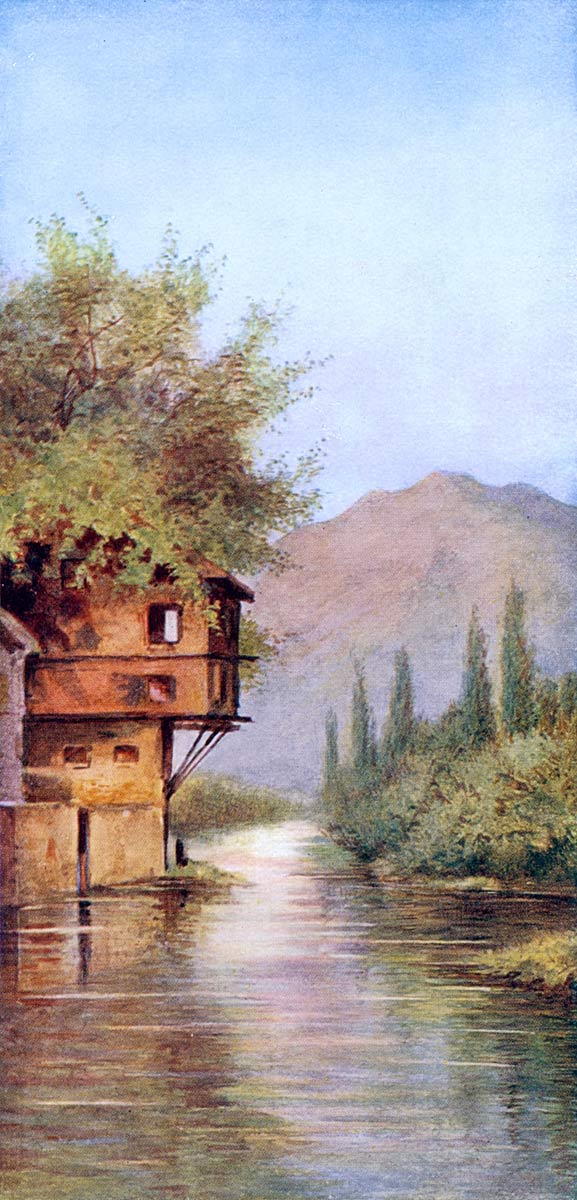
شش نمای هنری از کشمیر توسط نقاش ناشناس بریتانیایی. سلطان زین العابدین برای ترویج کشاورزی کانال‌هایی ساخت.

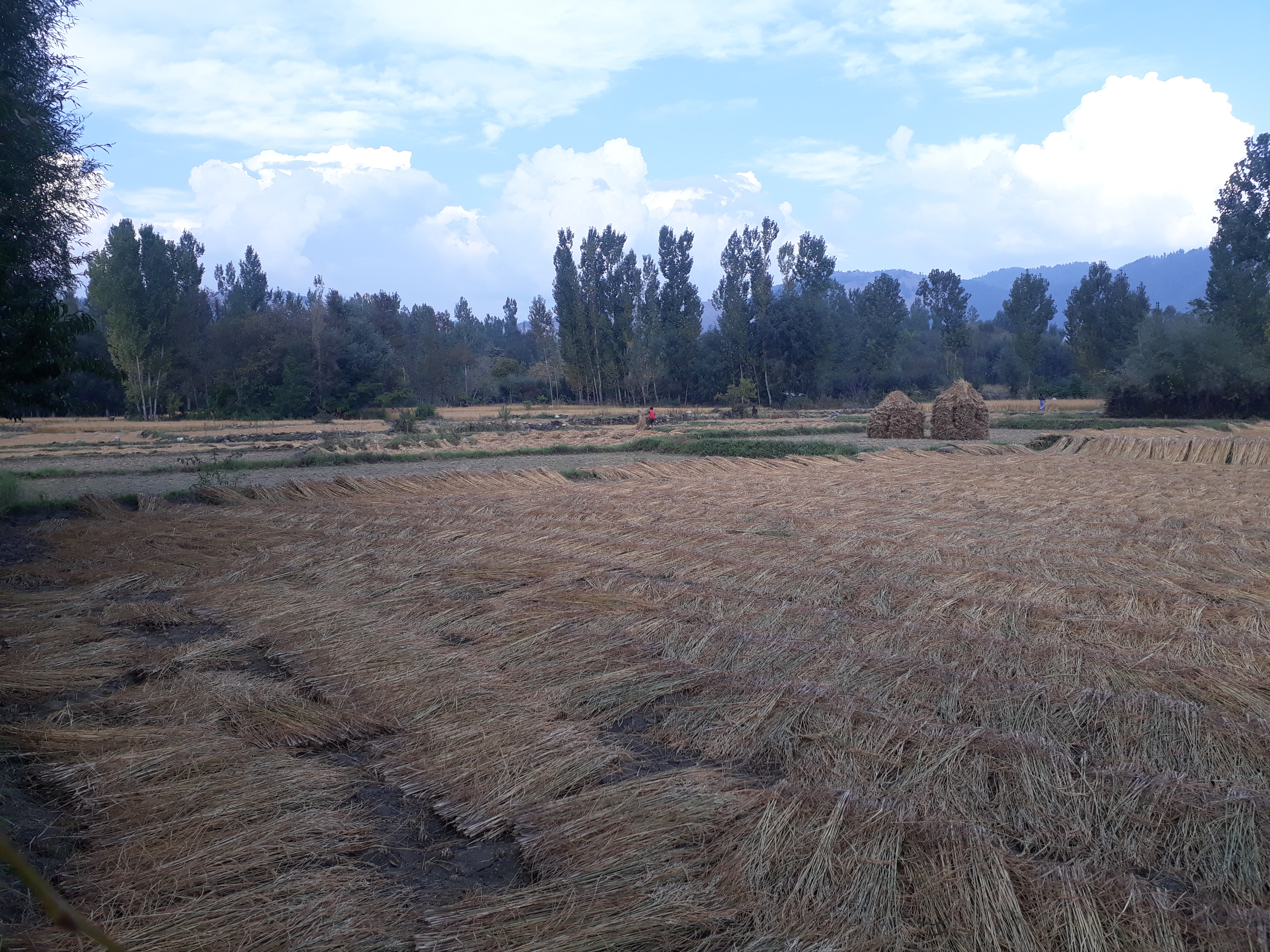
مزارع برنج در کشمیر جنوبی.

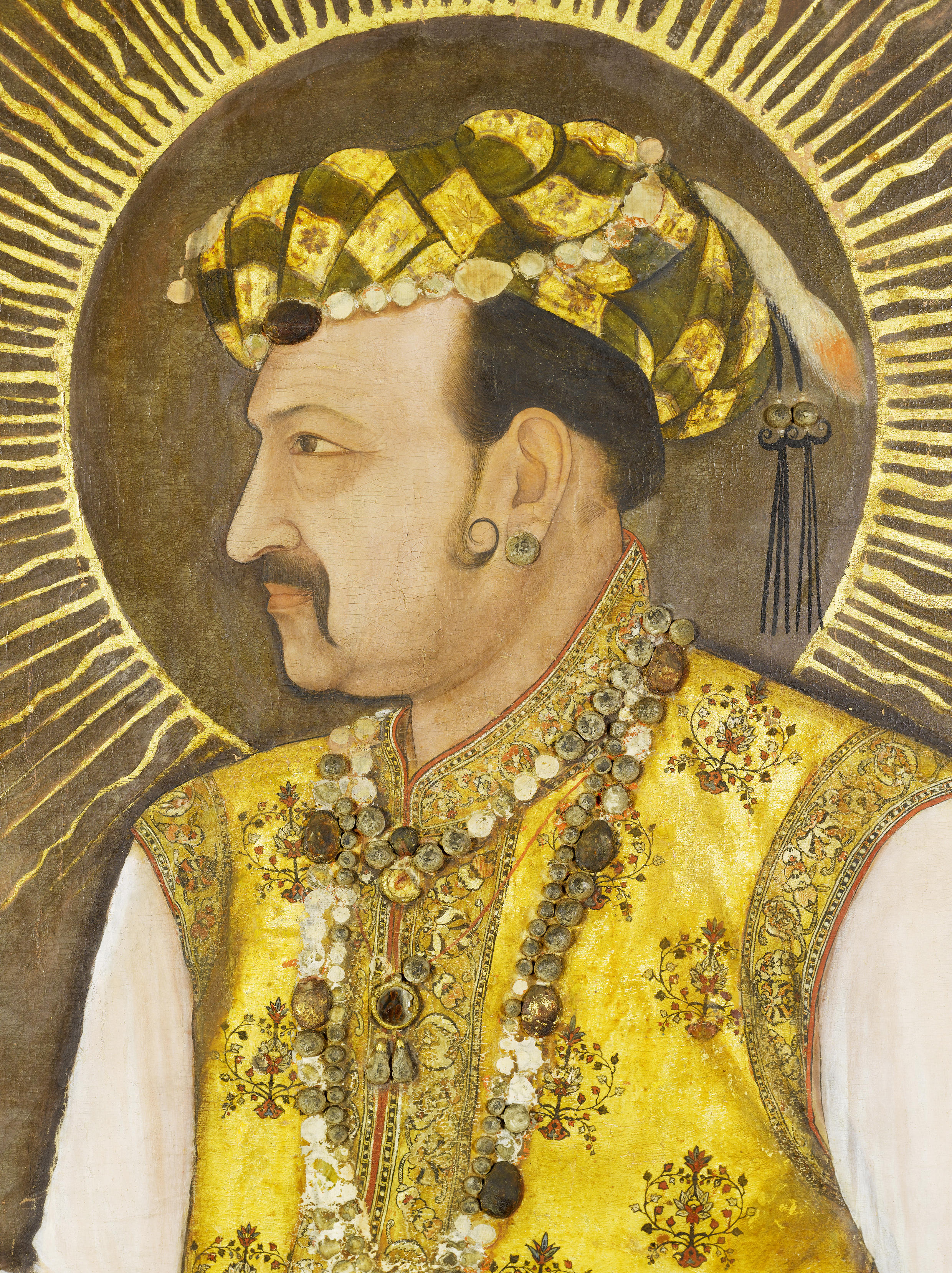
کشمیر محبوب‌ترین قسمت امپراتوری جهانگیر امپراتور مغول بود.

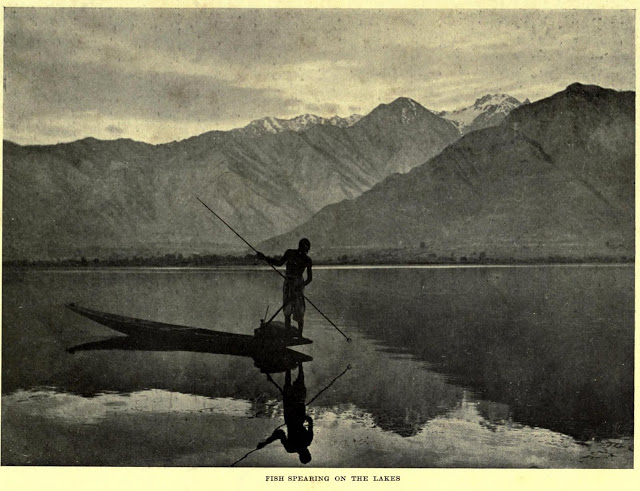
صید با نیزه در دریاچه دال (قبل از ۱۹۲۰).

غذاهای ذکر شده در متون مقدس کشمیری باستان / تواریخ / گزارش مسافران عبارتند از:
- برنج، که در زمان قحطی می‌توانست از کشورهای دیگر وارد شود.[۴۱]ماهابهاشیا پاتانجالی نشان می‌دهد که برنج در حدود سال ۱۵۰ قبل از میلاد در دره کشت می‌شد.[۴۲] سلطان زین‌العبیدین آب‌های دریاچه دال را به کانال مار منحرف کرد که آن را تا شادپور گسترش داد و در آنجا به محل تلاقی جهلوم و سند تخلیه می‌شد. به دلیل این کارهای آبیاری و احیای مناطق وسیع برای کشت، کشمیر به خودکفایی در تولید برنج رسید.[۴۳] بومیان آب داغ در دیوسور را مقدس می‌دانستند و می‌گفتند که وقتی کسی می‌خواهد بداند آیا هر اقداماتی موفق خواهد بود، باید یک ظرف سفالی را پر از برنج کند و دهانه آن را ببندد تا آب خارج نشود و آن را به چشمه مقدس بیندازد. اگر برنج در حال بالا آمدن پخته می‌شد، نشانه‌ای خوش‌یمن تلقی می‌گشت، اما اگر غیر از این بود، نشانه‌ای نامطلوب به حساب می‌آمد.
- پلو، پلو زرد، پلو سیاه، پلو شولا و غیره..
- بیکاباتا، یک غذا که از برنج، چربی بز و آب تشکیل شده است.
- برنج مخلوط با شکر و نیشکر.[۴۴]
- نان، تا اوایل قرن ۱۷ عادت به خوردن نان یا تسوت وجود نداشت..
- شیر، از گاوها و احتمالاً از بوفالوها مصرف می‌شد.[۴۱][۴۴]
- کره.
- توت‌فرنگی‌ها، که می‌توانستند با بهترین‌های انگلستان رقابت کنند.[۴۵][۴۶]
- تمشک‌های زرد.[۴۶]
- خربزه‌های مشک‌دار، با اجازه اکبر، در فصل‌های بعدی از کشمیر وارد شدند.
- گوآواهای کشمیر توسط جهانگیر به عنوان ''متوسط'' در نظر گرفته می‌شدند.[۴۷]
- هلوها در ماه ژوئیه می‌رسند.[۴۶]
- میوه‌های متنوع دیگری[۴۸] شامل سیب، سیب‌وحشی، گلابی، هلو، زردآلو، گیلاس، توت‌سیاه،[۴۹] خربزه، هندوانه، زردآلو، انگور فرنگی، تمشک و گیلاس ترش هستند.[۵۰]
- سبزیجات متنوع شامل چغندر قرمز، هویج آبی و تربچه هستند.[۵۱]
- رُبَاربر (پامباهاک) در کوه‌های اطراف کشمیر رشد می‌کند. هم هندوها و هم مسلمانان به ساقه‌های آن علاقه‌مند بودند.[۵۲]
- تره‌فرنگی‌ها (گوگجی) هری‌پور گفته می‌شود که بهترین‌ها در دره هستند.
- هویج‌ها (گازر) توسط ساکنان مسلمان خورده می‌شدند اما هندوها از آن‌ها استفاده نمی‌کردند.
- سیب‌زمینی نو.[۴۶]
- تره‌فرنگی‌ها (گوداپران) توسط هندوهای دره خورده نمی‌شدند.[۵۳]
- آرتیشوک‌ها.[۴۶]
- مارچوبه، در دسته‌های بزرگ.[۴۶]
- کاهو.[۴۶]
- گوجه‌فرنگی‌ها، به رنگ قرمز روشن.[۴۶]
- دیمب. سبزی‌ای که تنها در دریاچه‌های دال و انچار در کشمیر یافت می‌شود.
- گوشت خام، در ارتباط با مراسم ازدواج، قربانی حیوانی انجام شد.[۵۴][۴۲]
- گوشت بره (مسا) معمولاً سرخ می‌شد و گاهی بسیار معطر بود.[۴۴] گفته می‌شد که گوشت گوسفند ناندی‌پور بهترین گوشت کشمیر است.
- گوشت یخته شده در ماست.
- اردک[۴۵]
- کبوتر.
- گوشت گاو، عارف کشمیری نوند رشی یا شیخ نور الدین ولی نسبت به واعظی که گوشت گاو می‌خورد (مُشی) و سپس از طمع دیو شکایت می‌کرد، ابراز تنفر کرد.[۵۵] سلطان غیاث‌الدین زین‌العبیدین کشتار گاو را در ایالت به احترام احساسات مذهبی رعیت‌های هندو خود ممنوع کرده بود.[۵۶]
- گوشت اسب با اشتها در کشمیر مصرف می‌شد.
- گوشت خوک، خوک‌های خانگی (سُکاره گرامیا) در کشمیر در قرن یازدهم میلادی بدون هیچ گونه توجه منفی مصرف می‌شدند.[۴۴] فک ناقص یک خوک در حفاری‌های آزمایشی در برزاهوم پیدا شد.[۲۳]
- مرغداری، دره لولاب به خاطر بهترین کیفیت مرغ معروف بود.[۵۷] روش کَپون (کشتن مرغ‌ها برای تولید گوشت) نیز برای کشمیری‌ها شناخته شده بود.[۵۸]
- سوپ مرغ (شوربا به معنای واقعی آب نمکی، و ''با'' معکوس ''آب'' به معنای آب است).
- سایر ماکیان خوراکی.[۴۴]
- گوشت سگ، که توسط مردم از نژاد دوم تهیه و پخته می‌شود.
- گوسفند هندو، با طعمی لطیف و شیرین و بسیار مغذی است.[۵۹]
- گوزن‌ها، که در دریاچه ولر شکار می‌شوند.
- چربی کائول، قربانی‌هایی از چربی حیوانی بودند که به جای روغن حیوانی (قی) در آتش قربانی در سایر نقاط هند ارائه می‌شدند.[۴۲]
- کپور، که در سامایا ماتریکای کشمندرا ذکر شده است.
- سوپ ماهی، که برای حفظ توانایی‌های شهوانی توسط مردان وابسته به زنان خورده می‌شود. A 1930 image of a Kashmiri woman from the Times of India series. Kashmiri women are perceived to have fair white complexion and bright milk and saffron cheeks, often painted as objects of desire by European travellers.[۶۰][۶۱]

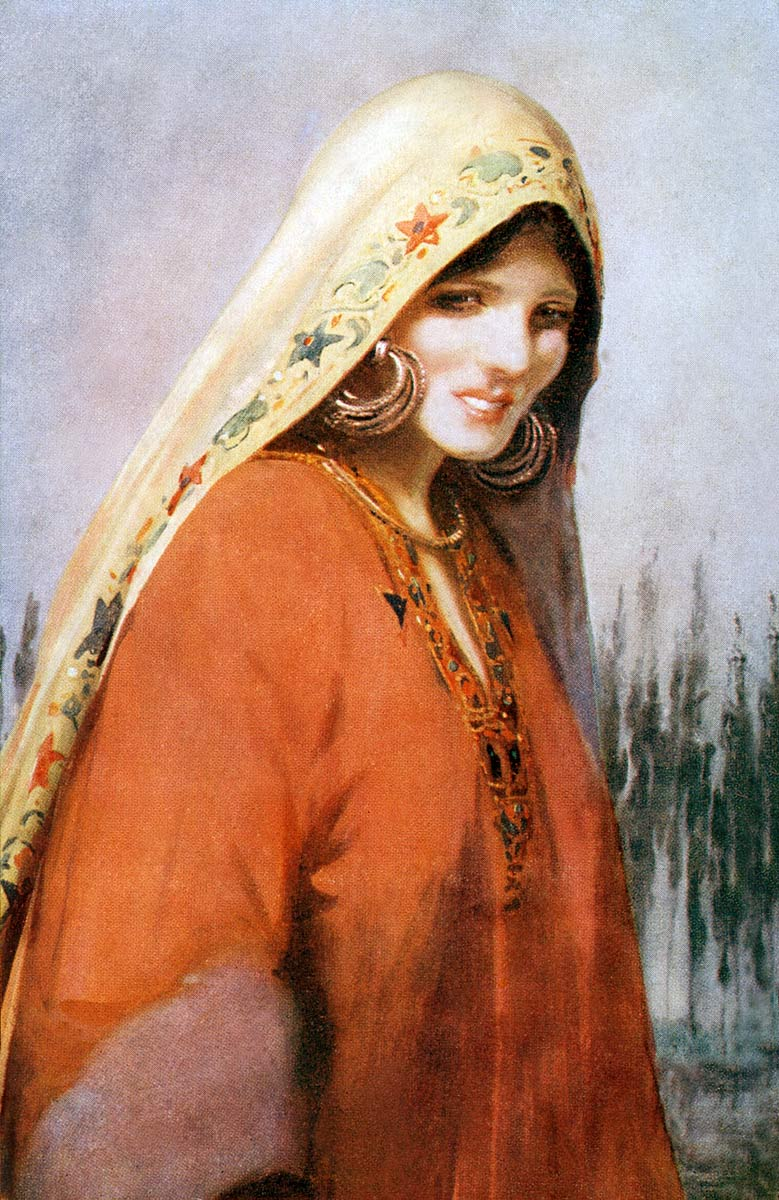
A 1930 image of a Kashmiri woman from the Times of India series. Kashmiri women are perceived to have fair white complexion and bright milk and saffron cheeks, often painted as objects of desire by European travellers.

- ماهی قزل‌آلا[۴۵]
- سالمون دانوب.[۴۵]
- مرغ (ککوتا).[۴۵][۴۴]یکی از غذاهای محبوب کشمیری‌ها، پختن مرغ و بادمجان به‌طور همزمان بود.
- عسل.[۵۴]
- تخم‌مرغ آب‌پز، تخم‌مرغ‌ها از گلگت و تبت کوچک (لداخ) آورده می‌شدند، جایی که در فراوانی بیشتری تأمین می‌شدند.[۶۲]
- پیچم، یک غذا شبیه به املت.[۶۳]
- ماسورا، نوعی عدس.[۶۴]
- سامودگا، دال مونگ. تغذیه تنها با برنج و سامودگا به عنوان خسیس شناخته می‌شد.[۶۵]
- پالس‌های دیگر (شامل نخود و لوبیای پهن).
- پارپاتا یا پاپارا، پاپاد مدرن. نوع دیگری از غذا که از پالس‌ها تهیه می‌شود.
- کشیرا (کیر), برنج پخته شده در شیر.
- ماچاما، غذایی که کشمیری‌ها می‌خورند و شامل برنج، سبزیجات، کشمش، رنگ‌دهنده و شکر است.[۶۶]
- گردو، که در زمان قحطی خورده می‌شد زیرا برنج شالی گران می‌شد.[۶۷]
- پسته.[۶۸]
- شکر قند، کشور اطراف مارتند با این محصول کاشته شده بود.[۶۹]
- انگور، که تنها در کشمیر در هند رشد می‌کند، به گفته هیوئن تسنگ و که حتی در بهشت هم نادر بود، به گفته کالانا.[۷۰] نویسنده فارسی ابوالفضل آنها را فراوان می‌دانست، اما کیفیت‌های بهتر نادر بودند. والتر ر. لارنس انگورهای سفید و قرمز باغ‌های دولتی در رایپور را ستایش کرد. از انواع خارجی، انواع حسینی و فخری از خراسان بودند که بهترین در ایران به حساب می‌آمدند.
- انگورهای نارس (کور), کشمیری‌ها سرکه عالی از آن تهیه می‌کردند.[۷۱]
- سیر، چندین برهمن که عادت به خوردن آن داشتند، به گفته کالانا اخراج شدند.[۷۲] هم سیر و هم پیاز در کشمیر باستان به عنوان داروهای مقوی جنسی در نظر گرفته می‌شدند.
- انارها، که در اواخر قرن نوزدهم به وفور یافت می‌شدند.[۷۳]
- ریحان مقدس.
- نمک، کالایی با ارزش و به گفته کسمندرا، تنها توسط ثروتمندان مصرف می‌شد. دو نوع در بازارهای کشمیر یافت می‌شد: نمک سنگی از پنجاب و نمک پودری، که بُتا نون نامیده می‌شد و از لداخ به دست می‌آمد.[۷۴]
- زعفران، تاریخ‌نگاران پیشنهاد می‌کنند که پیازهای زعفران ایرانی پس از فتح کشمیر توسط ایران به خاک کشمیر منتقل شدند. اولین برداشت در زمانی قبل از ۵۰۰ سال قبل از میلاد انجام شد. هیوئن تسنگ، مسافر چینی در سفرهایش به هند (۶۳۱ میلادی) می‌گوید که گل‌های زعفران مدت‌ها برای زینت گردن گاوها در جشن پاییزی در کشور کشمیر استفاده می‌شدند.[۷۵] اشاره‌ای به زعفران کشمیری در راتناوالی هارشا شده است.[۷۶] سنت بودایی ادعا می‌کند که مادیاندینا، یکی از شاگردان یا همراهان شاگرد بودا، زعفران را به کشمیر معرفی کرد.[۷۷] شاعر کشمیری بیلهانا در ویکرامانکا چاریتم می‌گوید که کشت گل‌های زعفران در کشمیر از نهر مقدس تاکشاکا نگا آغاز شد.[۷۵] یک افسانه محبوب می‌گوید که وقتی یک رئیس نگا (خدای آب) به بیماری چشمی مبتلا شد، او توسط ویدیای پادماپور (پامپور) درمان شد.[۷۵] به عنوان قدردانی، نگا به او یک پیاز زعفران داد و بدین ترتیب محلی‌ها کشت زعفران را آغاز کردند.[۷۵] کسمندرا اشاره کرد که بازرگانان از طریق تجارت زعفران درآمد زیادی کسب می‌کردند، در طنز خود در قرن یازدهم سامایاماترکا.[۷۸] در سنت کولا، مراسمی با زعفران برای جنگجویان برگزار می‌شد.[۷۹] تاریخ‌نگار ایرانی فیریشتا (۱۶۱۲) اشاره می‌کند که زعفران کشمیر به‌ویژه خوب بود.[۸۰] در زمان جهانگیر (۱۶۰۵–۲۷)، محصول سالانه ۱۸٫۵ تن بود که بیشتر از هر جای دیگری در جهان بود.[۸۱]
- کره، لامپ‌ها با قی تهیه می‌شدند.[۸۲] این محصول توسط فروشندگان دوره‌گرد که از در به درمی‌رفتند، فروخته می‌شد. مزارع خردل در دودپاتری. روغن خردل از زمان جایگزینی روغن گردو، بخش بسیار مهمی از آشپزی کشمیری بوده است.

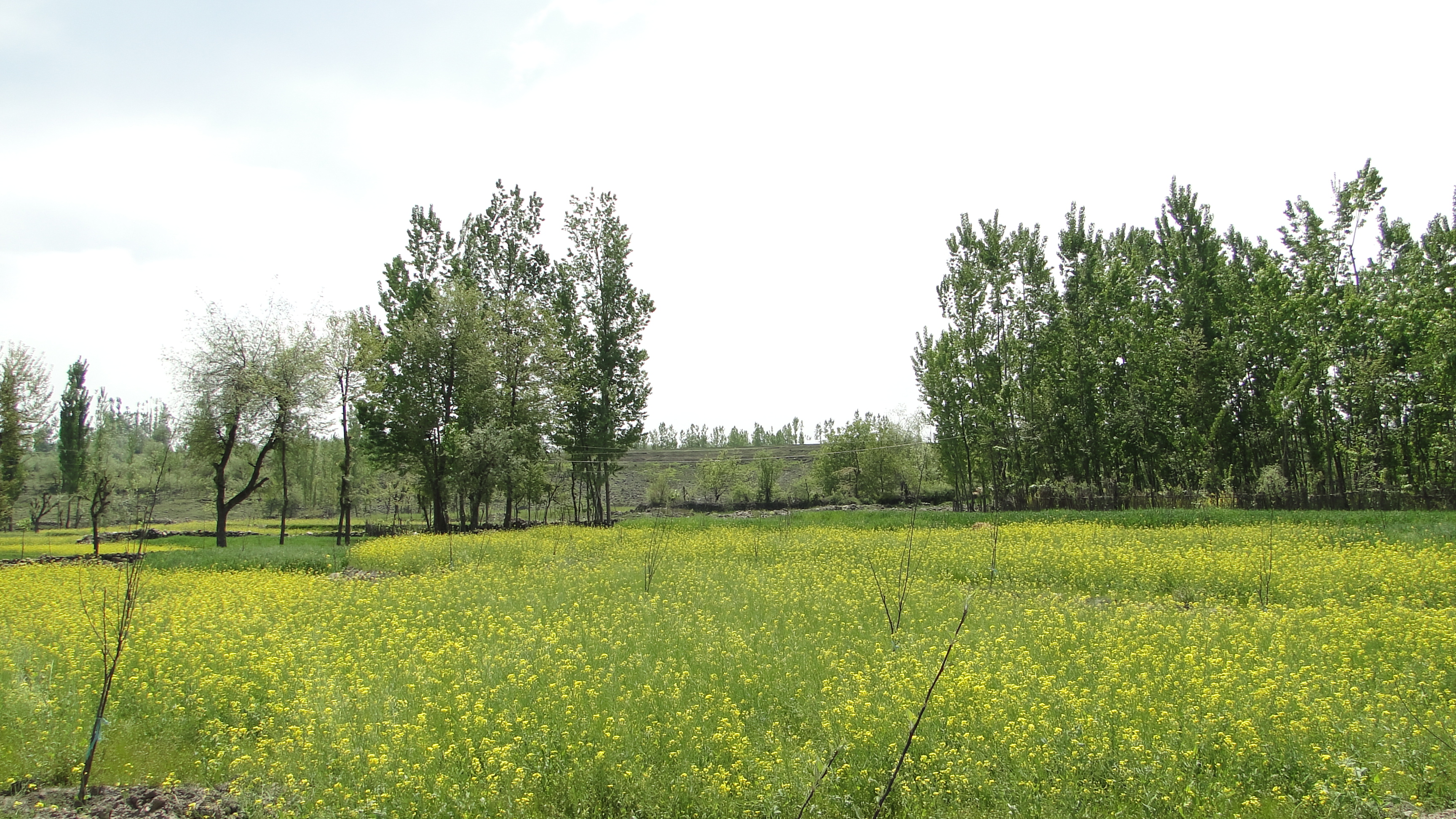
مزارع خردل در دودپاتری. روغن خردل از زمان جایگزینی روغن گردو، بخش بسیار مهمی از آشپزی کشمیری بوده است.

- روغن. پرس‌های روغن چوبی که بیش از ۲۰۰ سال پیش ساخته شده‌اند، در کشمیر فعالیت می‌کنند.[۸۳] تا اواسط دهه ۱۹۴۰، شانزده آسیاب روغن در سرینگر فعالیت می‌کردند.[۸۴] مقادیر زیادی زردآلو خشک به نام بُته چیره از لداخ به کشمیر وارد می‌شد و روغن از هسته‌های آن‌ها در پرس‌های روغن کشمیری استخراج می‌شد.[۸۴] روغن دانه‌های روغنی بهترین برای مصرف خوراکی در نظر گرفته می‌شد در حالی که روغن گردو و بادام نیز استفاده می‌شد.[۸۴] در قرن نوزدهم و بیستم، کشت گیاهان خردل در کشمیر به‌طور قابل توجهی افزایش یافت و استفاده از روغن گردو به‌طور قابل توجهی کاهش یافت.[۸۴]
- گرد و غبار طلا.[۸۵]
- ماست.
- جو نیم‌رسیده.
- نان (آپُپا) و کیک (پیستاکا) که از جو تهیه می‌شدند. یک روز خاص از سال به عنوان جشنواره‌ای برگزار می‌شد که در آن جو در مزارع رسیده می‌شد.
- آب چشمه، از کوکار ناگ گفته می‌شد که گرسنگی را تسکین می‌دهد و اشتها را تجدید می‌کند.[۸۶] یک چشمه در همسایگی آچ بال به خاطر سردی، شفافیت و ویژگی‌های تازه‌کننده‌اش به سختی قابل مقایسه بود.[۸۷] مالاخناگ در اننت‌ناگ به خاطر آب‌های معدنی‌اش مورد توجه بود.[۸۸]
- چای، از طریق کاروان‌ها از طریق تارتاری چین و تبت به کشمیر آمد.[۸۹]
- آبجو. برای polymath کشمیری ابhinavagupta، الکل جوهر خارجی شیوا بود.[۹۰] بدون الکل، نه لذت بود و نه رهایی.[۹۰] استفاده از نوشیدنی در حین قربانی سوترامانی برهمنان، در حین یک نبرد بزرگ برای جنگجویان، در حین کشاورزی برای دهقانان، در جشن‌های خانوادگی بزرگ، در زمان تولد پسر، در مراسم ازدواج یا جمع دوستان، و در پایان مراسم سوزاندن برای بردگان پذیرفته شده است.[۹۱] برای مفسر او، جایا راتا، عمل‌کننده باید به دلیل نوعی عظمت بهرایوی بنوشد، اما نه مانند یک حیوان وابسته، به خاطر طمع.[۹۲] بهترین نوشیدنی در هر مناسبتی است، نوشیدنی با ارزش متوسط در تقاطع‌ها، بدترین فقط یک بار در ماه است و اگر بیش از یک ماه بگذرد، او به حیوان وابسته تبدیل می‌شود.[۷۹] هپس نیز در کشمیر رشد می‌کرد و کارخانه‌هایی نزدیک بودند که در آن‌ها محصولات خام به مایعات عالی تبدیل می‌شدند.[۷۳]
- آبجو گندم.[۹۳]
- مِد.[۹۳]
- رام، از شکر.
- شراب، که در زبان کشمیری ماس نامیده می‌شود. کشمیر تنها بخشی از هند بود که شراب از آب انگور تهیه می‌شد، این واقعیت بیشتر به کیفیت اسیدی آن نسبت داده می‌شود تا به کمبود میوه. فرهنگی از شراب تحت تأثیر هلنیسم در قرن‌های اولیه میلادی در کشمیر شکوفا شد.[۹۴] در حلقه مرواریدی یک مجسمه از الهه لاکشمی در سبک گنداره‌ای که توسط فرانسوی آلبرت فوشه در نزدیکی روستای برار در باندی‌پورا در سال ۱۸۹۶ کشف شد، خوشه‌ها و شاخ و برگ‌های انگور دیده می‌شود.[۹۵] در مولا سارا واستیوادا وینایا، یک متن بودایی از نیمه اول قرن دوم میلادی، برخی از راهبان در شمال غرب سفر می‌کنند و یک یاکشا به آن‌ها انگورهایی می‌دهد که گفته می‌شود از کشمیر است و به‌طور واضح یک نوآوری بزرگ است.[۹۴] بودا توضیح می‌دهد که آن‌ها می‌توانند پس از پاک‌سازی با زغال داغ خورده شوند و مردم همچنین می‌توانند از آن‌ها آب‌میوه/شربت تهیه کنند.[۹۴] برای ابhinavagupta، الکلی که از انگور به دست می‌آید، به شدت درخشان است. او شراب زادگاه خود کشمیر را به عنوان ماهابهیروا (جوهر زودگذر) ستایش کرد. جایا راتا در مورد مخلوط کردن آن با هر ماده دیگری احتیاط می‌کند، زیرا اثر آن به‌طور قابل توجهی محدود خواهد بود.[۹۶] لالیتادیتیا آن‌قدر مست از شراب بود که به وزیرانش گفت اگر می‌خواهند زیبایی شهرش را افزایش دهند، باید پراوراپورا، شهری که توسط پادشاه شری پراوراسنا از آلچون هونس ساخته شده بود، بسوزانند و دستورها او قابل نادیده گرفتن نبود.[۹۷] بسیاری از مراجع نشان می‌دهند که ساخت و نوشیدن شراب در دوران اولیه سلطنت ممنوع نبود، حتی اگر به شدت توسط بخش سنتی جامعه مورد انتقاد قرار می‌گرفت.[۹۸] دیدن مردان عادی و برهمن‌ها در حالت مستی در جشن‌های هندو رایج بود.[۹۸] با وجود ممنوعیت اسلامی بر الکل، مسلمانانی که در این جشن‌ها شرکت می‌کردند، به‌طور آزادانه از شراب استفاده می‌کردند.[۹۸] زین‌العابدین به‌طور معتدل از آن استفاده می‌کرد، اما حیدر شاه یک مست ثابت‌قدم بود.[۹۸] سکندر بوتشیکان، یا ویران‌کننده بت‌ها (حدود ۱۴۱۶) فروش شراب در کشمیر را ممنوع کرد.[۹۹] در دوران سیک و دوگره، هزاران جریب با تاک‌های بارور پوشیده شده بود.[۹۸] تاک‌های بومی معمولاً در پای درختان تبریزی کاشته می‌شدند و تا ارتفاع پنجاه یا شصت فوت بالا می‌رفتند و میوه‌های فراوانی تولید می‌کردند.[۹۸] پس از برداشت انگورها در اکتبر، آن‌ها در ظروف سفالی کم‌عمق تا بهار نگهداری می‌شدند و سپس برای تولید شراب، سرکه و براندی استفاده می‌شدند.[۹۸] در سال ۱۸۱۵، نویسنده اولیه شراب آندره ژولیون شراب کشمیری را با مادیرای پرتغالی مقایسه کرد.[۹۴] مهاراجه رانبیری سینگ تاک‌هایی از بوردو در فرانسه معرفی کرد و ماریون دوتی، زنی که در سال ۱۹۰۰ از کشمیر بازدید کرد، نوشت که مدوک و بارساک هر دو تقویت‌کننده و خوش‌طعم بودند.[۱۰۰] انگوری و قندی نوشیدنی‌های محبوب خوانندگان بودند.[۹۸]
- شراب مایریا، شراب تند معطر با کافور و از میوه‌ها و گل‌ها با پایه شکر طبیعی تهیه می‌شود.[۱۰۱][۱۰۲]
- شراب آساوا، عصاره‌های جوشانده یا عصاره‌های سرد از گیاهان مختلف که با گل‌های داتاکی (وودفوردیا فروتیکوزا) تخمیر شده‌اند.[۱۰۳][۱۰۴]
- شراب جدید. هندوها آب انگور را فشار می‌دادند، صاف می‌کردند، آن را به مدت چهار یا پنج روز در آفتاب می‌گذاشتند و سپس می‌نوشیدند.[۱۰۵]
- شراب شیرین، مانند مادیرای پرتغالی. این شراب با گذشت زمان به‌طور قابل توجهی در کیفیت بهبود می‌یابد.
- شراب میوه‌ای (ماداپان), که از گلابی، سیب یا توت تهیه می‌شود.
- براندی، که از شراب تقطیر می‌شود.[۱۰۶]
- سرکه، کشمیری‌ها با آن انواع ترشی‌ها تهیه می‌کردند، که بهترین آن‌ها به گفته جهانگیر، سیر بود.
- کیک‌های آردی، آرد خوب می‌توانست گران شود.[۱۰۷]
- روح از انگور، نوشیدنی (مردویکا) با دعا و برکت نوشیده می‌شد.[۱۰۸][۱۰۹]
- روح از داتورا (سیب‌زمینی خاردار).
- کنجد، روغن از آن استخراج می‌شد.
- زنجبیل، جوناراجا کلماتش را (به عنوان ناچیز) به آب در زنجبیل خشک شده مقایسه می‌کند.[۱۱۰]
- شکر خشن.
- کیک‌های گوشتی.
- ماهی.
- غذای خشک.
- گل‌های ایرا (نوشیدنی).
- سبزیجات سبز

## مواد لازم و چاشنی

### گوشت

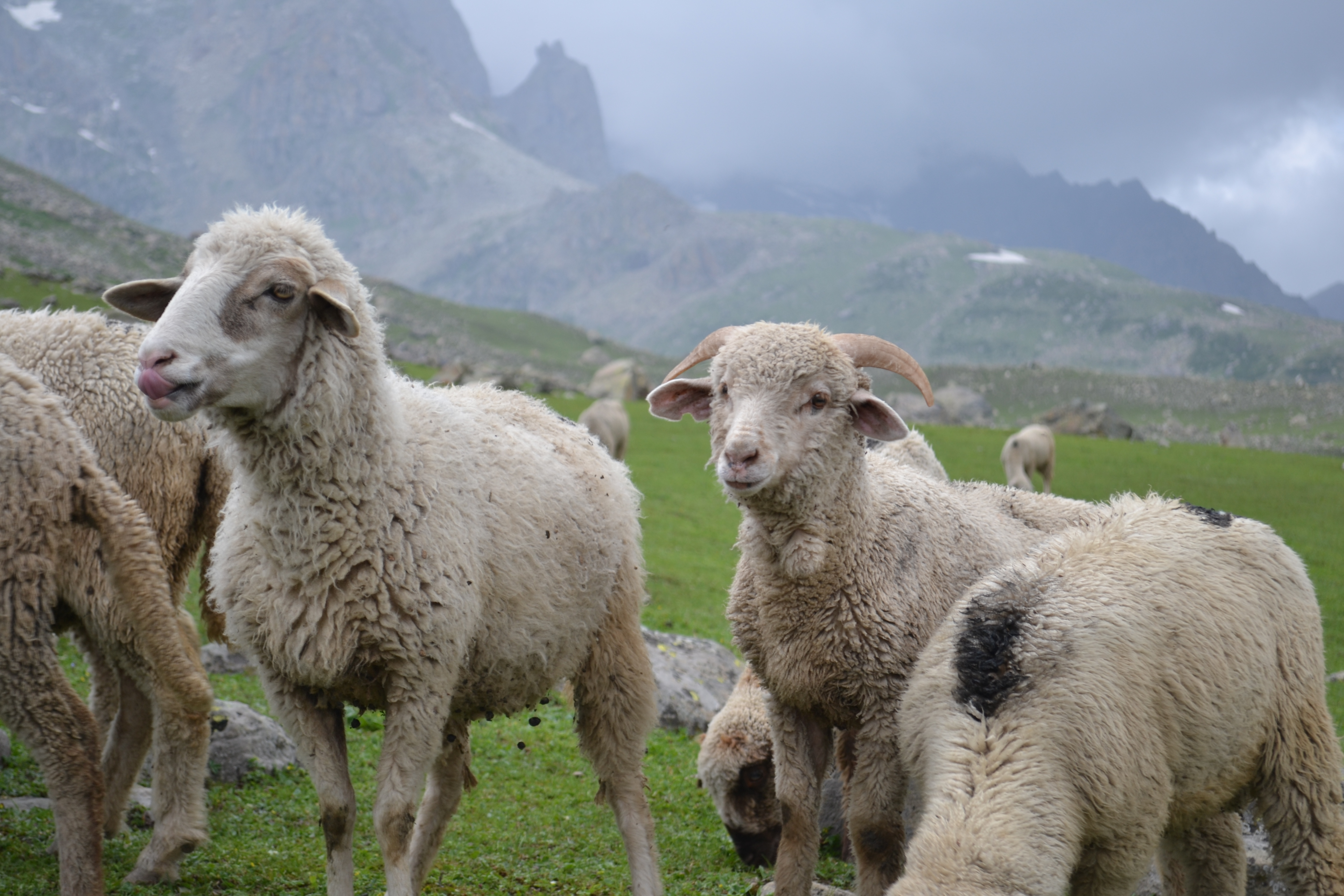
گوسفند محلی در گنگبال، کشمیر.

علاوه بر مرغ، ماهی و شکار، کشمیری‌ها فقط از گوشت بره (گوشت گوسفند بالغ) یا گوشت بز استفاده می‌کنند. بیش از ۷۵٪ از جمعیت گوسفند از نژادهای مختلط هستند و به‌طور کلی به نام کشمیر مریدن شناخته می‌شوند که دو هدف گوشت و پشم را تأمین می‌کند. بزهای بکروال (چوپان‌های کوچ‌نشین) به نژاد نادر کاغانی تعلق دارند که به‌عنوان یکی از بهترین نژادهای گوشت در جهان شناخته می‌شوند.
گوشت گاو در شهرها و روستاهای کشمیر بیشتر به‌دلیل قیمت مناسب آن مصرف می‌شود. در برخی از روستاها، افرادی که گوشت گاو می‌خورند از کسانی که باید در جشن‌های وزوان گوشت بره دریافت کنند، جدا نشسته‌اند. بین افرادی که کت ماز (گوشت کوچک، گوشت بره) می‌خورند که به‌عنوان طبقه بالاتر و بافرهنگ‌تر در نظر گرفته می‌شود و کسانی که بد ماز (گوشت بزرگ، گوشت گاو) می‌خورند که به‌عنوان طبقه پایین‌تر در نظر گرفته می‌شوند، یک تقسیم طبقاتی وجود دارد. بزرگ‌ترین مزرعه پرورش خرگوش در شمال هند بر روی شش هکتار زمین در روستای وسن در منطقه بارامولا در کشمیر واقع شده است. مصرف گوشت خرگوش به‌عنوان جایگزینی برای گوشت گوسفند و بز در میان عموم مردم در حال محبوب شدن است. افرادی که مشکلات قلبی دارند، خرگوش می‌خورند زیرا گوشت آن به‌عنوان گوشت لاغر و سفید با ارزش غذایی بالا در نظر گرفته می‌شود.
غازهای محلی کشمیر (کشمیر آینز) اولین و تنها نژاد شناخته‌شده غازهای خانگی در هند هستند. پرورش غاز در دره به زمان‌های باستان برمی‌گردد، همان‌طور که توسط سر والتر آر. لارنس در کتابش دره کشمیر ذکر شده است. در سرینگر، غازها عمدتاً در باتمالو و لال چوک توسط فروشندگانی که غازها را از پرورش‌دهندگان در روستاها خریداری کرده و به‌صورت زنده یا ذبح‌شده در شهر می‌فروشند، به فروش می‌رسند. در خانواده‌های مرفه، ترشی غاز نیز تهیه می‌شود و برای استفاده در زمستان کنار گذاشته می‌شود.

### ماهی

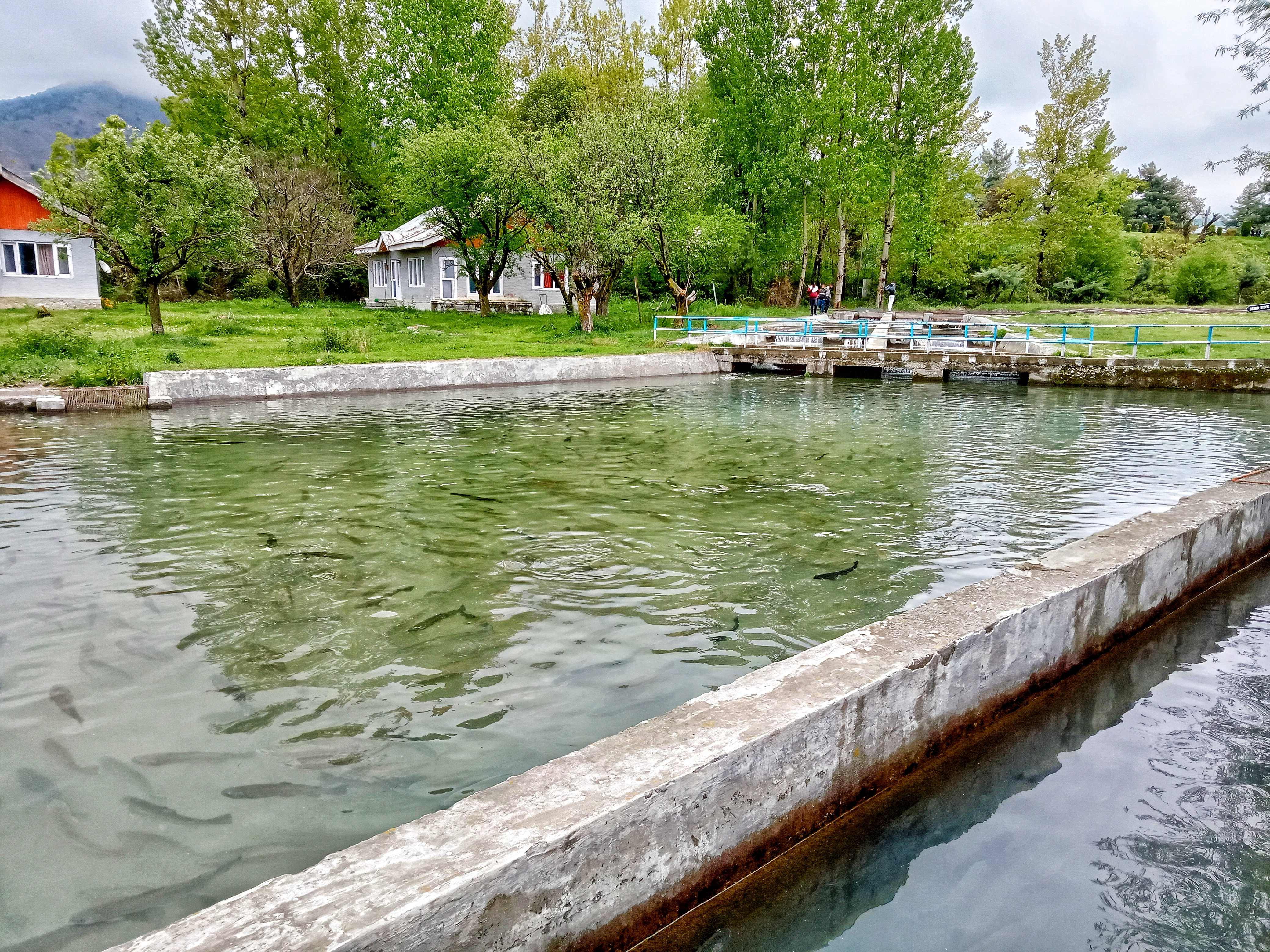
مزرعه پرورش رنگین کمان و قزل آلای قهوه ای در کوکرناگ

دوک بدفورد در سال ۱۸۹۹ به ارسال ۱۰٬۰۰۰ تخم قزل‌آلا از بریتانیا کمک کرد، اما آن‌ها در راه از بین رفتند. یک محموله دوم سال بعد از اسکاتلند رسید. قزل‌آلای رنگین‌کمانی و قزل‌آلای قهوه‌ای به خوبی به دره کشمیر سازگار شدند، در حالی که قزل‌آلای برفی بومی همچنان شکوفا می‌شود. به‌طور محلی به نام آلگاد شناخته می‌شود و می‌توان آن را در هر دو نوع آب‌های ایستا و جاری در سرتاسر دره یافت. در منطقه آنتانگ، ۱۳۷ مزرعه ماهی خصوصی وجود داشت که به‌عنوان 'منطقه قزل‌آلا'ی هند اعلام شد.

### تخم مرغ
مزرعه‌های مرغداری در کشمیر بر اساس استانداردهای اروپایی راه‌اندازی شده‌اند، زیرا کشمیر شرایط جغرافیایی و اقلیمی مشابهی دارد. با استفاده از تکنیک‌های پرماکالچر و باغبانی بدون حفر، تخم‌مرغ‌های آزاد در هر روز به فروش می‌رسند. مردم انواع جوجه‌ها مانند کالیگا قهوه‌ای، وان‌راجا، لایه تجاری کشمیر و غیره را جمع‌آوری می‌کنند تا تأمین منظم تخم‌مرغ‌های قهوه‌ای ارگانیک را فراهم کنند. اردک کشمیر (باتوک) در تمام مناطق دره برای تخم‌هایش پرورش داده می‌شود و بالاترین جمعیت آن در منطقه بندپور است، و پس از آن کوپوارا، بارامولا، سرینگر و دیگر مناطق قرار دارند. تخم‌مرغ‌های اردک کشمیر یا سفید هستند یا با پوسته سبز و به‌طور متوسط ۶۶٫۲۰ گرم وزن دارند.
پروانه کالیج (وان کوکور) بین ۶ تا ۱۰ تخم در هر تخم‌گذاری می‌گذارد و بهترین حالت برای سرو آن‌ها، تخم‌مرغ‌های نرم‌پخته در پوسته‌های زیتونی-سبز با کمی نمک کرفس و نان کره‌ای است.

### غلات
مردم کشمیر انواع مختلفی از برنج را مصرف می‌کنند، از جمله برنج معطر و مغذی مُشک بوجی که در ارتفاعات بالای دره کشمیر کشت می‌شود. در فوریه ۲۰۲۲، برنج مُشک بوجی موفق به دریافت نشان جغرافیایی (GI) شد. این برنج پخته شده منحصر به فرد است و ترکیبی هماهنگ از طعم، عطر و خواص ارگانولپتیک غنی دارد. برنج قرمز کشمیر، که به‌طور محلی زاگ بات نامیده می‌شود، در یک روستای کوچک به نام تانگدار در مرز پاکستان کشت می‌شود. دانه‌های کوچک و بدون پولیش آن به خاطر بافت و طعم برترشان مورد توجه قرار می‌گیرند. در سال ۲۰۰۹، کشاورزان در این منطقه برای اولین بار برنج معروف باسماتی را برداشت کردند.

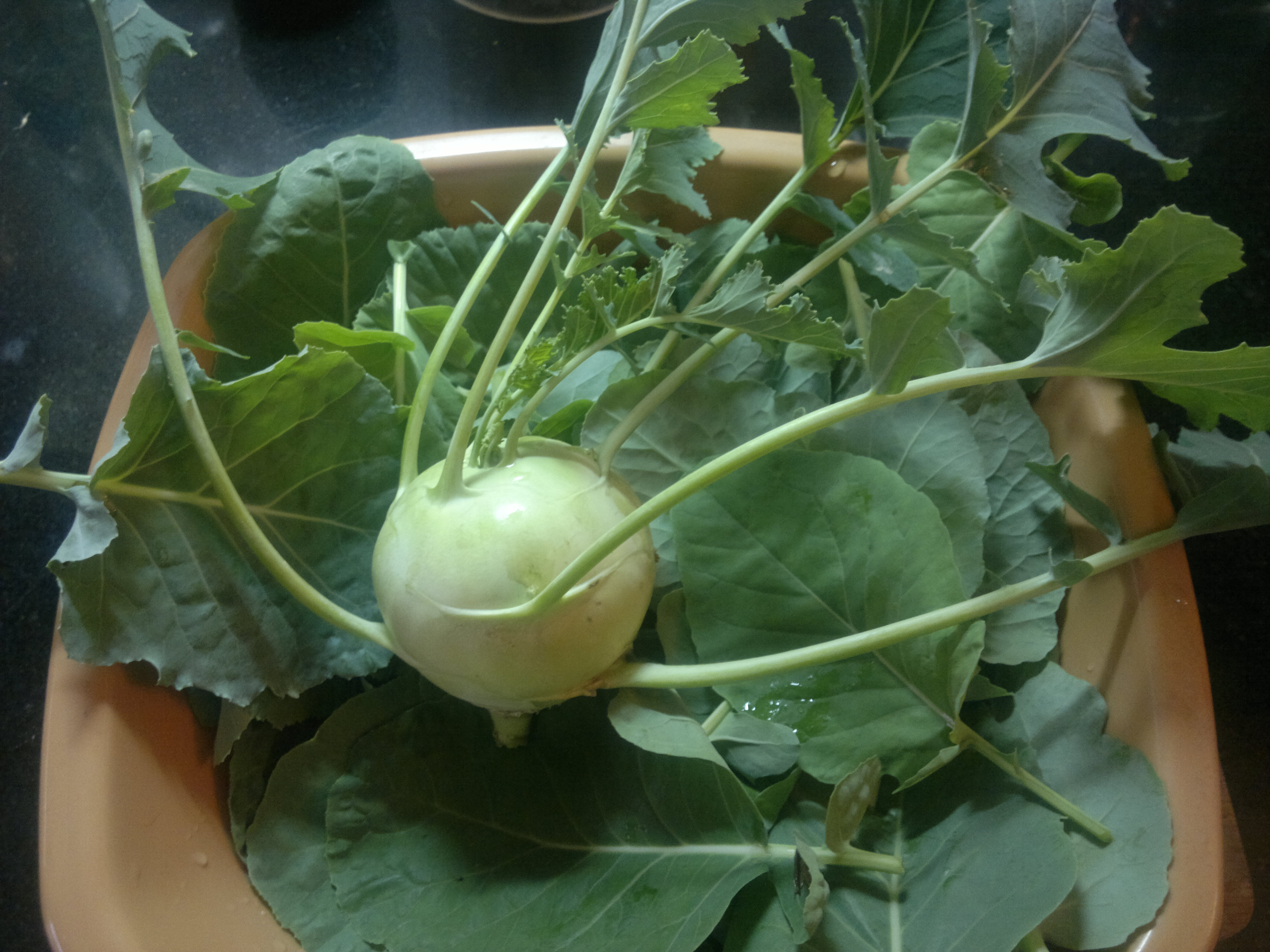
منجه هاخ (سرمه).

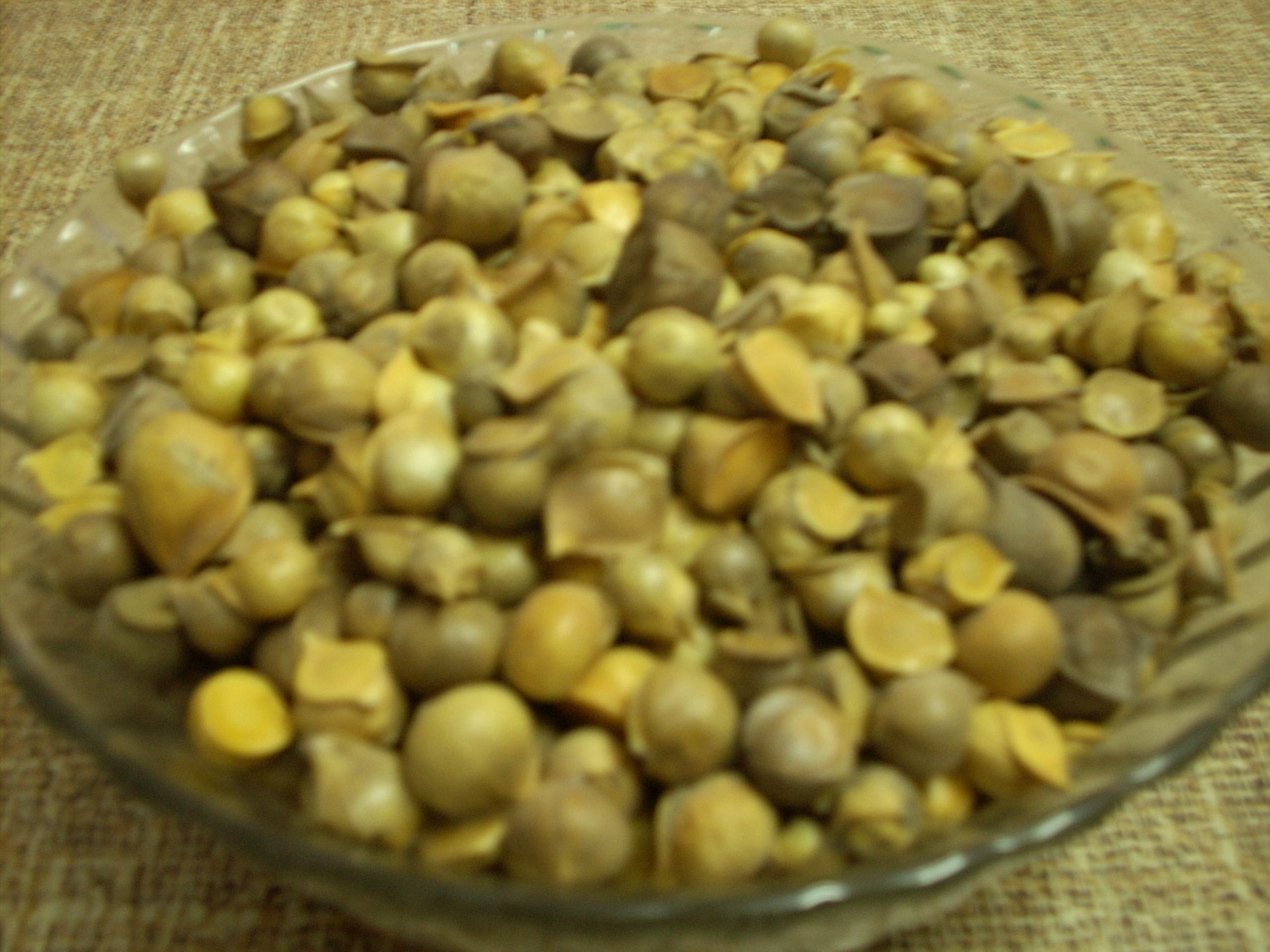
سیر کشمیری

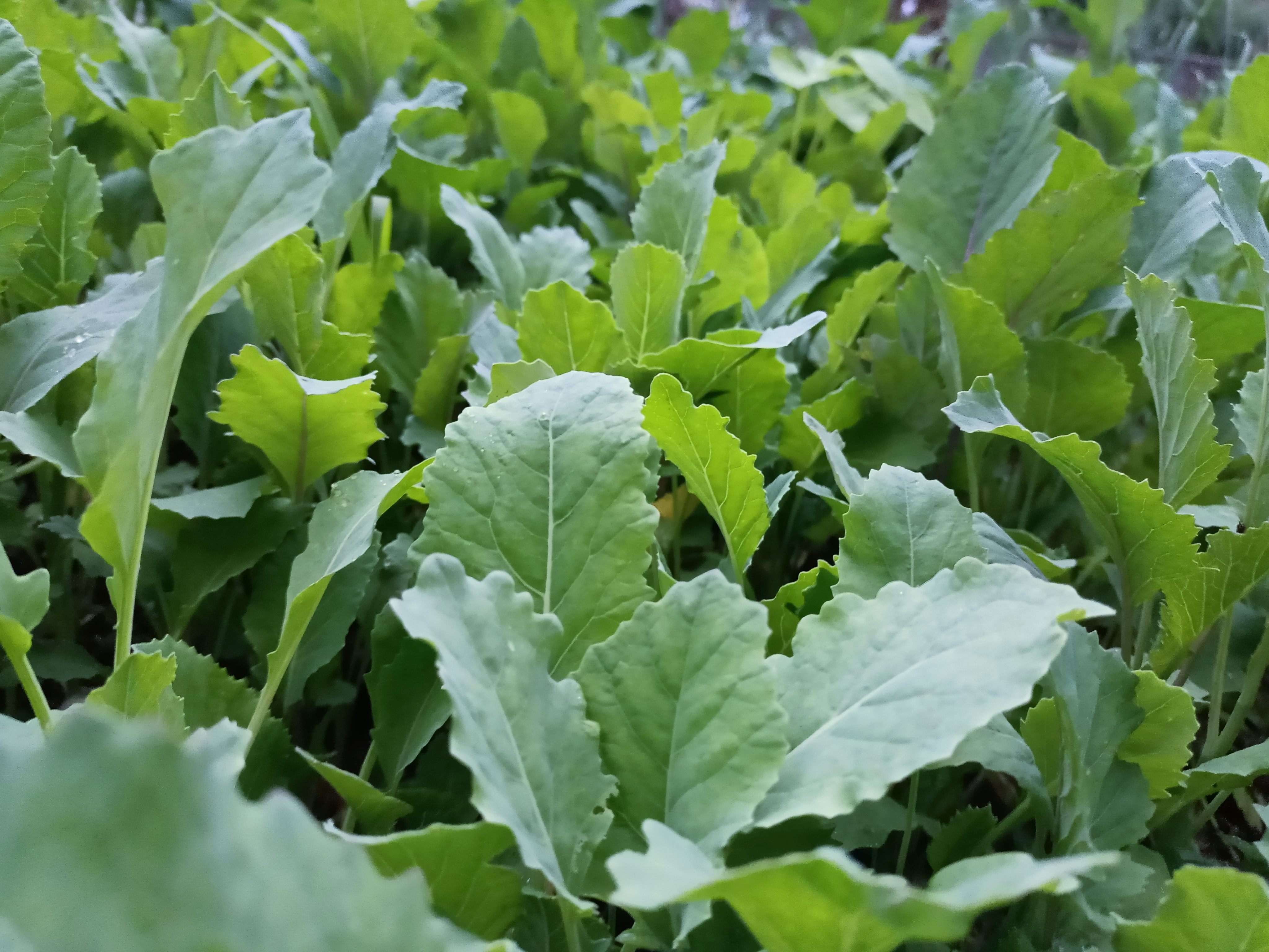
کوشور هااخ، سبزی کولارد محلی.

### سبزیجات

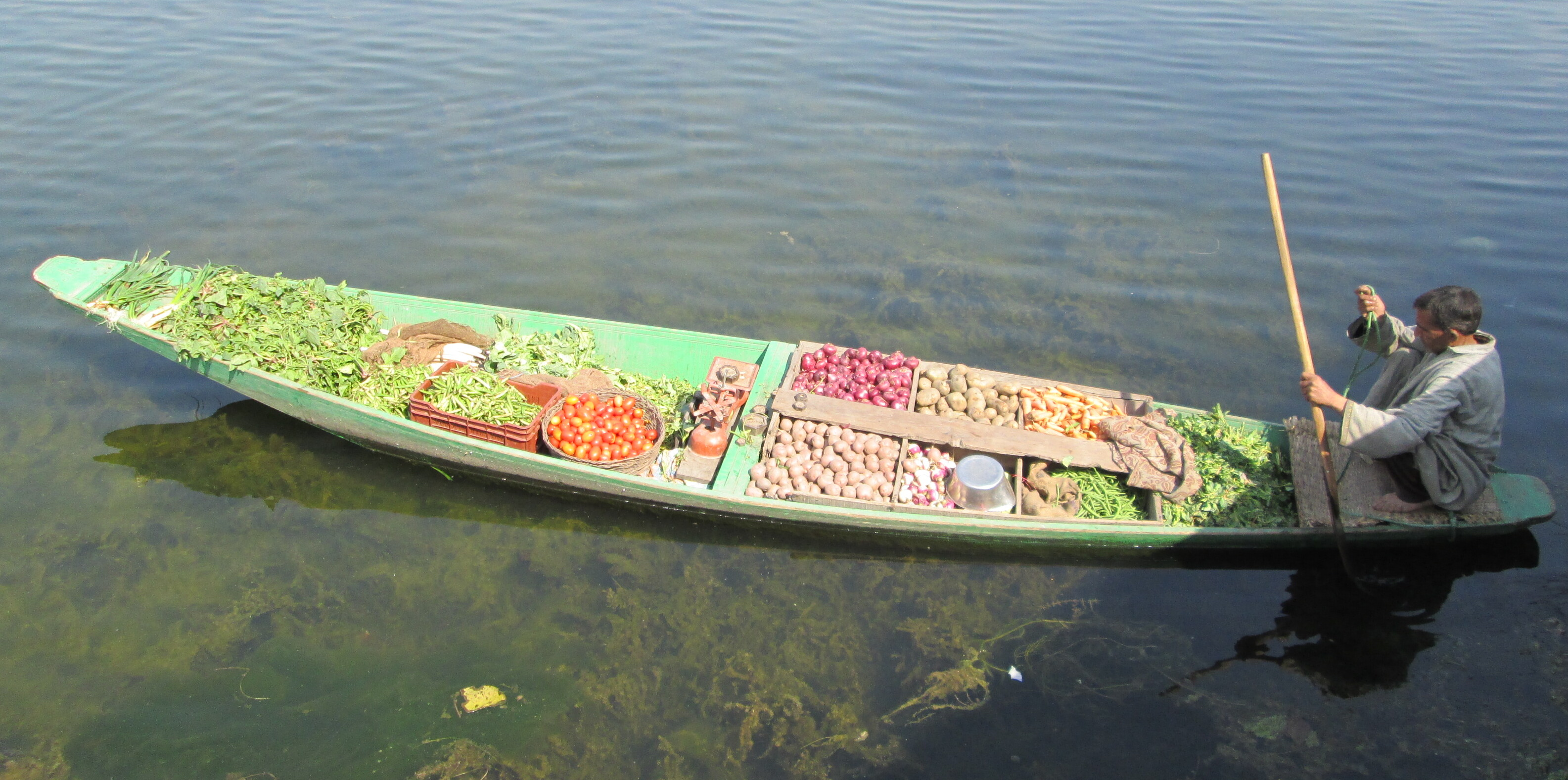
بازار سبزیجات شناور در دریاچه دال

مهم‌ترین و پرکاربردترین سبزیجات کشمیر عبارتند از: هاخ (سبزی کلم)، منج هاخ (کلم‌پیچ)، تسوشل (مالو)، بامچونت (به)، کرال موند (کیسه‌کش)، سازه پوش (گل‌گاوزبان)، نادور (ساقه لوتوس)، پران (پیازچه)، اوبوج (تره‌کوهی)، ماوال (گل‌کاکلی)، وشکوفور (کافور)، تیلا گوگل (خردل) و گور (فندق آبی). باغ سبزیجات شناور در دریاچه دال دومین بازار عمده‌فروشی بزرگ در جهان است. مردان، جوان و پیر، در قایق‌های چوبی خود دربارهٔ قیمت کدو و کدو حلوایی چاق بحث می‌کنند و در حین این کار سیگار یا قلیان می‌کشند. آب کشمیر شیرین‌تر است و این موضوع بر طعم و عطر سبزیجات تأثیر می‌گذارد. اقلام فروشی شامل گوجه‌فرنگی، هویج، خیار، ترب، فندق آبی، سبزیجات برگ‌دار و نادور معروف است. نادور، یک سبزیجات الیافی و متخلخل دریاچه، به یک ماده غیرقابل جایگزین در آشپزخانه سنتی کشمیر تبدیل شده است. روایت‌های محلی، کشف آن را به سلطان زین‌العبیدین در قرن پانزدهم نسبت می‌دهند که این خوراکی چسبناک را در حین قایق‌سواری در دریاچه گل‌سار تجربه کرد. همچنین، طبق یک افسانه محبوب، نخ‌های پشمی که لالا دید (۱۳۲۰–۱۳۹۲)، عارف کشمیر، بافندگی کرده بود، زمانی که مادرشوهر ظالمش او را به خاطر نازک بافی مسخره کرد، به دریاچه دال پرتاب شد و این نخ‌ها برای همیشه به الیاف نادور تبدیل شدند.
سبزیجات آفتاب‌خشک شده، که به‌طور محلی هک سیون نامیده می‌شوند، در زمانی که محصولات تازه کاهش می‌یابند، مصرف می‌شوند. در تابستان، سبزیجات پوست‌کنده، خرد شده، نمک‌زده و آفتاب‌خشک می‌شوند تا برای زمستان نگهداری شوند. انواع مختلف هک سیون شامل گوجه‌فرنگی خشک شده (روانگون هچ)، برگ‌های خشک شده شنبلیله (میت)، ساقه لوتوس خشک شده (نادیر هچ)، گیاه خشک شده کرتچ، برگ‌های خشک شده پیازچه (پران)، نعناع خشک شده (پودنا)، کدو خشک شده (ال هچ)، برش‌های خشک شده ترب (گوگی هچ)، به خشک شده (بامچونت هچ)، کلم خشک شده (هوچ هاخ) و اسفناج خشک شده (هوچ پالاتک) هستند. در منطقه چنار شریف در مرکز کشمیر، گلابی‌های خشک شده، که به‌طور محلی تنگ هچ نامیده می‌شوند، به‌عنوان یک خوراکی لذیذ شناخته می‌شوند.
پیازچه‌ها، که به‌طور محلی پران نامیده می‌شوند، با طعم منحصر به فرد خود به بسیاری از غذاهای کشمیری، از سوپ و خورشت تا کاری و کباب، طعم می‌بخشند. بسیاری از ضیافت‌های امپراتور مغول اکبر در قرن شانزدهم شامل پیازچه‌ها بود. روستای بُتو به خاطر تولید پیازچه‌های ارگانیک با کیفیت شناخته شده است. سیر کوهستانی برف، که به‌عنوان سیر کشمیری نیز شناخته می‌شود، یک نوع نادر از Allium sativum است که تنها یک حبه دارد. حبه زیرین آن به رنگ سفید روشن تا کرمی است و طعم قوی و تند سیر را بدون اسیدیته موجود در سایر انواع ارائه می‌دهد.
دره کشمیر تنها جایی در هند است که مارچوبه رشد می‌کند. تا دهه ۱۹۶۰، این گیاه به‌طور گسترده‌ای در کشمیر در پل‌واما، بودگام، راجباغ، تنگمارگ و گل‌مَرگ کشت می‌شد. در حال حاضر، منطقه کشت مارچوبه به تنگمارگ و گل‌مَرگ محدود شده است.

### شکر و شیرین کننده‌ها
در کشمیر، نیشکر رشد نمی‌کند. تا سال ۱۹۴۷، شکر به‌طور انحصاری از پنجاب سابق وارد می‌شد، اما یکی از گران‌ترین واردات به کشمیر بود. دولت دوگرای آن زمان پیشنهاد کشت درخت افرا و شکر چغندر را داد، اما این طرح به واقعیت نپیوست. در گذشته، زمانی که شکر وارد نمی‌شد، مردم از عسل استفاده می‌کردند. شهد لطیف گل‌های آکاسیا در ترال، وری‌ناگ و دیگر مناطق عسل تولید می‌کند. عسل سدر که یکی از متمایزترین انواع عسل در جهان به‌شمار می‌رود، از درختان سدر (زیتون) در دره کشمیر به‌دست می‌آید.

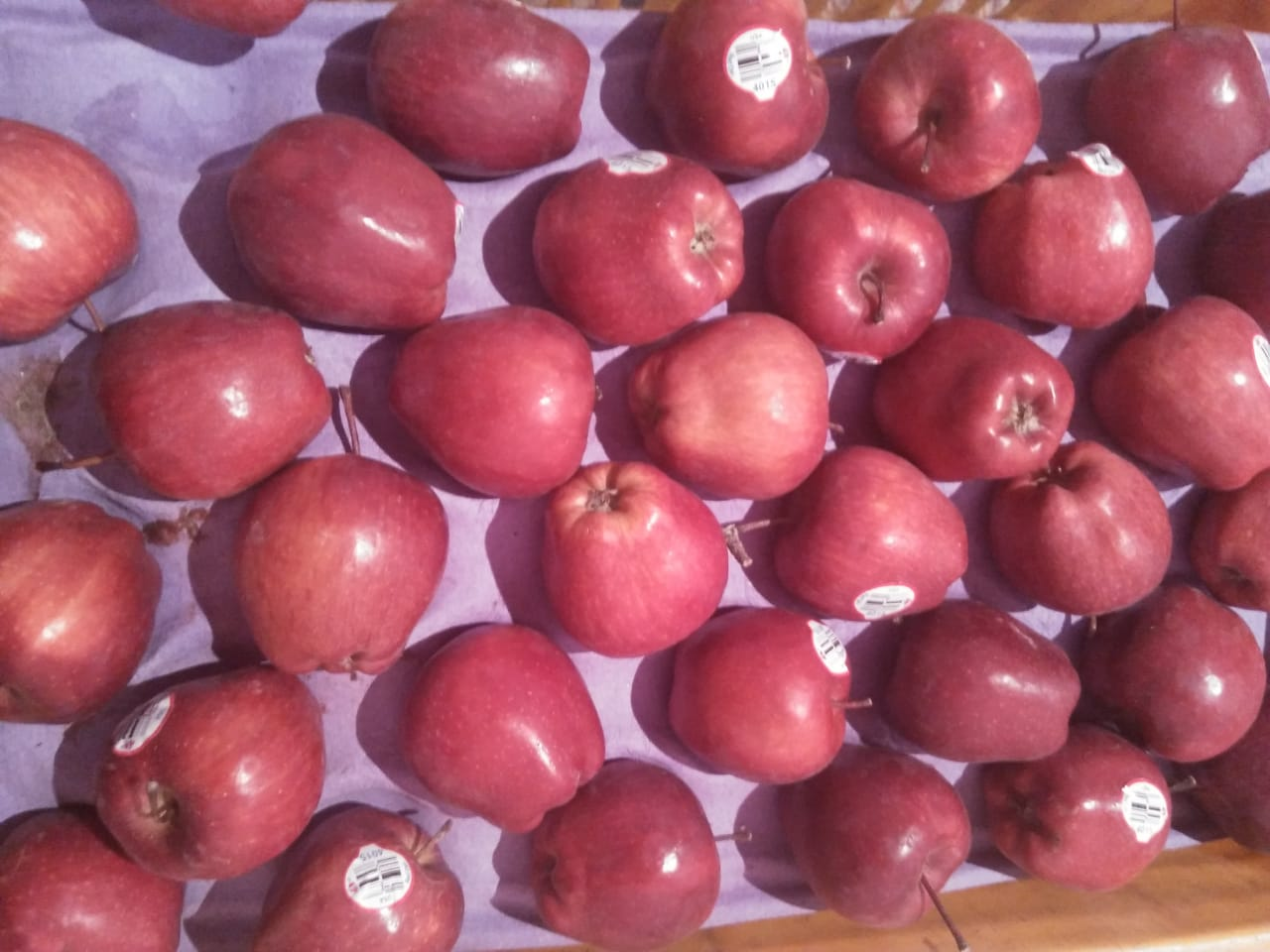
سیب‌های کشمیری.

### میوه‌ها
سیب کشمیری به خاطر آبدار بودن و طعم متمایز خود مشهور است. در سال ۲۰۱۹، کشمیر بیش از ۱٫۹ میلیون تن سیب تولید کرد که بالاترین میزان در میان ایالت‌های هند بود. همچنین، کشمیر ۹۰٪ از تولید گردو در هند را به خود اختصاص می‌دهد. گردوهای کشمیری منبع عالی از مواد مغذی هستند و در سطح جهانی تقاضای زیادی دارند. درختان گردو در سرینگر، پایتخت کشمیر، می‌توانند تا ۷۵ فوت ارتفاع بگیرند. سال‌ها پیش، روغن گردو به عنوان یک وسیله پخت و پز استفاده می‌شد و طعم شیرین‌تر و مغذی‌تری به غذاها می‌بخشید.

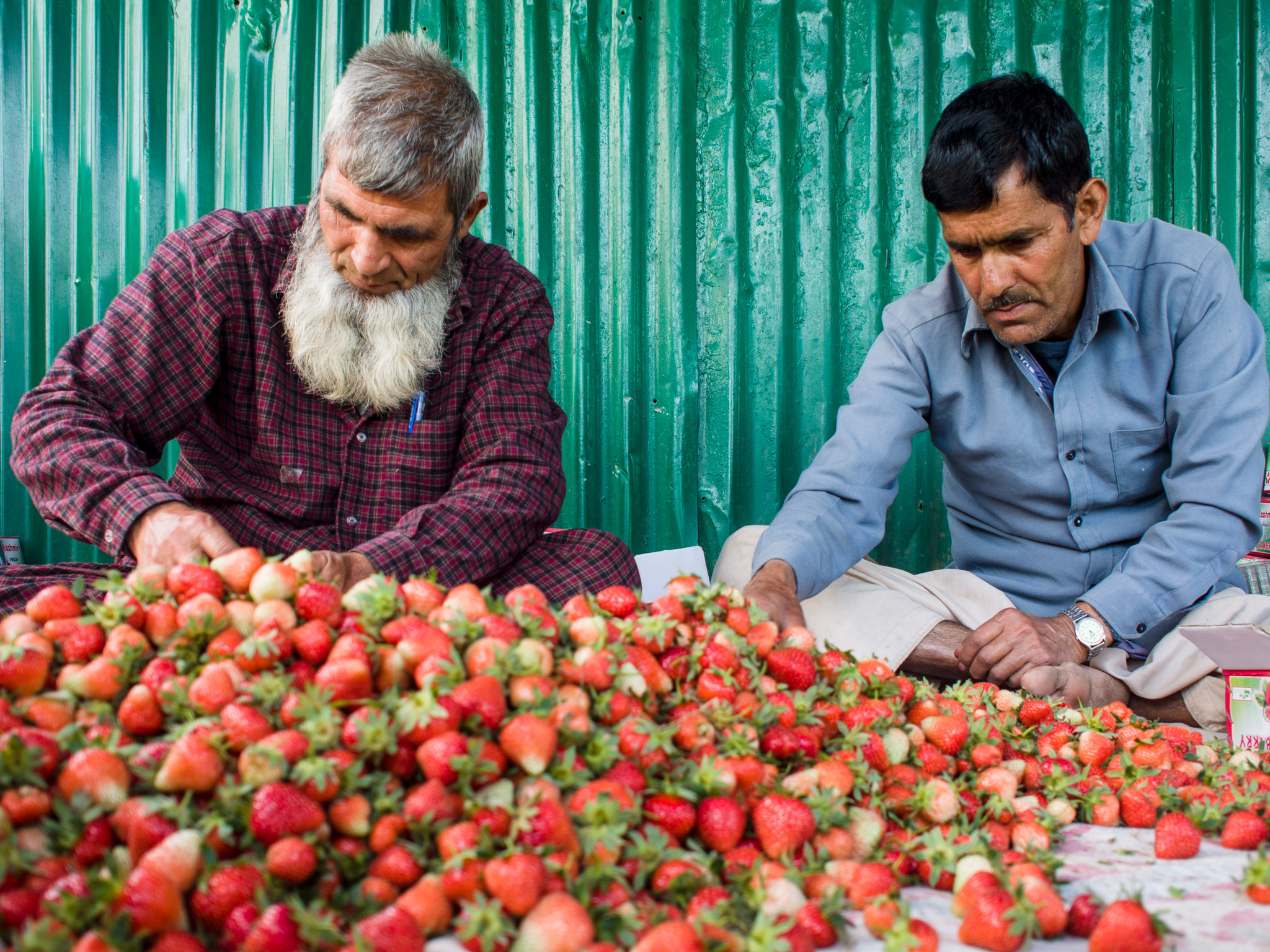
آب و هوای محلی با آفتاب روشن و بارندگی متوسط، برای کشت توت فرنگی مناسب است.

محمد قلی افشار در زمان اکبر، گیلاس‌هایی از کابل آورد و آن‌ها را کاشت. نوع میشری گیلاس در کشمیر مشهور است و شیرین‌تر از سایر انواع است. این گیلاس‌ها سرشار از مواد معدنی، ویتامین‌ها و ترکیبات گیاهی هستند. توت‌های عجیب و غریب کشمیر شامل توت سیاه و سفید (توئل و شاه‌توئل)، تمشک (چنچ)، زرشک (کاودچ) و توت قرمز (هاپات میوه) هستند. منطقه گاسو در حومه سرینگر به خاطر برداشت توت‌فرنگی (ایستابر) شناخته شده است.
کشت پرتقال به‌طور تجاری چند دهه پیش در روستای اوروسا در آوری معرفی شد. آب و هوا و خاک در این منطقه نسبت به سایر نقاط کشمیر گرم‌تر است و برای این محصول مناسب است. در این منطقه کوهستانی، میکروکلیما برای محصولات مدیترانه‌ای مانند لیمو و زیتون خوب است. لیموهای کشمیری بهتر و آبدارتر از لیموهای پنجاب هستند. یک زیرگونه از زیتون‌های وحشی که میوه زیادی نمی‌دهد اما در شرایط سخت و دشوار رشد می‌کند، برای پیوند با انواع میوه‌ای استفاده می‌شود و سالانه حدود ۱٬۰۰۰ لیتر روغن زیتون فوق‌العاده تولید می‌کند.
بر اساس برآوردهای رسمی، انگور کشمیری در تقریباً ۵۰۰ تا ۶۰۰ هکتار زمین کشت می‌شود و تولید آن به ۱۱۰۰ تا ۱۵۰۰ تن در سال می‌رسد.

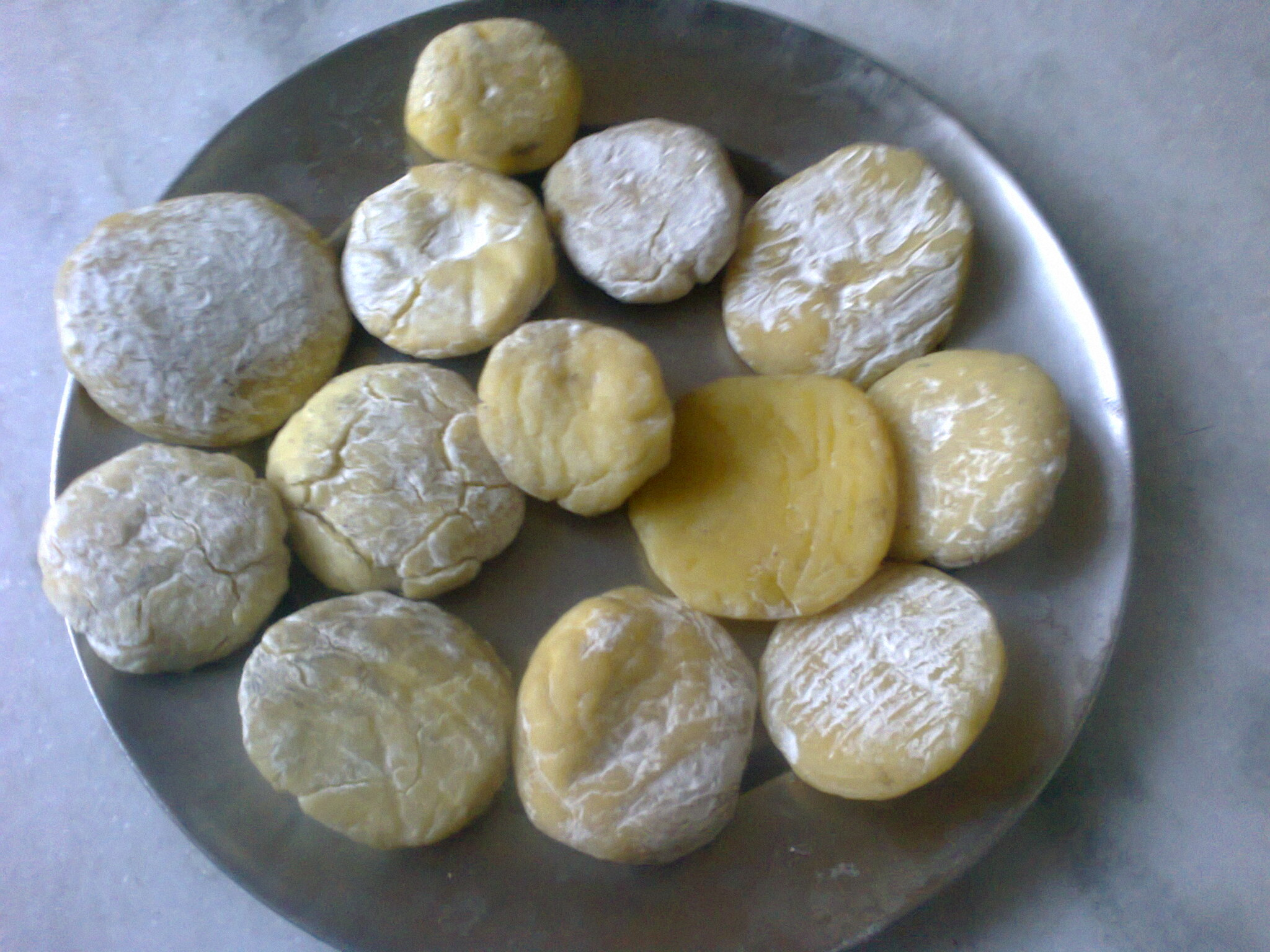
پنیر خشک (میش کریج) از جامو و کشمیر.

### محصولات لبنی
گاوهای هولشتاین فریزین (HF) و جرسی چند دهه پیش به کشمیر معرفی شدند و روزانه ۴ میلیون لیتر شیر تولید می‌کنند. کره ارگانیک کشمیری که در برگ‌های چنار پیچیده شده بود، در گذشته رایج بود، اما اکنون تنها توسط چند نفر فروخته می‌شود. پنیر سنتی رسیده هیمالیایی به نام میش کریج یا نان شیر در کشمیری شناخته می‌شود.

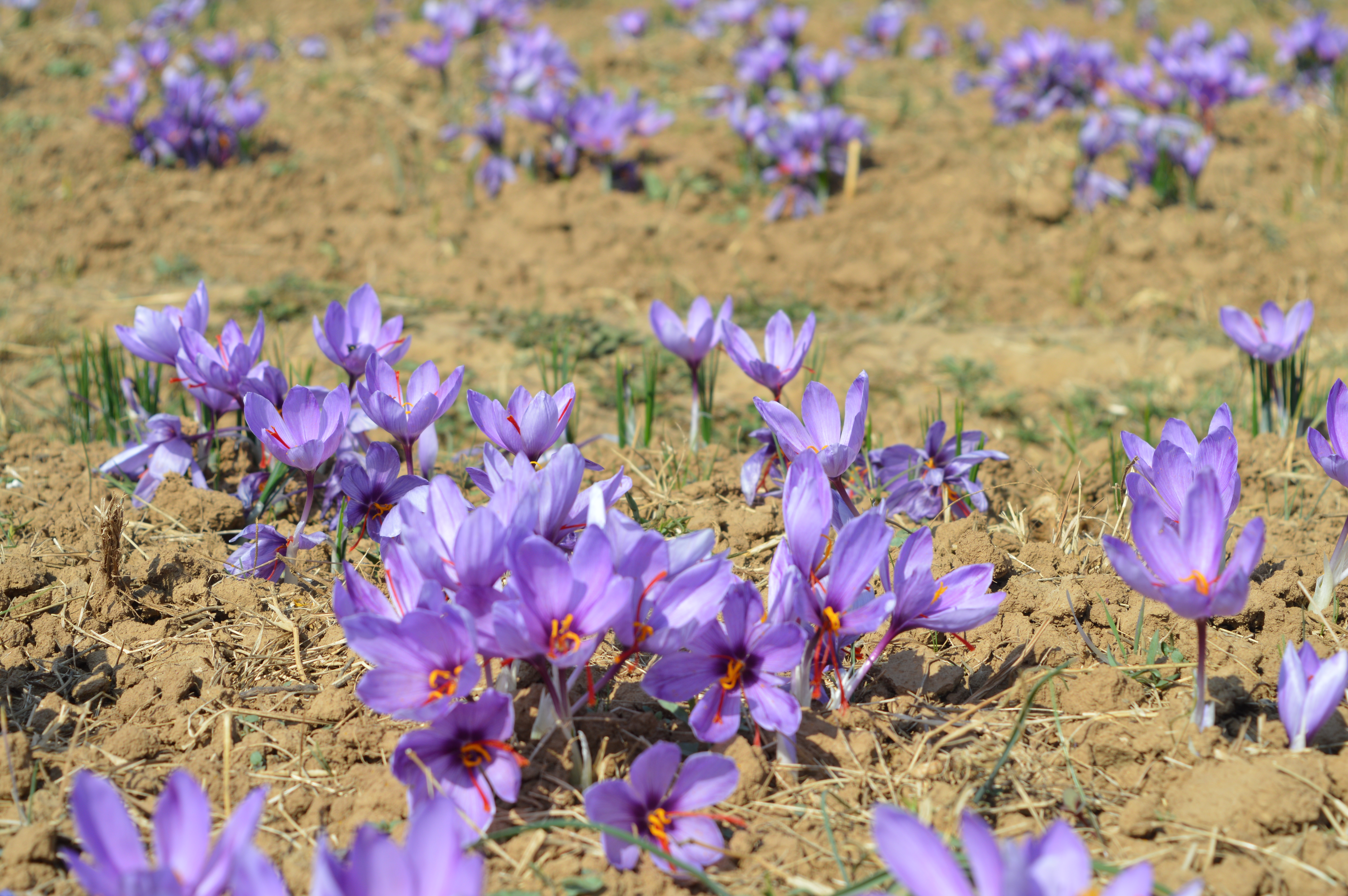
مزارع زعفران در پامپور.

### ادویه جات ترشی جات

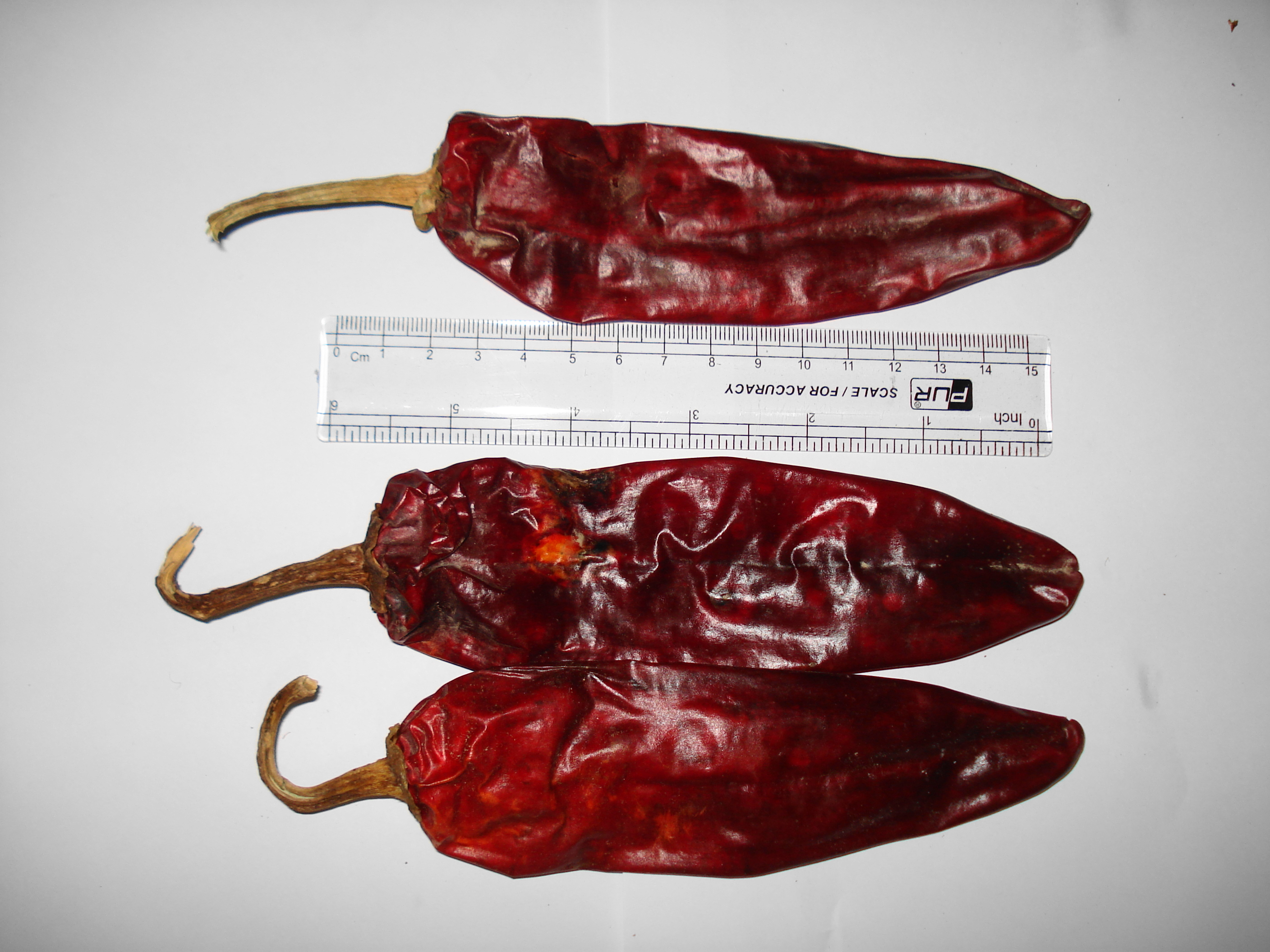
فلفل چیلی کشمیری.

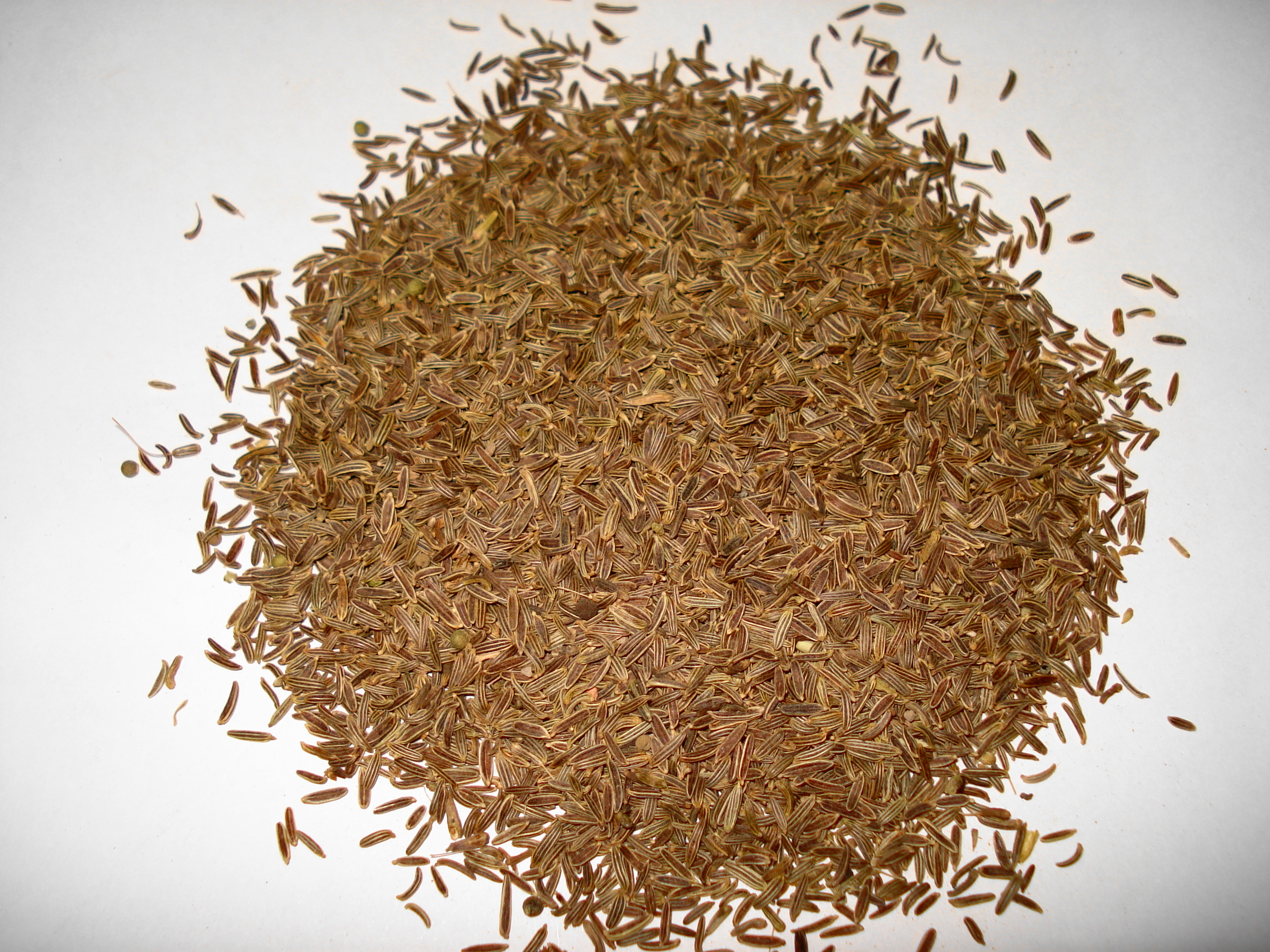
زیره سیاه کشمیری.

زعفران کشمیری به خاطر عطر، رنگ و ارزش دارویی‌اش شناخته شده است. زعفران شهر پامپور به عنوان زعفران با کیفیت عالی شناخته می‌شود که دارای ۸٫۷۲٪ محتوای کروکین است، در مقایسه با نوع ایرانی که ۶٫۸۲٪ است. در مه ۲۰۲۰، زعفران کشمیری برچسب نشانه جغرافیایی دریافت کرد. ادویه شاهی زیره یا زیره سیاه به خانواده چتریان تعلق دارد و در ابتدا در جنگل‌های دره گورز موجود بود. این دانه‌های تیره‌تر نسبت به زیره قهوه‌ای معمولی به خاطر بوی خاص، کمیابی و شکلشان از کیفیت بالاتری برخوردارند.
از جمله ادویه‌های استفاده شده:
- فلفل قرمز کشمیری (martswangun) — فلفل‌ها به‌طور محلی در کشمیر کشت می‌شوند.[۱۵۹] وقتی که قرمز می‌شوند، خشک و به صورت پودر در می‌آیند.[۱۵۹] فلفل قرمز پودر شده به‌عنوان رنگ‌دهنده‌های ملایم در بیشتر غذاهای گوشتی و برخی غذاهای گیاهی استفاده می‌شود.[۱۵۹] طعم آن‌ها با توجه به منطقه‌ای که در آن کشت می‌شوند متفاوت است، از مناطقی مانند بگام، تانگمارگ، باندی‌پورا، دنگرپورا، آنانت‌ناگ و نورباغ.[۱۶۰] فلفل‌های بگام تلخ‌ترین طعم را دارند، در حالی که فلفل‌های نورباغ دانه‌های کمتری دارند و تندتر از فلفل‌های مناطق دیگر هستند.[۱۶۰] دولت محلی خواستار برچسب نشانه جغرافیایی برای فلفل‌های کشت شده در ناحیه سرینگر و بگام است.[۱۶۱]
- فلفل شیملا، پنجابی و پپسی (martswangun) — نوع شیملا برای تهیه قورماهای تند استفاده می‌شود، در حالی که پپسی معمولاً از راجستان در هند وارد می‌شود و شبیه بطری پپسی است.[۱۶۰]
- آسفوتیدا (yangu) — در بیشتر غذاهای کشمیری پاندیت، هم گیاهی و هم غیرگیاهی استفاده می‌شود.[۱۶۲] آسفوتیدای قرمز به خاطر عطر غنی و طعم منحصر به فردش برتر محسوب می‌شود و در دستورهای خاص کشمیری غالباً به‌صورت خالص و بدون افزودنی استفاده می‌شود.[۱۶۳] شاعر کشمیری آغا شهید علی در این ادویه خبره بود و معروف بود که از پشت ابرهای yangu در آپارتمانش در بروکلین بیرون می‌آید.[۱۶۴]
- هل (nich auleh) — دانه‌ها، پس از خرد کردن غلاف‌ها، می‌توانند در خورشت‌هایی مانند یاخیان، قلیا و همچنین در چای‌هایی مانند کاهوا و شیر/نون چای استفاده شوند.[۱۶۵]
- برگ بو (tej pata) — بیشتر برای تهیه پلو و غذاهای بریانی در کشمیر استفاده می‌شود.[۱۶۶]
- فلفل سیاه (marts) — هم میوه و هم دانه آن استفاده می‌شود.[۱۶۶]
- دارچین (dalcyn) — معمولاً در بیشتر غذاهای کشمیر استفاده می‌شود و همچنین یکی از مواد مهم در چای کاهوا است.[۱۶۵]

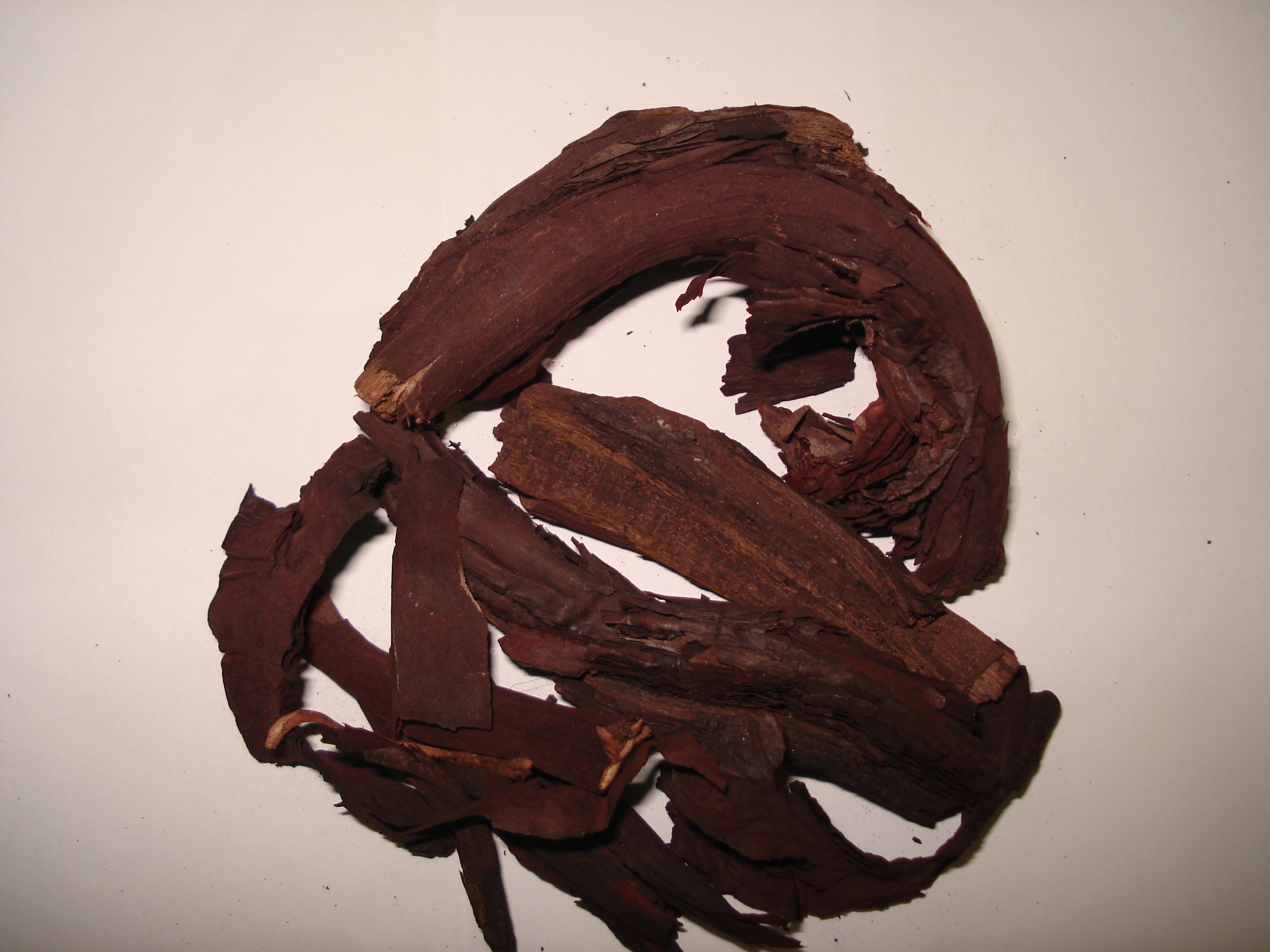
Ratan jot (alkanet) توسط کشمیری‌ها برای افزودن رنگ به غذاها استفاده می‌شود.

- Ratan jot (alkanet) توسط کشمیری‌ها برای افزودن رنگ به غذاها استفاده می‌شود.میخک (rong) — یکی از مواد ضروری در بسیاری از غذاها مانند روگان جوش، دُم اولاو و همچنین در تهیه ترشی‌ها است.[۱۶۷]
- رازیانه (bodiyana) — غالباً در تهیه نان‌هایی مانند کولچه استفاده می‌شود و پس از غذا به‌تنهایی سرو می‌شود.[۱۶۲] دانه‌های آنیسد در تقریباً تمام خورشت‌های کشمیری استفاده می‌شود.[۱۶۲]
- زنجبیل (shaunth) — به‌صورت خشک و پودر شده، در تقریباً تمام غذاهای کشمیری استفاده می‌شود.[۱۶۸]
- تمر هندی (tambar)
- زردچوبه (lader) — یکی از پرکاربردترین ادویه‌ها در آشپزی هندی و به‌ویژه در آشپزی کشمیری است.[۱۶۹] این ادویه رنگ زردی به خورشت‌ها می‌دهد اما هرگز نباید به‌جای زعفران استفاده شود زیرا این دو هیچ شباهتی به هم ندارند.[۱۶۹]
- زعفران (kong posh) — یک پنس از کلاله‌های چروکیده کافی است تا رنگ و طعم تلخ و شیرین به یک غذا بدهد.[۱۶۸]
- دانه‌های زیره (safed ziur) — ادویه‌ای مهم برای تقریباً تمام غذاها، گیاهی یا غیرگیاهی، به جز بَت هاک.[۱۶۷]
- دانه‌های کاروی (krihun ziur/zureh)
- دانه‌های گشنیز (danival) — در کشمیر، به‌صورت خشک و همچنین به‌صورت دانه‌های کامل استفاده می‌شود. این ادویه برای تهیه ترشی‌ها و وری (گارا ماسالا کشمیری) ضروری است.[۱۶۷]
- دانه‌های سیاه‌دانه (siyah dana)
- دانه‌های شنبلیله (bresta) — برای غذاهای ماهی، تهیه وری و تهیه ترشی‌ها استفاده می‌شود.[۱۵۹]
- برگ‌های خشک شنبلیله (hoechh mith)
- مغز جوز (zafal)
- مغز جوز (jalvatier)
- سودا بی‌کربنات (phul)
- دانه‌های پوست‌کنده خیار، خربزه، هندوانه و کدو تنبل (char magz)
- برگ‌های خشک نعناع (hoekh pudana)
- سیر خشک (rohan)
- پیازچه‌های خشک (pran)
- کیک‌های ادویه‌ای وری — یک عامل طعم‌دهنده سریع برای بسیاری از غذاها مانند هاخ، گوجی نادر، اسفناج، کلم‌پیچ، رازما، ماهی و شکار (بازی).[۱۷۰]
- برگ نقره‌ای (varak) — ورقه‌های نازک و خوراکی نقره‌ای که برای تزئین پلو و غذاهای گوشتی استفاده می‌شود.[۱۷۱]

مصرف نمک سنگی در کشمیر سابقه‌ای طولانی دارد. این نمک از منطقه کهیوره در پنجاب پاکستان وارد می‌شود، جایی که برای اولین بار توسط نیروهای اسکندر بزرگ در سال ۳۲۶ قبل از میلاد کشف شد. پیش از استقلال، نمک سنگی از طریق جاده مغول وارد می‌شد که قبل از ورود مغول‌ها به Namak Route معروف بود. پس از تقسیم، تأمین آن ممنوع شد. به خاطر فوایدش، اکنون تقریباً یک‌چهارم جمعیت از آن استفاده می‌کند.

## ویژگی‌ها بر اساس فصل

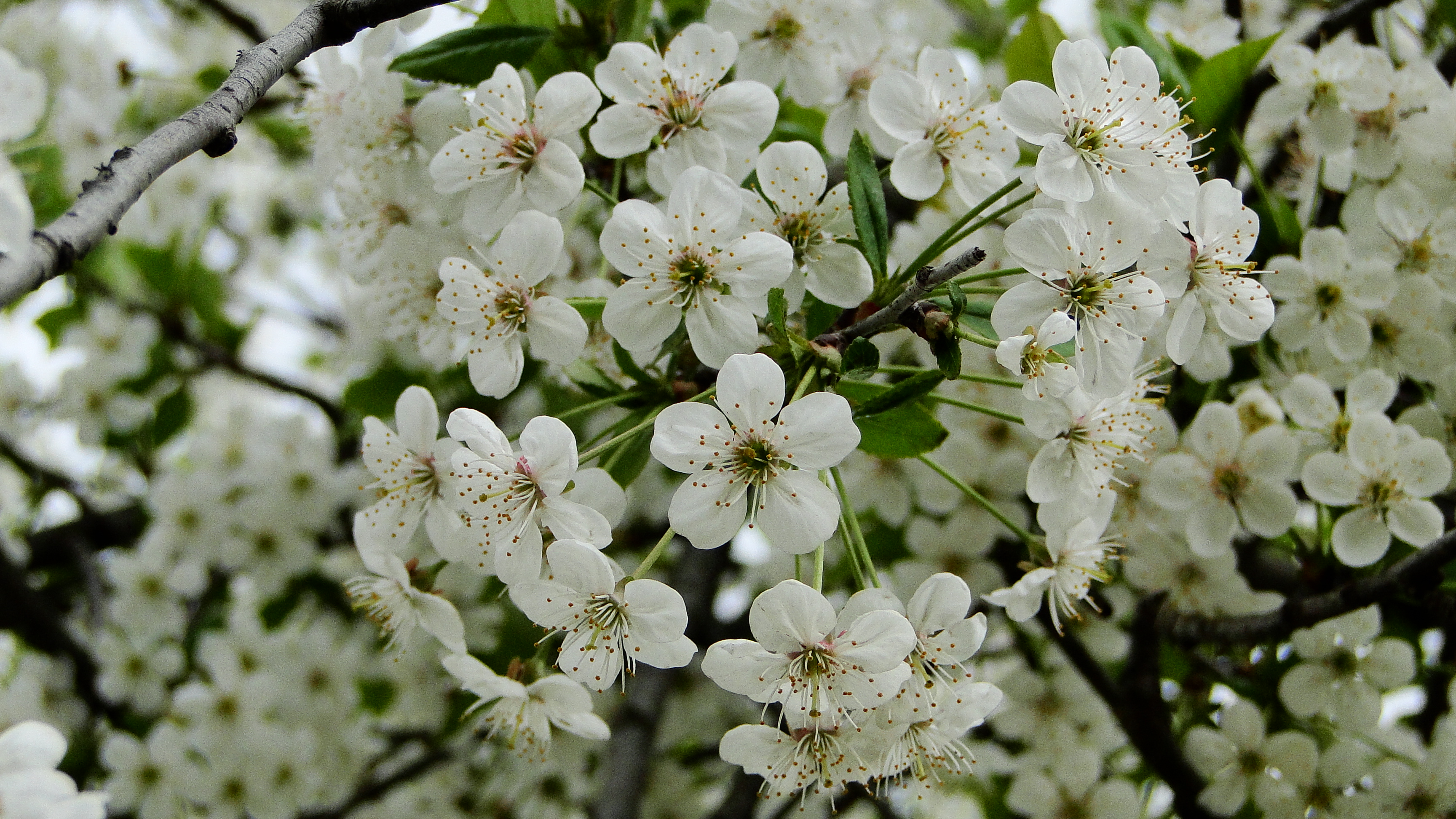
درخت میوه در بهار

بهار معمولاً به عنوان فصلی برای تجدید حیات پس از زمستانی طولانی و سخت در نظر گرفته می‌شود. پیک‌نیک‌ها که کشمیری‌ها به آن علاقه‌مندند، حول محور غذا برنامه‌ریزی می‌شوند. در حومه، درختان بادام (بیدام)، هلو (تسنون) و گیلاس (گیلاس) با گل‌های سفید و صورتی خود درخشندگی خاصی دارند. مزارع کلزا با گل‌های زرد روشن خود به این نمایش می‌پیوندند. شکوفه‌های گلابی (تنگ) با خوشه‌های ضخیم گل‌های خود قابل شناسایی هستند. شکوفه‌های زردآلو (تسر) سفید رنگ هستند و معمولاً با رنگ صورتی یا قرمز تیره می‌شوند. آن‌ها از اواخر بهار تا اوایل تابستان رشد می‌کنند. لوبیاها از سبزیجات بهاری هستند. گیلاس‌ها میوه‌های اواخر بهار و تابستان هستند. گشنیز (دانوال) یک گیاه خنک است که فصل آن بین بهار و تابستان در مناطق خنک‌تر غالب است. سیر (روهان) عمدتاً در بهار و پاییز یافت می‌شود. هندوانه‌ها (خرموز) میوه‌هایی هستند که در بهار و تابستان رشد می‌کنند. هاخ (سبزی کلم) بهاری نرم به نام کانول شناخته می‌شود.

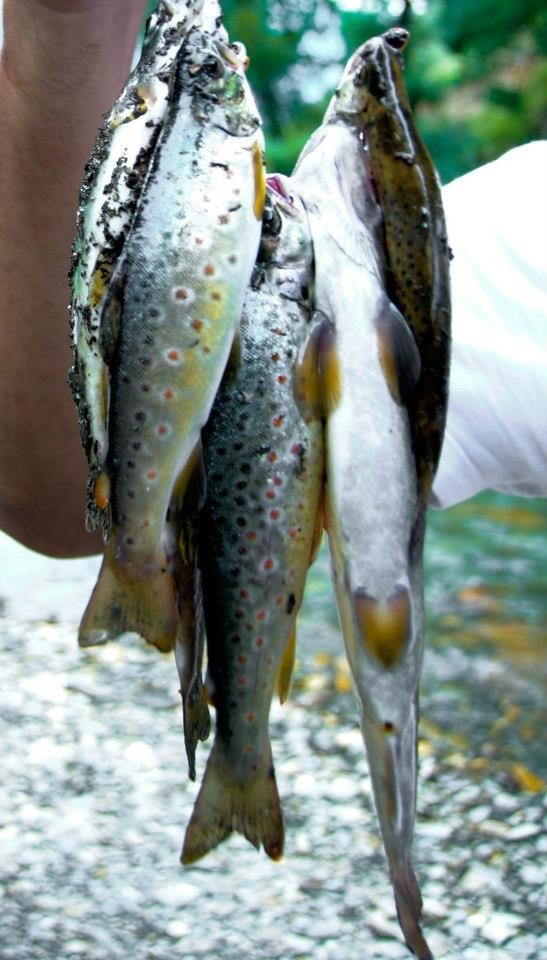
صید ماهی قزل آلا، مانند اینجا در رودخانه Taobat در کشمیر، در ماه‌های تابستان باز است.

فصل برداشت ساقه لوتوس (نادور) در سپتامبر آغاز می‌شود. سامووار در گوشه‌ای به جوش می‌آید و عطر شیرین زعفران و هل را در فضا پخش می‌کند. کاندی کلچههای شکل‌دار از آرد، کره، شکر و با دانه‌های خشخاش پاشیده شده، برای غوطه‌ور کردن در چای و لذت بردن از آن به دور می‌چرخند. مردان در سایه درخت چنار در منطقه دالگیت ماهی‌گیری می‌کنند. برگ‌های دندلیون که در کشمیر به هند معروف هستند، به‌صورت پیاده جمع‌آوری می‌شوند. با رفتن به حومه، می‌توان دید که برنج با داس‌ها بریده می‌شود و سپس در توده‌های بزرگ برای خشک شدن انباشته می‌شود. شاه‌فندق‌ها در خاکسترهای در حال مرگ کباب می‌شوند. سیرهای پیازی و سیب‌زمینی‌های قرمز برای فضای بیشتری رقابت می‌کنند. مزارع زعفران در حال شکوفایی در پامپور، بخشی از منطقه پلوانا، شما را خوشامد می‌گویند. با رفتن به مناطق کوهستانی می‌توان دید که درختان ذرت و گردو با میوه‌های خود آماده برداشت هستند. با رفتن به مناطق تولید سیب در سوپور در شمال کشمیر یا شاپیان در جنوب کشمیر، می‌توان دید که کارتن‌های سیب به نقاط مختلف کشور حمل می‌شوند.
در طول زمستان‌های طولانی، روزها کوتاه هستند و نور خورشید و برق کم است، بنابراین چیز زیادی نمی‌تواند زندگی را شاداب کند جز غذاهای جالب، بنابراین این موضوع یکی از علایق اصلی زندگی کشمیری‌هاست. بر روی لبه‌های پنجره و تراس‌ها، می‌توان توده‌های کوچکی از بادمجان، گوجه‌فرنگی‌های گیلاسی، کدوها و ترب‌ها را که در حال خشک شدن در آفتاب هستند، مشاهده کرد. زمان کافی وجود دارد و دان (اجاق سنتی کشمیری) با دو اجاق (چیر به زبان کشمیری) که با چوب‌های آتش‌زا روشن شده، همیشه آماده است تا ساعت‌های طولانی پخت و پز را با وجود کمبود برق فراهم کند. وقتی که تمام جاده‌های روستا به دلیل برف سنگین مسدود می‌شوند و روستاییان مجبورند از لامپ‌های روغنی یا فانوس‌های نفتی استفاده کنند، تمام خانواده به آشپزخانه دعوت می‌شوند و عطر شَب دِگ که شب گذشته پخته شده، تمام فضا را پر می‌کند. کلم‌پیچ (مونجه) به سرما مقاوم است و در زمستان در مزارع ادامه به رشد می‌کند، به‌طوری که کمی یخ نیز به آن کمک می‌کند.

## لیست غذاها
برخی از غذاهای معروف کشمیری شامل:

### کباب

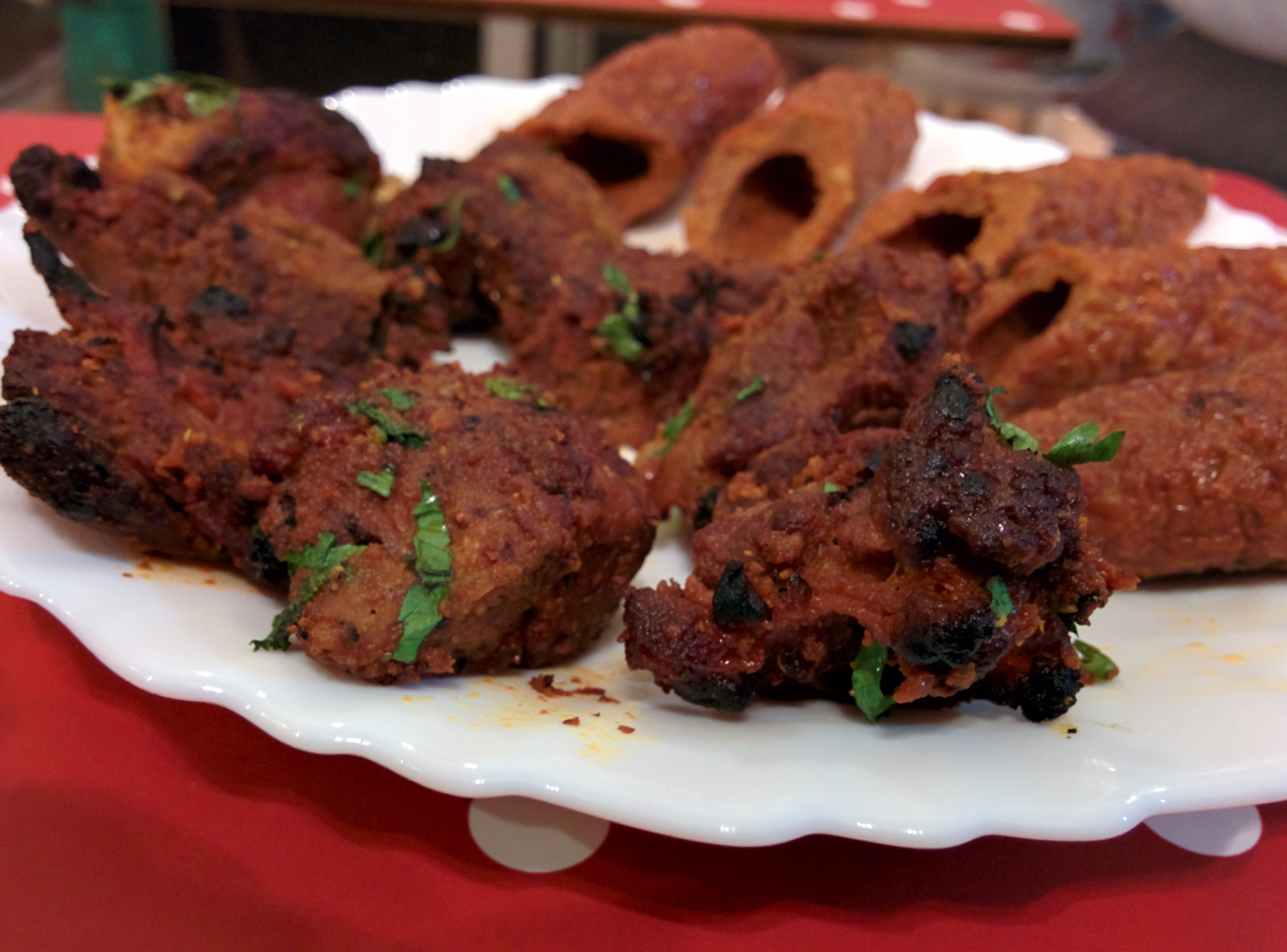
توجی و کباب‌ها.

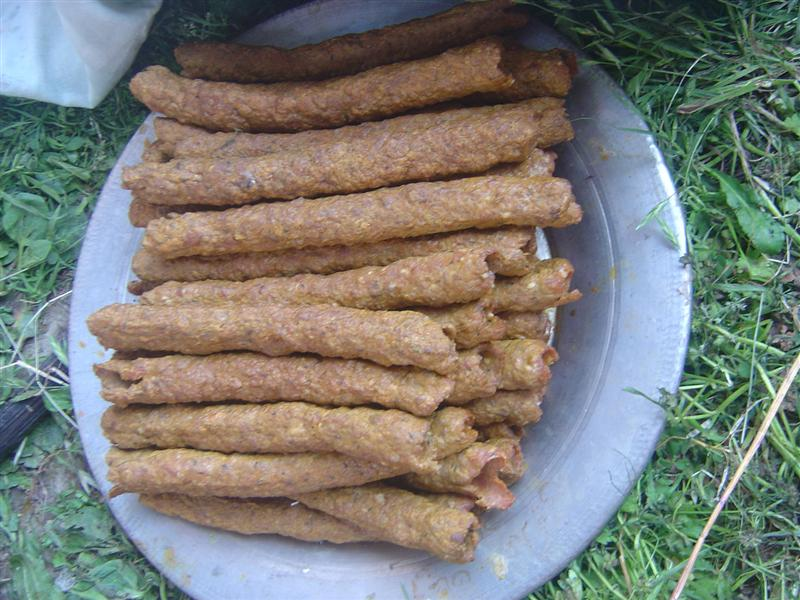
کباب‌های کشمیری می‌توانند به عنوان یک میان‌وعده یا وعده غذایی با برنج مصرف شوند.

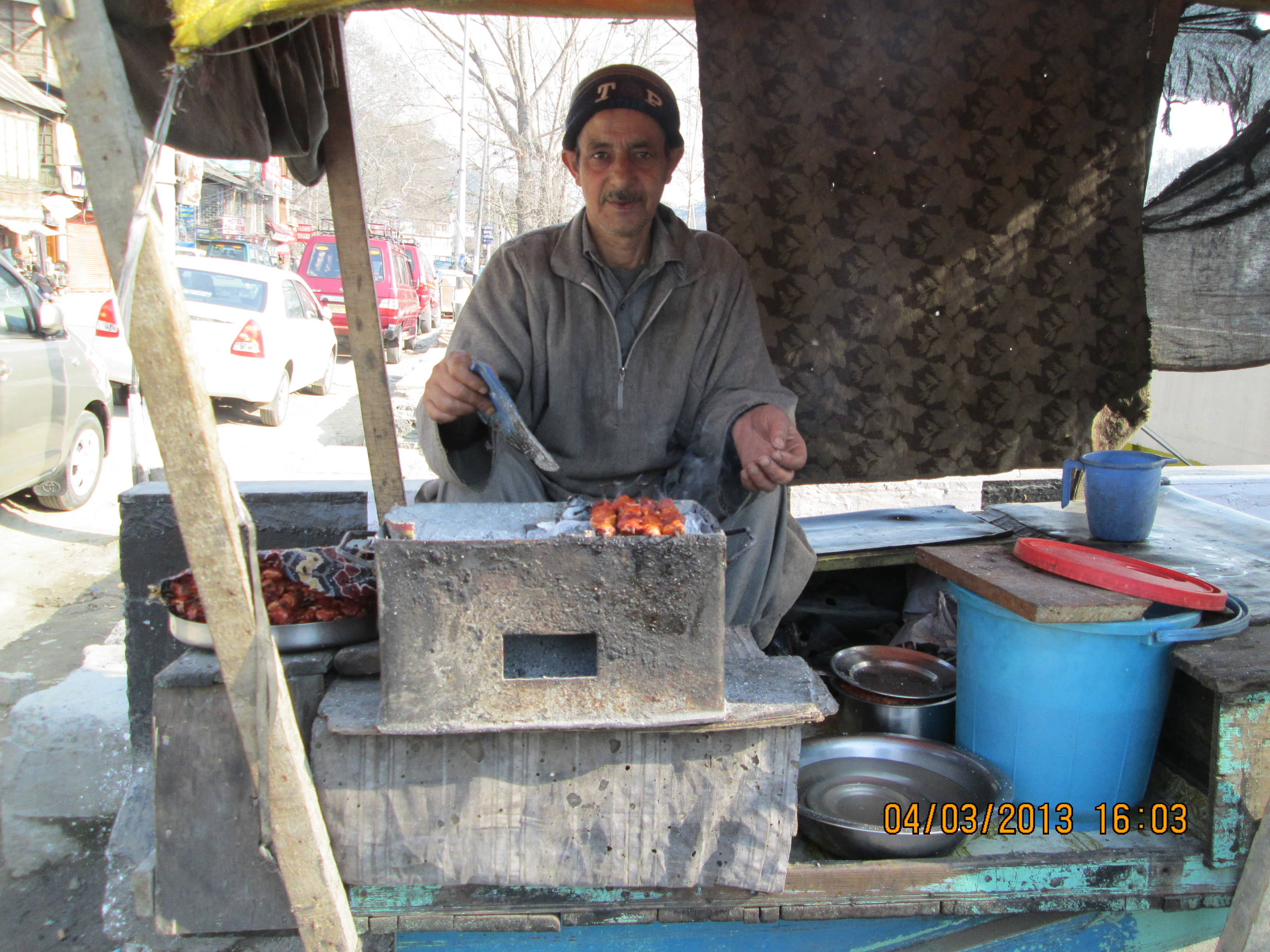
کباب زغالی در سرینگر.

یکی از نسخه‌های منشأ کباب‌ها این است که سربازان ترک برای اولین بار شناخته شده‌اند که تکه‌های گوشت را بر روی آتش‌های باز کباب می‌کردند. کباب‌های کشمیر با ادویه‌های محلی پخته می‌شوند و با سس‌های مختلف سرو می‌شوند:
- کباب: گوشت چرخ‌کرده طعم‌دار شده، کباب شده یا سرخ شده، بر روی سیخ. به گفته سرآشپز غلام نبی دار (معروف به بیته وازه), گوشت برای کباب ابتدا با چاقوی بسیار تیز خرد می‌شود (haché au couteau), سپس به آن تخم‌مرغ، زیره، هل و سیر اضافه می‌شود و دوباره خرد می‌شود تا به حالت خمیری درآید، سپس بر روی سیخ‌های یک متری قرار می‌گیرد تا روز بعد گرم شود.
- کباب مرغ: کباب مرغ (ککُر کباب).[۱۸۶]
- کباب لاهار دار: همچنین به عنوان کباب لاهبی/موچی شناخته می‌شود. گوشت چرخ‌کرده بره که به شکل کلاسیک مانند قایق با یک فرورفتگی در مرکز شکل داده شده و در یک سس ملایم و ماست پخته می‌شود. گوشت معمولاً یک شب در تخم‌مرغ و حداقل نه نوع ادویه و ادویه‌جات خیس می‌شود، از جمله پیاز، پودر فلفل قرمز، جوز هندی، گرام ماسالا، زنجبیل، سیر و گشنیز. این غذا معمولاً با ماست سرو می‌شود.[۱۸۷][۱۸۸][۱۸۹]
- کباب مرغ لاهار دار در سس گوجه‌فرنگی: کباب‌های مرغ در سس غنی گوجه‌فرنگی.[۱۹۰]
- کباب شمی: پتی‌های بره به سبک وزوان با نخود چرخ‌کرده، تخم‌مرغ و ادویه‌های ملایم کشمیری.[۱۸۸][۱۹۱]
- چامپ: دنده‌های بره.[۱۹۲]
- نادور موند: پاسخ کشمیر به، پتی‌های ریشه لوتوس با زنجبیل و نعناع و ادویه‌های متنوع کشمیری.[۱۹۳][۱۹۴]
- بوزیت چمان: پنیر کبابی که در ماست، خامه و دانه انیسون ماریناد شده است.[۱۹۵] گفته می‌شود که شاعری که در جنگل‌های زیبا کشمیر پرسه می‌زده، این غذا را در فضای باز پخته است.[۱۹۶]
- بوزیت گاد: ماهی کبابی زغالی که با ادویه‌های کشمیری ماریناد شده است.[۱۹۷]
- بوزیت اولاو، ثول، ماز و غیره: کاسه‌های سفالی گرد که به عنوان فر برای پخت غذاهایی مانند تخم‌مرغ، سیب‌زمینی، لوبیا و تکه‌های گوشت عمل می‌کند.[۱۹۸][۱۹۹]
- تالیث گاد: ماهی که با فلفل سیاه، زیره و فلفل کشمیری ماریناد شده و سپس سرخ می‌شود.[۲۰۰]
- گاد تالیث تا بادام: ماهی سرخ شده با بادام.[۲۰۱]
- تالیث ککُر: مرغ سرخ شده.
- توجی: گوشت ماریناد شده در فلفل قرمز کشمیری و پودر انیسون، به خوبی کباب شده.[۲۰۲][۲۰۳]
- گاد توجی: کباب‌های ماهی.
- چمان توجی: تکه‌های پنیر کبابی به سبک کشمیری که بر روی سیخ کبابی شده و با چتنی سرو می‌شود.[۱۹۱]
- تچا پ ماز: سوسیس‌ها.[۲۰۴]
- کالینگ: غشای ضخیم که سر و جمجمه گوسفند را می‌پوشاند، به صورت درشت خرد شده و با ادویه‌ها و مایع کم بر روی آتش کم‌حرارت برای ساعت‌ها پخته می‌شود.[۲۰۴]

### صبحانه
برای کشمیری‌های متوسط، صبحانه معمولاً به معنای نان تازه از نانوایی محلی و یک فنجان چای نون (چای نمکی) است. در حالی که نان در تمام فصل‌ها برای صبحانه موجود است، همراه‌های آن تغییر می‌کند. برخی از لوکس‌های مقرون به صرفه شامل:

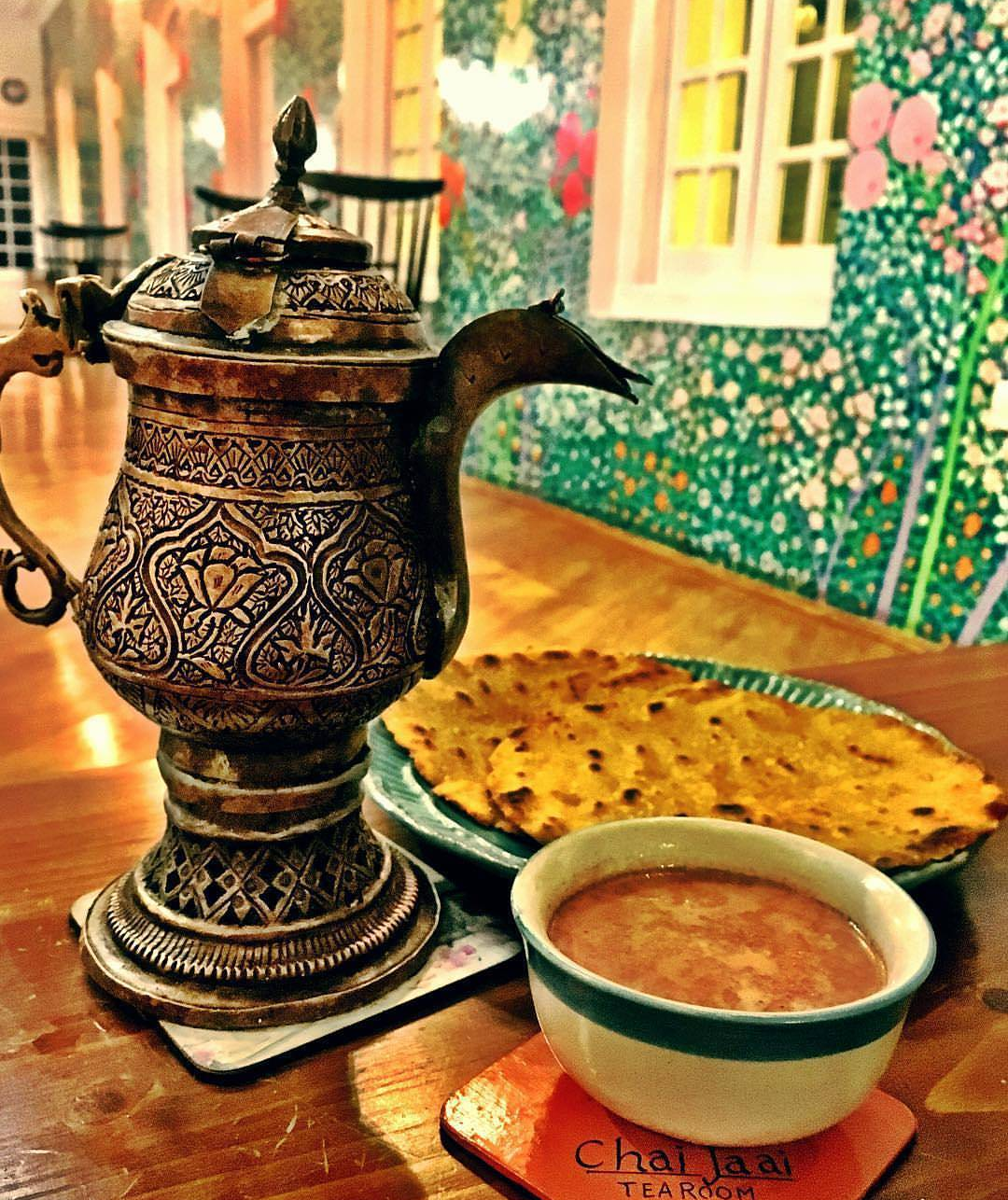
چای نون کشمیری.

- هاریسا: تهیه شده توسط آشپزهای متخصص به نام هاریسگویر، هاریسا یک غذای گوشتی محبوب است که برای صبحانه تهیه می‌شود، این غذا به آرامی با ادویه‌ها در یک فر زیرزمینی خاص به مدت ۲۴ ساعت پخته و با دست هم زده می‌شود.[۲۰۶] یک هاریسا خوب نیاز به خرد کردن دقیق گوشت بره بدون استخوان، مخلوط با برنج محلی، دانه‌های رازیانه، دارچین، هل و نمک دارد.[۲۰۵] این غذا به مدت حداقل ۶ تا ۸ ساعت بر روی آتش ملایم پخته می‌شود و در حین پخت، روغن خردل دودی و مقداری شیر ریخته می‌شود در حالی که همزن چوبی همچنان هم می‌زند. کباب‌های کوچک برای سرو همراه آن تهیه می‌شود و همچنین یک وعده کوچک از مِهتی (روده‌های بره پخته شده در شنبلیله) و حلقه‌های پیاز سرخ شده. این غذا به قدری خوشمزه است که گفته می‌شود یک فرماندار افغان در قرن هجدهم که در زمان حکومت افغان‌ها به اینجا آمده بود، به حدی از آن خورد که به مرگ خود منجر شد.[۲۰۷]
- هاریسای زعفرانی: با زعفران کشمیری پاشیده شده است. یک سازنده در آلی کدل به خاطر این غذای خاص شناخته می‌شود.[۲۰۸]
- لوچی و حلوای: توسط سازندگان لوچی در خارج از معبد خیر باوانی.[۲۰۹]
- مکای واث: آرد ذرت پخته شده.[۲۱۰] این غذا زمانی غذای اصلی در روستاهای مرتفع بدون آبیاری بود، جایی که برنج نمی‌توانست کشت شود.[۲۱۰]
- گئر وگرا: فرنی آرد چنبر.[۲۱۰] این چنبرها یا آجیل‌های گاو در کشمیری گئر نامیده می‌شوند.[۲۱۰] آنها در آب‌های کم عمق در بسیاری از مکان‌ها، به ویژه نزدیک سواحل دریاچه معروف وولر رشد می‌کنند.[۲۱۰] در هند، این چنبرها نیز رشد می‌کنند اما معمولاً بزرگتر و با محتوای آب بیشتری هستند.[۲۱۰] معمولاً با ماست چرخ‌کرده رقیق شده با آب (گوروس) خورده می‌شود.[۲۱۰]
- وشکی واث: فرنی آرد جو.[۲۱۱] این غذا به عنوان غذای اصلی در برخی از روستاهای کوهستانی کشمیر پخته می‌شود، جایی که برنج یا ذرت به راحتی در دسترس نیست یا کشت نمی‌شود.[۲۱۱]

غذاهای وزوان

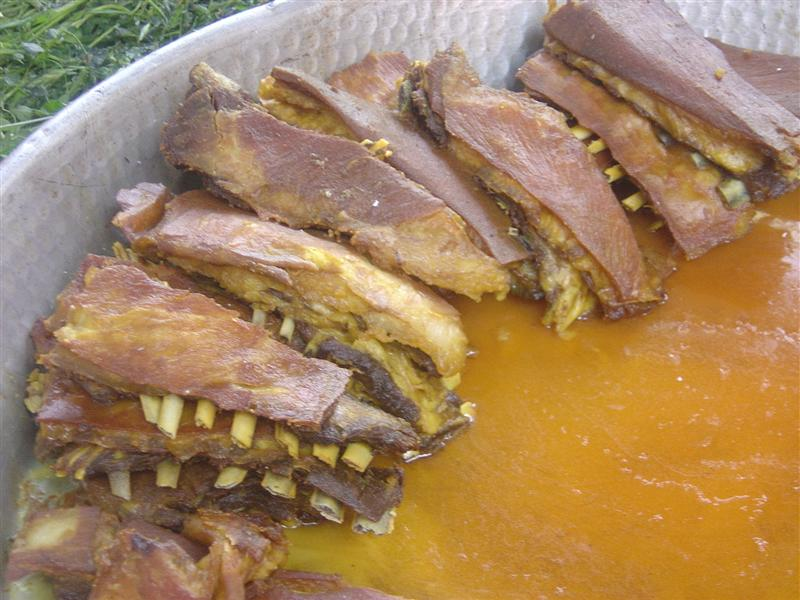
تاباخماز.

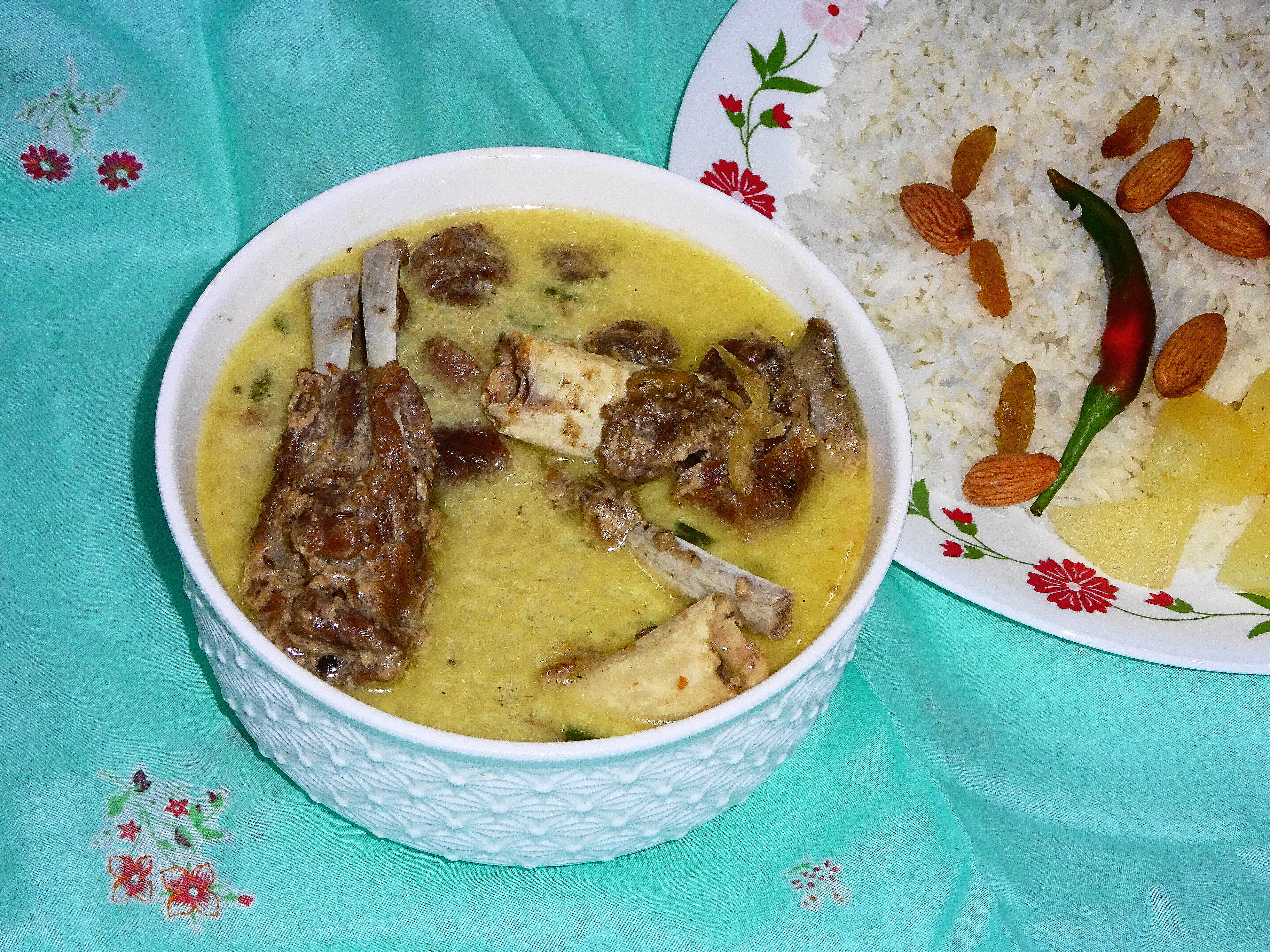
آب گوشت.

برخلاف بیشتر غذاهای زیرقاره هند که طعم در حین پخت بر روی شعله‌ها به غذا اضافه می‌شود، طعم‌های وزوان در حالی که غذا هنوز نپخته است با افزودن آب طعم‌دار به تهیه یا خیساندن در آب طعم‌دار (اسمز) اضافه می‌شود:
- تاباخماز: دنده‌های بره در روغن با چربی شیرین که بین لایه‌های لاکی گوشت قرار دارد.[۲۱۳] هندوهای کشمیری معمولاً به این غذا قابارگاه می‌گویند. به نظر می‌رسد که این غذا از قزاقستان آمده باشد که با نام پاندیت خود، قابارگاه شناخته می‌شود. در حالی که قابارگاه به آرامی برای مدت طولانی‌تری پخته می‌شود و سپس به سرعت سرخ می‌شود، تاباخماز با نمک و سیر پخته می‌شود و بافتی کمی الاستیک دارد.[۲۱۴][۲۱۵]
- کباب تنگ تا لاهبی: گلابی‌های کامل کشمیری و کباب‌های بره که معمولاً با سس گوجه‌فرنگی و ماست سرو می‌شوند.[۲۱۶]
- وازا ککُر: مرغ کامل پخته شده در سس زعفرانی با ادویه‌های ملایم کشمیری.
- سفید ککُر: مرغ با سس سفید.[۲۱۷]
- دانی فول.دانی فول: پای بره.

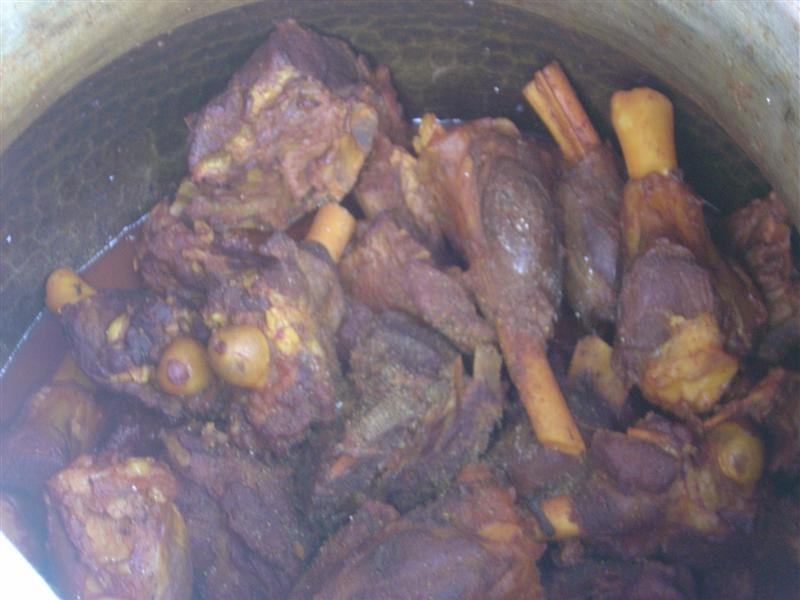
دانی فول.

- آب گوشت: همچنین به عنوان دوده ماز شناخته می‌شود. یک کاری معروف بر پایه شیر که با ادویه‌ها و روغن در حرارت پایین پخته می‌شود.[۲۱۸] ده لیتر شیر خالص گاو به یک لیتر کاهش می‌یابد و سپس با گوشت بره مخلوط می‌شود.[۲۱۹]
- مهتی ماز: روده‌های بره طعم‌دار شده با مخلوط ادویه شامل برگ‌های شنبلیله خشک (مهتی).[۲۲۰]
- وازه هیدر: قارچ‌های به سبک وزوان کشمیری.
- مارچوانگان کُرمه: گوشت پخته شده با ادویه‌ها و ماست و عمدتاً با فلفل قرمز کشمیری و طعم تند.
- ککُر مارچوانگان کُرمه: مرغ پخته شده در سس فلفل قرمز تند.
- آلو بخار کُرمه: گوشت چرخ‌کرده پخته شده با آلوهای خشک.
- بادام کُرمه: تکه‌های نرم گوشت بره پخته شده در سس خامه‌ای بادام.[۲۲۱]
- دانیوال کُرمه: بره پخته شده با گشنیز یا جعفری.
- ککُر دانیوال کُرمه: مرغ پخته شده در سس بر پایه ماست، طعم‌دار شده با زعفران و گشنیز تازه.
- مونجه کائل: کلم کدو در سس پیاز.[۲۲۲]

سوپ‌ها
- تسات/ماز راس: آبگوشت بره با تکه‌های بره طعم‌دار شده با ادویه‌های معطر و نمک.[۲۲۳]
- چنّا راس: سوپ نخود ساده.[۲۲۴]

### خورش‌های گوشتی خانگ

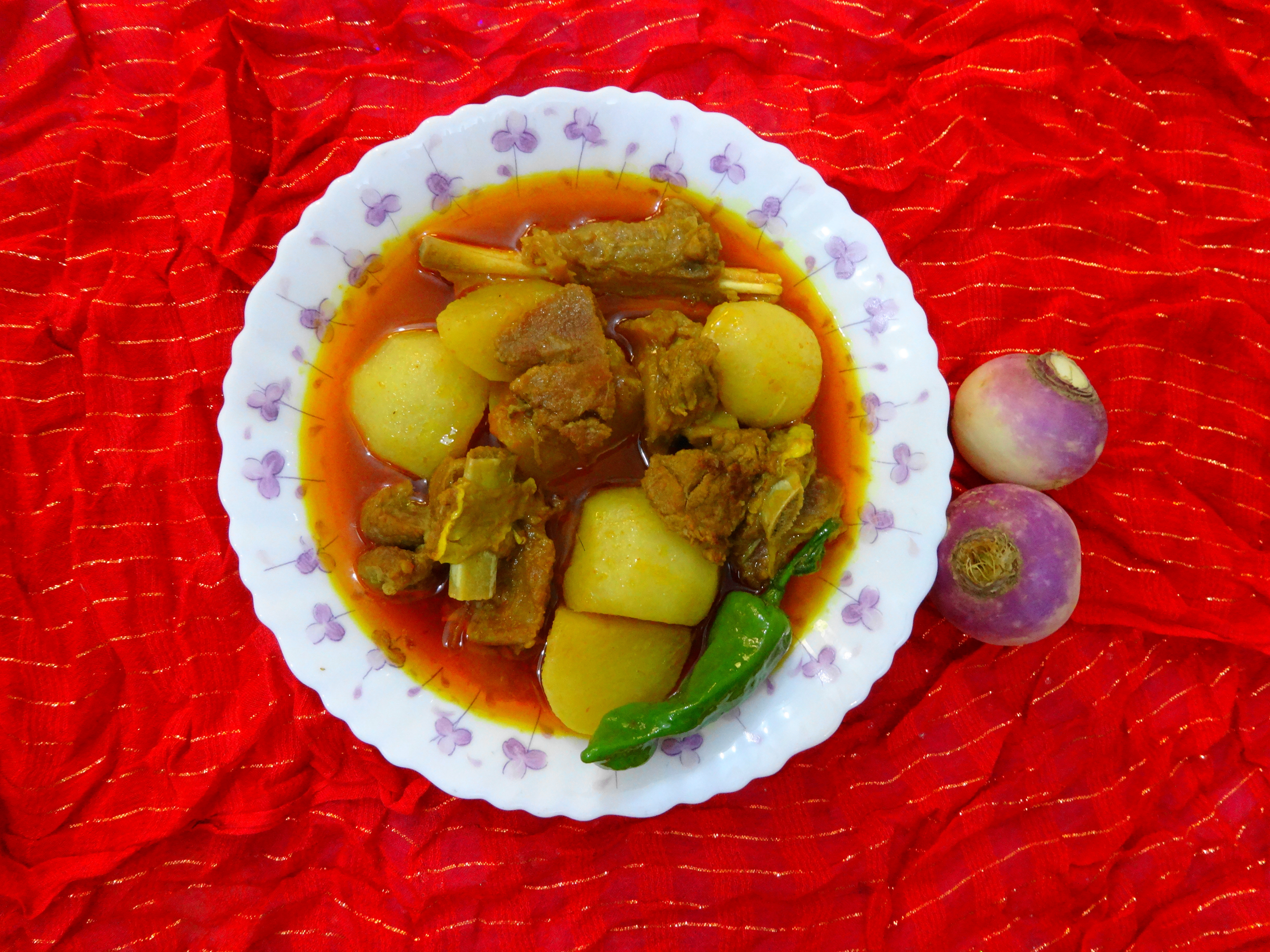
گوگجی تا ماز (گوشت با تربچه).

- خنی.گوگجی تا ماز (گوشت با تربچه).قلیه، یک غذای گوشتی که در آن تمام طعم‌ها به جز پودر فلفل قرمز گنجانده شده است.[۲۲۵]
- قلیه مرغ: ککُر قلیه.[۲۲۶]

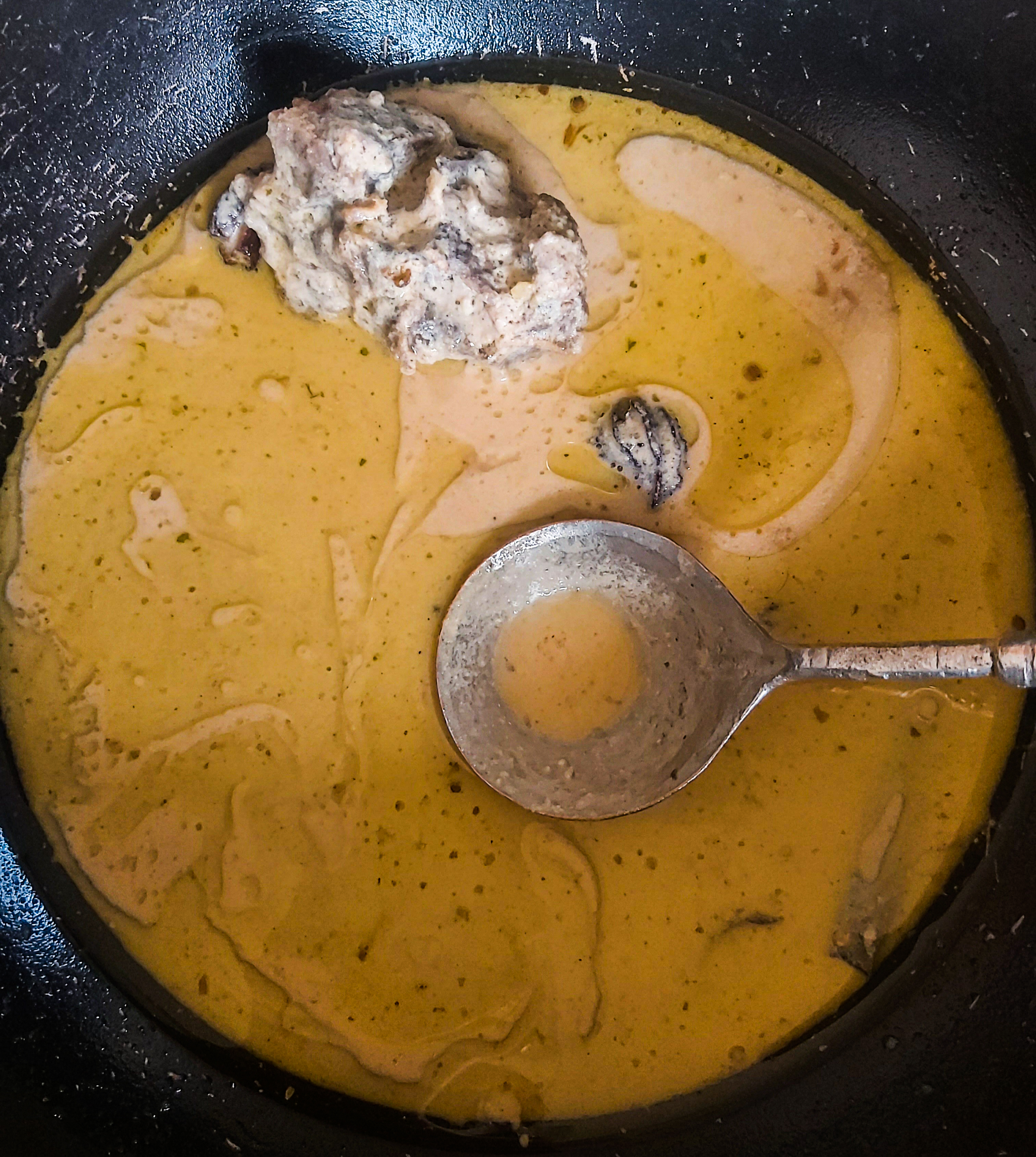
خنی.

- شبدگ: غذایی که با تربچه و گوشت/اردک/مرغ/گوشت گاو و توپ‌های گوشت چرخ‌کرده پخته می‌شود و برای شب تا صبح می‌پزد.[۲۲۷][۲۲۸][۲۲۹][۲۳۰]
- دانی: مغز استخوان در سس.[۲۳۱]
- ماچ‌گند: کوفته‌های بره در سس طعم‌دار شده با فلفل قرمز. تأکید زیادی بر شکل گوشت (بیضی و نه گرد) و رنگ سس وجود دارد.[۲۳۲]
- مهتی ماچ: کوفته‌های بره با برگ‌های شنبلیله که پخته، له یا به خمیر تبدیل شده‌اند.[۲۳۳]
- ماچ تا سر: انگشتان بره با زردآلو.[۲۳۴] این غذا وقتی بر روی میز قرار می‌گیرد زیبا به نظر می‌رسد زیرا زردآلوها زرد و گوشت چرخ‌کرده قرمز است و بسیار رنگارنگ می‌شود.[۲۳۴]
- اولاو بخارا بریت ماچ: کوفته‌های گوشت چرخ‌کرده پر شده با آلو.[۲۳۵]
- میت تا گولماچ: کوفته‌های گوشت چرخ‌کرده با شنبلیله.[۲۳۶]
- ماچ تا گل‌گپی: انگشتان بره چرخ‌کرده با گل‌کلم.[۲۳۷]
- ماچ تا اولاو: انگشتان بره پخته شده با سیب‌زمینی.[۲۳۸]
- سر کفتا: کوفته‌های گوشت چرخ‌کرده با یک زردآلو درون آن.
- نادر تا ماز: ساقه‌های لوتوس و گوشت بره.[۲۳۹]
- نادر، اولاو تا ماز: ساقه‌های لوتوس، سیب‌زمینی و گوشت بره که بر روی حرارت کم پخته شده و سس آن با گرم ماسالا و دانه‌های زیره غلیظ می‌شود.[۲۳۹]
- ماز وانگون: بادمجان با گوشت.[۲۴۰]
- ککُر آلو بخار کُرمه: مرغ پخته شده با آلوهای خشک با مواد کشمیری.
- اسفناج تا ککُر: اسفناج با مرغ محلی.[۲۴۱]
- گند تا ککُر: مرغ و پیاز در سس.[۲۴۲]
- ککُر تا توریل: مرغ با کدو.[۲۴۳]
- بام چنت تا ماز: زالزالک با بره.[۲۴۴]
- گوگجی آره تا ماز: تربچه‌های خشک شده با بره.[۲۴۴]
- گازار تا ماز: هویج و گوشت بره.[۲۴۵]
- بوت تسر ماز: بره و زردآلوهای خشک.[۲۴۶]
- هند تا ککُر: سبزی‌های قاصدک و مرغ.[۲۴۷]
- هند تا ماز: قیمه دندلیون خشک و گوشت. دستور پخت قدیمی کشمیری برای مادران شیرده.[۲۴۸]
- هاخ ماز: سبزی‌های کشمیری با گوشت.
- وسته هاخ تا ماز: برگ‌های سبز/قرمز با بره.[۲۴۹]
- مونجه تا ماز: کلم کدو به سبک کشمیری و گوشت بره. کشمیری‌ها فقط کلم کدو نمی‌خورند، برگ‌های آن الزامی است.[۲۵۰]
- گوله ال سیون: کدو حلوایی پخته شده با بره.[۲۵۱]
- توریل تا ماز: کدو با گوشت.[۲۵۲]
- مونجه قلیه: کلم کدو با گوشت بره.[۲۵۳]
- روگان جوش: غذایی بر پایه بره، پخته شده در سسی که با مقادیر زیادی فلفل قرمز کشمیری (به صورت پودر خشک)، زنجبیل (همچنین پودر شده)، سیر، پیاز یا اسفند طعم‌دار شده است. سس عمدتاً بر پایه ادویه‌های کشمیری و روغن خردل است. تأثیرات فارسی و آسیای مرکزی در مقادیر زیاد زعفران و اسفند که طعم‌دهنده‌های محبوب فارسی هستند، مشهود است و مغول‌ها این گیاهان را در زیرقاره کشت کردند تا آشپزهای خود را با تأمین آماده تأمین کنند.[۲۵۴] مسلمانان کشمیری از پرآن (نوعی پیازچه)، به علاوه سیر و گل‌سرخ برای رنگ‌آمیزی استفاده می‌کنند.[۲۵۵] نویسنده ویرا سنگوی این غذا را به عنوان معروف‌ترین کاری هندی در جهان معرفی کرده است.[۲۵۶]
- ککُر روگان جوش: مرغ سرخ شده در سس گل‌سرخ با ادویه‌های کشمیری.
- هندی روگان جوش: روگان جوش با تمرهندی.
- ونت روگان جوش: در دو دهه گذشته، گوشت شتر در مناسبت عید الاضحی به فروش می‌رسد که با سنت محمد که معمولاً در مناسبت‌های مذهبی شترها را قربانی می‌کرد، مطابقت دارد.[۲۵۷][۲۵۸]
- پچی روگان جوش: پای در سس قرمز.[۲۵۹]
- یخین در زمان حکومت اکبر در کشمیر شناخته شد.[۲۶۰] خورشت‌های گوشتی بر پایه ماست بخشی از آشپزی فارسی بودند و امپراتور این سبک پخت و پز را به دولت جدید خود معرفی کرد زمانی که آن را در سال ۱۵۸۶ ضمیمه کرد.[۲۶۰]
- ککُر یخین: تکه‌های خوشمزه مرغ پخته شده در ماست طعم‌دار شده با گیاهان کشمیری.
- شیم: کتلت‌های گوشت چرخ‌کرده بره که با ماست پخته می‌شوند.
- ککُر شیم: کتلت‌های مرغ در ماست.[۲۶۱]

### امعاء و احشاء
- چوسته: کاری خشک و تند از روده‌های بز.[۲۶۲]
- نایخالا تا فندیر یخین: قسمت‌های خاصی از احشاء گوسفند یا بز، پخته شده با ماست.
- چهاگِل یخین: بیضه‌های گوسفند یا بز پخته شده در ماست و غیره.
- دامین یخین: یخنی روده (خورشت ماستی).[۲۶۳]
- بکواچی چهاگِل: کلیه‌ها و بیضه‌های بز یا گوسفند.
- چاروان: کبد خرد شده گوسفند یا بز پخته شده.
- چوک چاروان: کبد ترش خرد شده گوسفند یا بز.
- چاروان اولاو: کبد و سیب‌زمینی در سس.[۲۶۴]
- کاله ماز: گوشت سر بز.[۲۶۵]

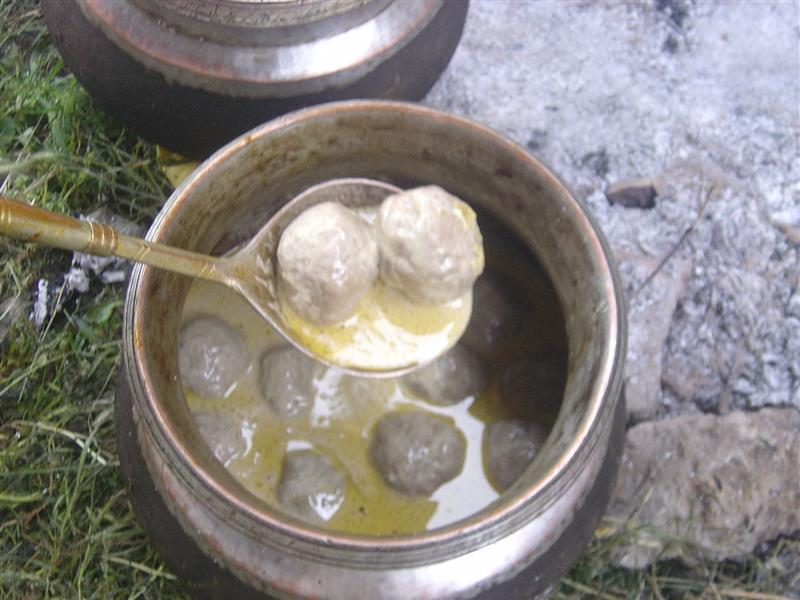
گوشته‌به.

- گوشته‌به.پچی تا هری راس: پاهای پخته شده با سم و سر گوسفند یا بز.

وَزَس‌ها برای سال‌ها آموزش دیده‌اند تا هنر برش صحیح و آسیاب کردن گوشت را به کمال برسانند. به‌طور سنتی، گوشت بره با چوب گردو له می‌شود:

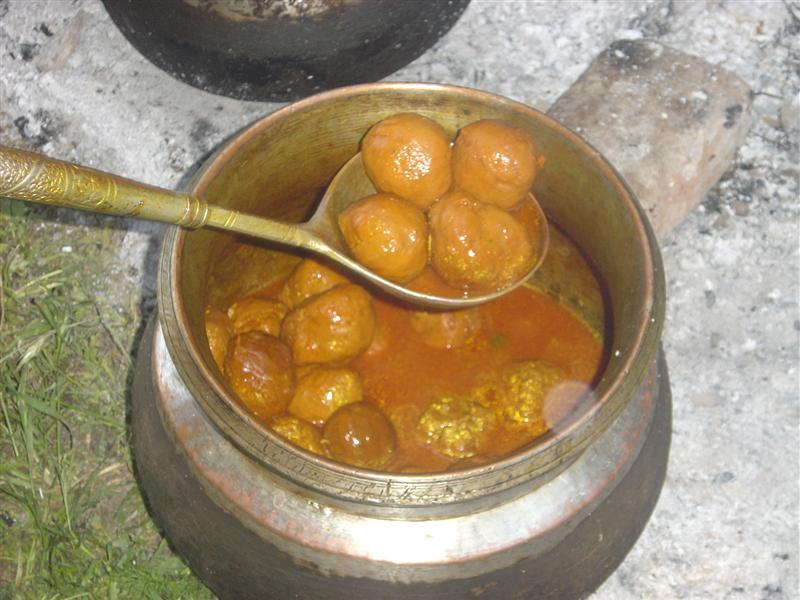
ریسته.

- گوشته‌به: توپک‌های گوشت چرخ‌کرده بره با ادویه‌ها در سس ماست. همچنین به عنوان غذای پادشاهان در منطقه کشمیر شناخته می‌شود و آخرین غذا در ضیافت است.[۲۶۷] جواهر لعل نهرو یک بار آن را کشمیری‌ترین گوشت‌ها نامید.[۲۶۸] بازیگر افسانه‌ای بالیوود یوسف خان معروف به دیلیپ کومار گفته می‌شود که بیشتر از همه گوشته‌به را دوست داشت.[۲۶۹] در دسامبر ۱۹۵۵، باکشی غلام محمد، نخست‌وزیر وقت جامو و کشمیر و نیکیتا خروشچف، دبیر اول حزب کمونیست شوروی در یک عکس نمادین در حال تغذیه یکدیگر گوشته‌به بودند.[۲۷۰]
- بیف ریسته.[۲۷۱]
- بیف گوشته‌به.[۲۷۱] گوشت گاو با ۲۵ درصد چربی آسیاب شده و به صورت توده‌ای نرم در می‌آید و قبل از شکل‌گیری به توپک‌های گوشتی طعم‌دار می‌شود.[۲۷۲] سپس در یک حمام آب داغ طعم‌دار غوطه‌ور می‌شود و بعد در یک آبگوشت داغ و جوشان از ماست خوب هم‌زده، شیر و مقداری عصاره گوشت گاو پخته می‌شود تا به غلظت نیمه‌سفتی برسد.[۲۷۲] دستور اصلی به گوشت گاو بسیار چرب اشاره دارد که می‌تواند برای ذائقه‌های ناآشنا چالش‌برانگیز باشد.[۲۷۲]
- پالک ریسته: معمولاً چهار تکه کوچک 'ریسته' به همراه چند برگ اسفناج در یک 'ترم' برای چهار مهمان سرو می‌شود.
- سفید ریسته: توپک‌های گوشته‌به بزرگ‌ترین هستند، و توپک‌های ریسته و پالک ریسته کوچک‌ترین هستند.[۲۷۳]

### دورچین گیاهخواری
کشمیر تن‌ها سبزیجات و محصولات جنگلی تولید می‌کند. غذاهای سنتی عبارتند از:

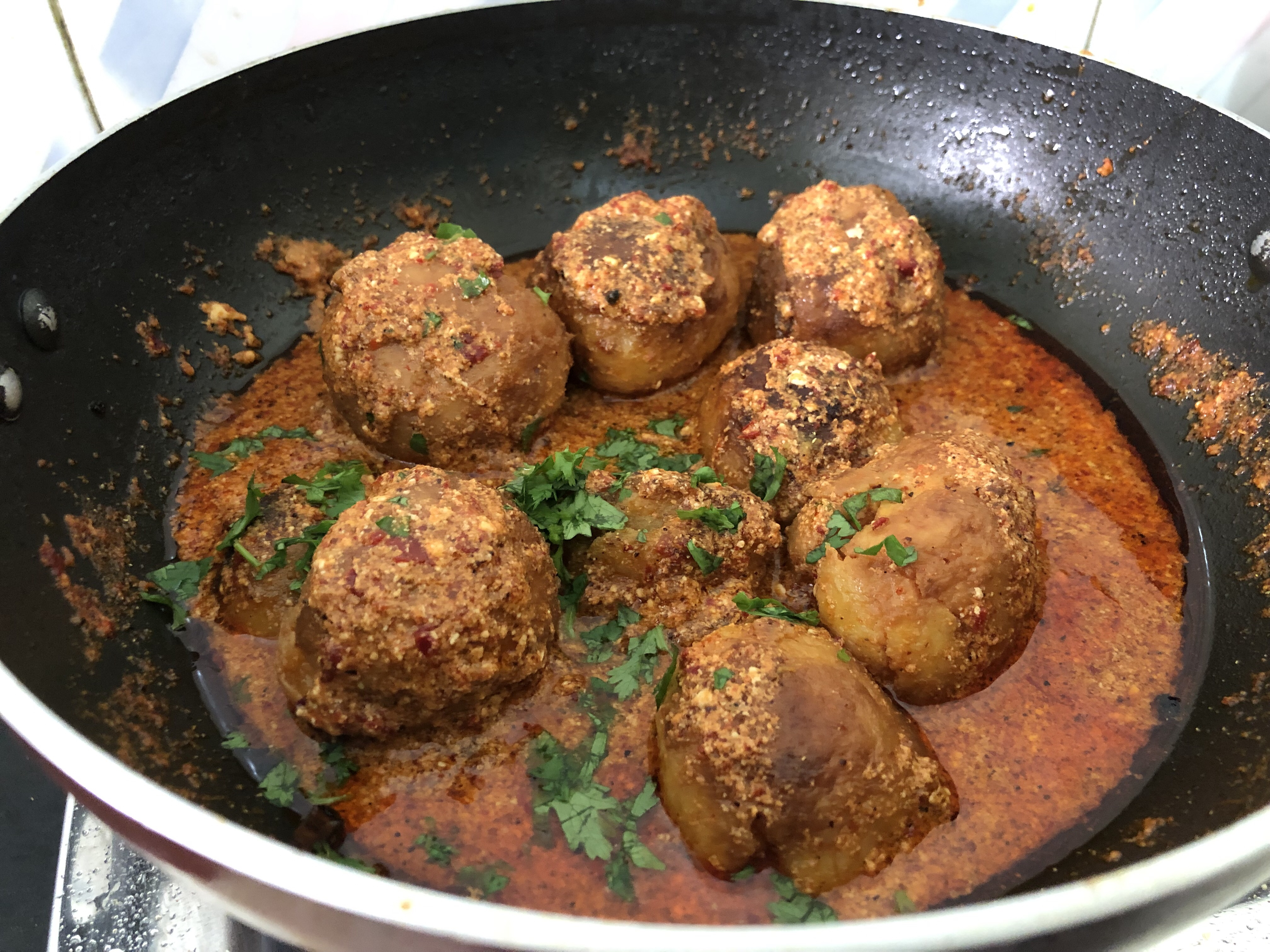
دوم اولاو.

- دوم اولاو.دُم آلو: سیب‌زمینی پخته شده با پودر زنجبیل، رازیانه و ادویه‌های تند دیگر. مهارت اصلی در این است که پس از سرخ کردن سیب‌زمینی‌ها را سوراخ کنید تا سس در آن‌ها جذب شود و طعم آن‌ها را بهبود بخشد.[۲۷۵]
- وازل آلو: دستور پخت آلو فراموش شده که بیشتر در روستاها تهیه می‌شود.
- ماتار آلو: کاری سیب‌زمینی و نخود. یک غذای جانبی کلاسیک که معمولاً با برنج سفید سرو می‌شود.[۲۷۶]
- آلو دوود لیجیت: سیب‌زمینی در ماست.[۲۷۷]
- گنده ته ماتار: پیاز و نخود.
- گنده ته هیمب: خورشت لوبیا سبز و پیاز.[۲۷۸]
- بودا رازماح ته آلو: لوبیا سبز و سیب‌زمینی.[۲۷۹]
- رازماح هیمب ته نادر: لوبیا سبز تند با ساقه‌های لوتوس.[۲۸۰]
- رازماح هیمب ته وانگان: لوبیا سبز با بادمجان.[۲۸۱]
- بند گپی ته تماتر: کلم پخته شده با گوجه‌فرنگی.[۲۸۲]
- نادر پالک: ساقه‌های لوتوس و اسفناج. این یک غذای جانبی است که در ضیافت‌ها و شام‌های بزرگ سرو می‌شود.
- رانیت بام چونث خانجی: به‌طور پخته شده. این میوه‌ای بسیار محبوب در میان مردم کشمیر است.[۲۸۳]
- بام چونث وانگان: به همراه بادمجان.[۲۸۴]
- بام چونث نادر: به همراه ساقه لوتوس.[۲۸۵]
- دوید وانگان: بادمجان با ماست.[۲۸۶]
- کارل ته وانگان: کدو تلخ و بادمجان.[۲۸۷]
- آل لنج ته وانگان: سبزی کدو با بادمجان.[۲۸۸]
- تسونت وانگان: کاری سیب سبز.[۲۸۹] سیب‌ها و بادمجان‌ها به صورت دراز برش داده شده و سرخ می‌شوند.[۲۹۰]
- چوک وانگان-هاچی: بادمجان خشک شده به جای سبزی تازه.
- گوله ال دون گوجه: کدو با گردو.[۲۹۱]
- گنده دوید: پیاز سرخ شده مخلوط با شیر.[۲۹۲]
- هوچ هاند: سبزی‌های خشک شده دندلیون، پخته و به صورت خمیری در می‌آید.[۲۹۳]
- روانگان هاچی: گوجه‌فرنگی‌های خشک شده.[۲۹۴]
- مونجه هاخ: کلم‌پیچ به عنوان یک خوراکی لذیذ.
- دُم مونجه: کلم‌پیچ در ماست.[۲۹۵]
- دُم فول گپی: گل‌کلم‌ها در رطوبت خود پخته می‌شوند.
- فول گپی آلو: گل‌کلم با سیب‌زمینی.[۲۹۶]
- هاخ: شامل انواع سبزیجات محلی مانند وسته هاخ (کلم قرمز)، هینز هاخ، سوتچال (مالو)، کرچ (گل‌کلم)، هاند (دندلیون)، اوبوج (تره‌کوهی) و لیسا (آمارانت). سبزی‌های کلم‌پیچ مورد علاقه مردم کشمیر هستند و آن‌ها نسخه‌های خاصی از پخت آن‌ها با پنیر، گوشت یا مرغ دارند.
- نانر: پونه.[۲۹۷]
- بَت هاخ: همچنین به عنوان سبز هاخ شناخته می‌شود. بَت به زبان کشمیری به معنی پاندیت است. هاخ توسط همه مردم کشمیر خورده می‌شود، اما یک تخصص پاندیت‌های کشمیری است.[۲۹۸]
- داگیت هاخ: کلم‌پیچ له شده.
- گوگی هاخ: سبزی‌های تربچه با کمی آرد صمغ.[۲۹۹] این سبزی‌های مقاوم در شرایط زمستانی رشد می‌کنند و جزء اصلی در آشپزی محلی هستند.[۳۰۰]
- وپال هاخ: برگ‌های دندلیون.[۳۰۱]
- وسته هاخ ته زامبره ثول: اورچ با تخم‌مرغ‌های آب‌پز.[۳۰۲]
- هاخ نادر: کلم‌پیچ یا کلم‌سبز با ساقه‌های لوتوس پخته می‌شود.
- هاخ ته آلو: سیب‌زمینی و سبزیجات.[۳۰۳]
- هاخ وانگان: کلم‌پیچ با بادمجان.[۳۰۴]
- سوتچال نادر: مالو (Malva Parviflora) یک سبزی وحشی است که در هر جایی از حاشیه جاده‌ها، پارک‌ها و زمین‌های چرا یافت می‌شود.[۳۰۵] اولین گزارش از این گیاه به یک نویسنده یونانی به نام پداموس دیوسکریدس در قرن اول میلادی نسبت داده می‌شود.[۳۰۶] این غذا مورد علاقه همه، از جوان تا پیر است، به خصوص به دلیل در دسترس نبودن آن در بازارهای خارجی.[۳۰۶]
- سوتچال وانگان: برگ‌های مالو و بادمجان.[۳۰۷] این غذا از سوتچال و ثول-وانگان تهیه می‌شود. ثول-وانگان بادمجان کوچکی است که به اندازه کامل رشد نکرده است.[۳۰۸]
- موجی ملویان: کاری برگ‌های تربچه.[۳۰۹]
- موجی پتار ته وانگان: برگ‌های تربچه با بادمجان.[۲۸۸]
- زمت‌دود چور: کاری ماست که به‌طور مداوم بر روی حرارت کم هم زده می‌شود.[۳۱۰]
- آلو بوم: یک غذای خوشمزه خشک که با سیب‌زمینی و گیاه نیلوفر آبی که معمولاً در برکه‌ها و دریاچه‌های کشمیر یافت می‌شود، تهیه می‌شود.[۳۱۱]
- بند روغن جوش: کلم پخته شده در ترکیبی از ادویه‌های اصیل و ماست برای ایجاد نسخه گیاهی معروف روغن جوش.[۳۱۲]
- نادر روغن جوش: ساقه لوتوس که به آرامی پخته می‌شود تا نادور نرم شود.[۳۱۳]
- چشت گوگی: تربچه.[۳۱۴]
- چشت موجی: تربچه‌های پخته شده و با ادویه ملایم.
- چشت بند گپی: کلم پخته شده و با ادویه ملایم (با آرد صمغ).
- چوک نادر: ساقه لوتوس با اسید تارتاریک (تاتری).[۳۱۵]
- چوک موجی/موجی کلا: تربچه‌های دراز با خمیر تمرهندی.[۳۱۶]
- چوک ال: کدو با تمرهندی.
- ال یخیان: کدو بطری در سس ماست پخته شده و با ادویه‌های کشمیری طعم‌دار شده است.
- هدار یخیان: قارچ یخنی.
- نادر یخیان: ساقه لوتوس پخته شده با ماست.
- نوتری یخیان: تکه‌های سویا در یخنی.
- کارل یخیان: کدو تلخ که تا غلظت سس با ماست پخته می‌شود.[۳۱۷]
- وانگان یخیان: بادمجان سرخ شده در ماست.[۳۱۸]
- پودنا ال: کدو با نعناع.[۳۱۹]
- توریل ته وانگان: کدو ریدج‌دار با بادمجان. این سبزی در تابستان موجود است و طعمی شیرین و بسیار آسان برای پخت دارد.
- توریل ته تماتر: کدو ریدج‌دار با گوجه‌فرنگی.
- وری‌پالی آلو: کاری سیب‌زمینی با توپک‌های دال داغ.[۳۲۰] این غذا یک تهیه‌غذای پنجاب است اما بسیار مورد علاقه کشمیری‌هاست.[۳۲۰]

### قارچ
بومی دامنه‌های هیمالیا، قارچ‌های گچی یا کاناگچی (گونه‌ای از جنس Morchella، که در جاهای دیگر به عنوان مورچلا شناخته می‌شود) نه تنها در کشمیر بلکه در سطح بین‌المللی، به ویژه در آشپزی اروپایی، بسیار مورد توجه هستند. با وجود چند موفقیت محدود و تجربی، تلاش‌ها برای کشت (کانا) گچی یا مورچلا به صورت گسترده ناموفق بوده و مصرف آن به برداشت قارچ‌های وحشی وابسته است. به همین دلیل، این قارچ‌ها در بین گران‌ترین قارچ‌ها قرار دارند و قیمت یک کیلو از این قارچ‌ها در هند به ۳۰٬۰۰۰ INR (در سال ۲۰۲۳؛ تقریباً ۳۳۰ یورو/کیلو یا ۳۵۰ دلار آمریکا/کیلو) می‌رسد.
غذاهای سنتی یا معروف شامل:
- کاناگچی یخیان: قارچ‌های مورچلا در سس ماست غنی پخته می‌شوند.[۳۲۳]
- کاناگچی ماتار ماسالا: یک بمب طعم از قارچ‌های خوشمزه که توسط محلی‌ها چیده شده‌اند.[۳۲۴]
- گچی ور: قارچ کاناگچی با مخلوط ادویه‌های سنتی کشمیری، یک غذای نادر که توسط سومان کائول، سرآشپز خودآموخته تهیه می‌شود.[۳۲۵][۳۲۶]
- شاجکان: همچنین به عنوان کانپاپر شناخته می‌شود، قارچ ژئوپورا که با پیاز و گوجه‌فرنگی سرخ می‌شود یا حتی با شیر تهیه می‌شود.[۳۲۷]

### شامان
پنیر به زبان کشمیری تچمان نامیده می‌شود. ادویه‌جات به طیف شیرین و شور تعلق دارند که شامل مقدار زیادی دارچین، جوز هندی و میخک به همراه ادویه‌های زمینی مانند دانه‌های زیره و گشنیز می‌باشد. کمبود زنجبیل تازه در جغرافیای کوهستانی نیز به این معنی است که زنجبیل آسیاب شده یک ادویه اصلی است. دستورهای تهیه پنیر عبارتند از:
- تچمان کانتی: مکعب‌های پنیر که سرخ شده، با ادویه‌های انتخابی مخلوط و با پیاز و گوجه‌فرنگی تفت داده می‌شوند.[۳۲۹]
- لیادر تچمان: لیادر به معنی زرد است که به دلیل وجود زردچوبه است و تچمان به پنیر اشاره دارد.[۳۳۰] اصطلاح 'سس زرد' ممکن است به پیچیدگی طعمی که از لایه‌بندی نه ادویه، برخی از آن‌ها به صورت کامل، با فلفل سبز و جوشاندن آن‌ها در آب قبل از غلیظ کردن سس با شیر به دست می‌آید، انصاف ندهد.[۳۳۱] سرآشپز بریتانیایی هندی، رومی گیل، آن را 'یک کاسه از خوشمزگی طلایی زرد' نامید.[۳۳۱]
- وت تچمان: همچنین به عنوان وزیج تچمان شناخته می‌شود. این معادل روگان جوش است.
- رووانگان تچمان: پنیر در سس گوجه‌فرنگی.
- پالک/هاک تچمان: پنیر تهیه شده در سس مبتنی بر اسفناج که با مواد اولیه کشمیری تزیین شده است.
- میت تچمان: پنیر با شنبلیله.
- میت تچمان تا نیول کارا: پنیر و شنبلیله با نخود سبز.
- ماتار تچمان: پنیر با زردچوبه و نخود. به‌طور سنتی، پنیر باید عمیق سرخ شود.[۳۳۲]
- توریل تا تچمان: کدو با پنیر.
- تچمان منجه قلیه: کلم با پنیر. این غذا قبلاً در دگچی‌های بزرگ در مهندیرات تهیه می‌شد.
- کانگچی تچمان: مورچلاهای کشمیری با پنیر در سس ترش.[۳۳۳]
- گوگجی‌آره تا تچمان: تربچه‌های خشک شده با پنیر.
- تچمان ونگان: پنیر و بادمجان.

### چاتنی و رایتا
چاتنی‌ها به عنوان زیرمجموعه‌ای از وزوان کشمیری شناخته می‌شوند و به غذاها رنگ و طعم واقعی می‌بخشند. این چاتنی‌ها معمولاً به صورت رایگان سرو می‌شوند، زمانی که کشمیری‌ها به رستوران می‌روند یا غذا می‌گیرند. انواع مختلف چاتنی‌های تند شامل:
- زامت دود: ماست خانگی ساده.
- موج چیتین: به معنی تربچه در ماست. ترکیب منحصر به فردی از تربچه رنده شده و ماست که با کمی زیره بو داده طعم‌دار شده است. نسخه کشمیری رایتا.[۳۳۶]
- دون موج چیتین: رایتا گردو-تربچه.[۳۳۷]
- زریشت چیتین: زرشک.
- آناردان چیتین: تهیه شده با دانه‌های انار خشک شده (به نام آناردانا) به همراه گشنیز و نعناع.[۳۳۸][۳۳۹]
- زریش چیتین: زغال‌اخته.
- ایلچی چیتین: گیلاس ترش با کمی نمک.[۳۴۰]
- گوردول چیتین: چاتنی آلوچه ترش.[۳۴۱]
- پودنا چیتین/بورن: چاتنی سبک تهیه شده از فلفل سبز و نعناع تازه.
- رووانگان چیتین: گوجه‌فرنگی‌های سرخ شده با فلفل سبز و روغن، تا زمانی که بیشتر آب آن‌ها تبخیر شود.[۳۴۲]
- رووانگان هچ چیتین: چاتنی گوجه‌فرنگی خشک شده در آفتاب.
- مارتسوانگان چیتین: چاتنی فلفل سبز که در هاون کوبیده می‌شود.[۳۴۳]
- روحانی چتین: چاتنی سیر با فلفل قرمز.
- کشمی‌ش چیتین: سس کشمش.
- چونث تا دانیوال چیتین: چاتنی سیب و گشنیز.[۳۴۴]
- آلو بخر چیتین: تهیه شده با آلوهای تازه، پیاز، شکر، آب لیمو و ادویه.[۳۴۵]
- موج چیتین (نوعی دیگر): تربچه رنده شده سرخ شده در روغن خردل.[۳۴۶][۳۴۷]
- بوزیت نادر چیتین: چاتنی ساقه لوتوس کبابی.[۳۴۸]
- بوزا/فوتا ونگان: بادمجان کبابی/پخته و له شده با ماست.
- دود ال/ال رایتا: کدو در ماست.[۳۴۹]

### گوشت سرخ کرده
- کنتی گوشت/مرغ: تکه‌های کوچک گوشت بدون استخوان یا مرغ که مرینیت شده و در پیاز، گوجه‌فرنگی و فلفل سبز تازه سرخ می‌شوند.
- ماتش باریت کارل: کدو تلخ پر شده با گوشت چرخ‌کرده بره.
- ماتار ماچ: نخود سبز و گوشت چرخ‌کرده.
- سوتچال چاروان: برگ‌های ملو و جگر.
- هدار، چگال، باکاواچی، تا کره‌نماز: قارچ‌ها با بیضه‌ها، قلوه‌ها و جگر گوسفند یا بز.
- تالیث کاید: مغز سرخ شده بز یا گوسفند.
- کاید پکورا: فریت‌های مغز.

### ماهی
ماهی‌گیری سایه‌ای که به زبان محلی تچایی گاد نامیده می‌شود، در دریاچه آنچار در نزدیکی سورا در شهر سرینگر رواج دارد. ماهی‌گیران صبح زود قایق‌های خود را راندن و قسمت‌های یخ‌زده دریاچه را شکسته و با نیزه ماهی می‌گیرند. آن‌ها با پنهان شدن زیر یک پتو یا چتر موقتی از کاه سایه‌ای بر روی قایق خود ایجاد می‌کنند تا ماهی‌ها را جذب کنند و سپس با نیزه به ماهی‌های نزدیک حمله می‌کنند. در گذشته، سواحل دریاچه با درختان بید پوشیده شده بود که در سایه آن‌ها ماهی‌ها در تابستان پناه می‌گرفتند و این کار را برای ماهی‌گیران محلی آسان‌تر می‌کرد. غذاهای ماهی رایج شامل:
- نادر تی گاد: ماهی (بیلوزه, زوب, کپور هندی, کتلا, روهو, مارگاریتا, ماهیر, تراوت برفی, نیجر, چوش, خرونت, چورو و غیره) که با ساقه لوتوس پخته می‌شود و یک خوراکی ویژه در روزهای جشن مانند عید، نوروز و گادی بتی (جشنواره کشمیری‌ها) است.
- موج گاد: یک خوراکی از تربچه‌ها با انتخابی از ماهی.
- هاک گاد: خوراکی ماهی پخته شده با اسفناج کشمیری.
- گادا تا گوگجی/منجه/بند گپی: ماهی پخته شده با تربچه، یا کلم، یا کلم‌پیچ.
- گاد تا چونث: ماهی پخته شده با سیب سبز.[۳۵۲]
- گاد قلیه: ماهی در سس زرد.[۳۵۳]
- رووانگان/تماتار گاد: ماهی سفید رودخانه‌ای که به آرامی در سس گوجه‌فرنگی پخته می‌شود.[۳۵۴]
- کنگ گاد: ماهی با گل‌های زعفران.[۳۵۵]
- گاد لیج: ماهی تراوت که به سبک سنتی کشمیری پخته شده و با سبزیجاتی مانند نادور سرو می‌شود.[۳۵۶]
- گاد تا اوبوج: اوبوج وحشی (rumex obtusifolius) با ماهی.[۳۵۷]
- هگودا تا هاخ/بوم: ماهی خشک (بولیناو و دیگران) با کارام ساگ یا ساقه‌های خشک نی‌آب.
- هگودا تسچوار: ماهی کوچک خشک شده کبابی.[۳۵۸]
- کانز تا گاد/گوران: ماهی یا ماهی کوچک یا ماهی‌های خشک بسیار کوچک که با نوشیدنی کمی تخمیر شده و غیر الکلی سادره کاینز پخته می‌شود. در روزهای قدیم، زمانی که یک خانواده در محله کاینز درست می‌کرد، این به‌طور مساوی برای بقیه قابل استفاده بود. گرمای ادویه‌های generously استفاده شده مانند فلفل و پودر زنجبیل در این خوراکی محبوب باید با اثر خنک‌کننده این نوشیدنی شبیه آبجو برنجی تعدیل شود.[۳۵۹]
- فاری/فاری: ماهی دودی.[۳۶۰] یک خوراکی زمستانی که به روش خاصی توسط تنها چند خانواده باقی‌مانده در محله تیپلو سرینگر تهیه می‌شود.[۳۶۱] ماهی استفاده شده از نوعی تراوت متعلق به جنس Schizothorax است.[۳۶۲]
- فاری تا هاخ: ماهی دودی با سبزیجات کلم.[۳۶۳] پوست ماهی دودی جدا شده و تا زمانی که رنگش قهوه‌ای مایل به قرمز شود سرخ می‌شود.[۳۶۲] سپس ماهی به سبزیجات کلم اضافه می‌شود و تا زمانی که تمام آب جذب شود و روغن روی آن شناور شود پخته می‌شود.[۳۶۲] بهترین حالت با برنج بخارپز سرو می‌شود و بهتر است این غذا دوباره گرم نشود.[۳۶۲]